# Église Saint-Sulpice de Béthancourt-en-Valois
L'église Saint-Sulpice est une église catholique paroissiale située à Béthancourt-en-Valois, dans l'Oise, en France. Elle fut donnée à l'abbaye de Morienval vers le milieu du XIIe siècle. L'église romane qui existe à cette époque est alors presque entièrement reconstruite en deux étapes, en ne laissant subsister que le clocher du début du XIIe siècle. Dans un premier temps, une longue nef de plan basilical est édifiée, qui n'est pas destinée à être voûtée. Dans un deuxième temps, vers la fin du XIIe siècle et au début du siècle suivant, la nef est munie d'un portail occidental décoré d'un nombre particulièrement important de colonnettes à chapiteaux, et un nouveau chœur de deux travées est bâti à l'est. voûté d'ogives contrairement à la nef, il s'accompagne de deux bas-côtés, et se termine par un chevet plat, dont la fenêtre au réseau gothique rayonnant a été aménagé après coup. Dans le chœur, qui est d'une facture assez sobre, l'on remarque notamment la disposition particulier des supports selon le système chartrain, qui n'est pas utilisé ailleurs dans le Valois. À l'époque moderne, les bas-côtés sont reconstruits : celui du nord pendant la première moitié du XVIe siècle, et celui du sud au cours du siècle suivant. L'église Saint-Sulpice est inscrite aux monuments historiques par arrêté du 22 février 1949, et a bénéficié d'une restauration à la fin du XXe siècle. Elle est aujourd'hui affiliée à la paroisse de la vallée de l'Automne, dont le principal lieu de culte est l'église Saint-Pierre de Verberie, et des messes dominicales y sont célébrées tous les deux mois, généralement le dimanche à 9 h 00.

## Localisation

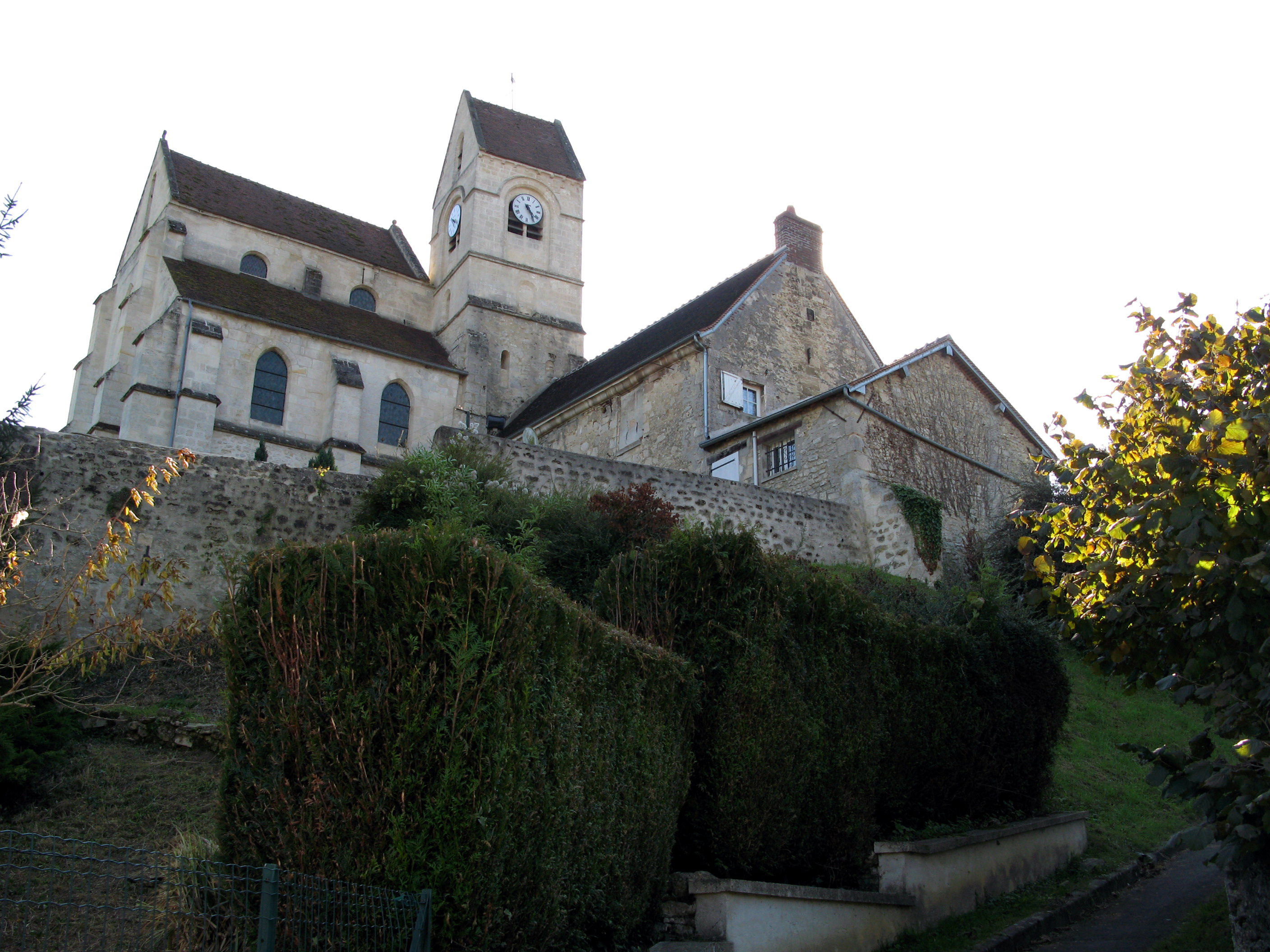
Vue depuis le sentier Jules-Lengelez, au nord.

L'église Saint-Sulpice est située en France, en région Hauts-de-France et dans le département de l'Oise, au nord de Crépy-en-Valois, dans la vallée de l'Automne, sur la commune de Béthancourt-en-Valois, rue de l'Église. Elle est bâtie au bord du plateau qui domine la vallée au sud, en haut d'une pente abrupte. De la sorte, l'église surplombe la partie basse du village, qui est traversée par la RD 322. L'on monte vers l'église par la rue de l'Église, qui se débranche de la RD 922 près de la sortie ouest de Béthancourt, et arrive devant la façade occidentale. Ici se situe un petit carrefour de chemins. La rue de l'Église longe l'élévation méridionale de l'édifice et devient la rue de l'Orme Mon Conseil, et regagne la vallée, plus loin à la sortie est du village, rue des Bourbottes. La rue de Savoie part vers le sud et rejoint la RD 922 en direction de Crépy-en-Valois. En partant depuis le parvis engazonné devant la façade, le sentier Jules-Lengelez, réservé aux piétons, descend directement vers la rue des Bourbottes. Depuis ce sentier, l'on peut apercevoir l'élévation septentrionale de l'église, mais seulement en partie. Une maison y est contigu au nord, perpendiculairement à l'axe de l'édifice, et toute l'élévation septentrionale est enclavée dans des propriétés privées. Il en va de même du chevet, qui n'est visible que de loin, et presque caché par la végétation, et de l'élévation méridionale du chœur, bordée par une maison.

## Historique
L'on ignore pratiquement tout de l'histoire de la paroisse, et même sa date de fondation. Elle existe au plus tard au début du XIIe siècle ; Jacques Téaldi date en effet le clocher roman des alentours de 1110. L'église est dédiée à saint Sulpice le Pieux, dit aussi Sulpice de Bourges. Vers le milieu du XIIe siècle, elle est donnée à l'abbaye Notre-Dame de Morienval, qui est donc le collateur de la cure. Sur le plan de la hiérarchie ecclésiastique, Béthancourt relève du doyenné de Béthisy, de l'archidiaconé de La Rivière et du diocèse de Soissons. La construction de l'église actuelle commence à la même époque. Dans un premier temps, l'ancienne nef est remplacée par une longue nef de plan basilical, dont le bas-côté nord incorpore le clocher du précédent édifice, dans sa dernière travée. Il n'est pas certain que l'on puisse voir un lien entre la donation à l'abbaye de Morienval et la construction de la nef, sachant que les nefs sont à la charge des paroissiens sous l'Ancien Régime. En plus, la façade n'est pas réalisée dans un premier temps, et l'on se contente d'un mur provisoire. Le style nettement gothique de l'archivolte du portail ne permet pas une datation avant la fin du XIIe siècle, bien que les chapiteaux des colonnettes soient de facture plutôt romane : Jacques Téaldi émet à leur égard l'hypothèse qu'ils ont peut-être été récupérés de l'ancienne église.

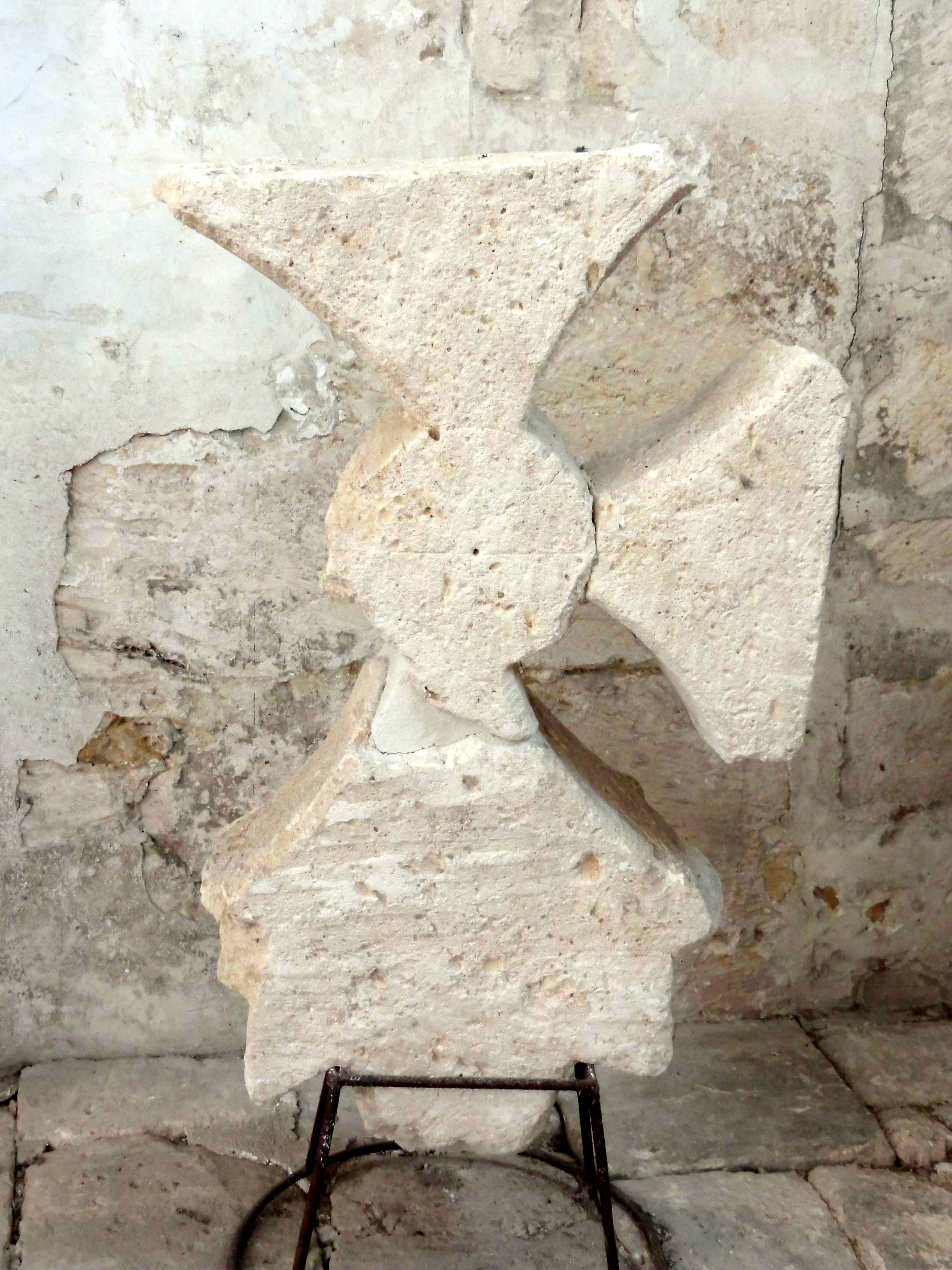
Ancien antéfixe de la nef.

En même temps que s'élève la façade, un nouveau chœur est édifié à l'est de la nef. Il comporte seulement deux travées, ainsi que deux bas-côtés, et se termine par un chevet plat. Cependant, il est voûté d'ogives contrairement à la nef. Jacques Téaldi situe sa construction entre 1195 et 1210 environ, mais précise que la grande baie du chevet, munie d'un remplage gothique rayonnant, remonte seulement vers 1230 environ. Certains chapiteaux sculptés de monstres incitent sans doute l'auteur à écarter la construction du chœur tout entier vers cette époque. Dominique Vermand propose toutefois une datation plus tardive pour l'ensemble du chœur, qu'il estime d'un siècle postérieur à la nef. Son principal argument est l'agencement des supports, qui seraient inspirés des cathédrales d'Amiens et Chartres. Si le chœur n'a plus évolué depuis, la nef a été munie d'une fausse voûte en berceau en bois plâtré au XVIe siècle, et le bas-côté nord a été rebâti à la même époque. Le bas-côté sud suit au XVIIe siècle. Nef et bas-côtés sont munies d'une toiture commune à deux rampants, et les fenêtres latérales de la nef sont condamnées,. L'église est inscrite aux monuments historiques par arrêté du 22 février 1949, et bénéficie d'une restauration à la fin du XXe siècle. Depuis la Révolution française, Béthancourt dépend du diocèse de Beauvais à l'instar de l'ensemble des paroisses du département de l'Oise. Le village est aujourd'hui affilié à la « paroisse de la vallée de l'Automne / paroisse Saint-Pierre » de Verberie. Cette très grande paroisse s'étend sur quatorze communes dont deux disposent de deux, voire trois églises (Néry et Fresnoy-la-Rivière). Les messes dominicales sont célébrées en l'église Saint-Sulpice environ tous les deux mois, généralement le dimanche à 9 h 00, ou plus rarement le samedi à 17 h 15.

## Description

### Aperçu général

Plan de l'église.

Orientée à peu près régulièrement, avec une légère déviation de l'axe de l'édifice vers le sud-est du côté du chevet, l'église se compose d'une nef de cinq travées accompagnée de bas-côtés, et d'un chœur de deux travées également accompagné de collatéraux, les trois vaisseaux se terminant par un chevet plat. Le clocher en bâtière s'élève au-dessus de la cinquième travée du bas-côté nord. Sa base, ainsi que le chœur et ses collatéraux, sont voûtés d'ogives. La nef et le bas-côté sud sont munis de fausses voûte en berceau (ou en demi-berceau pour le bas-côté), et le bas-côté nord a une charpente apparente en (demi-) carène renversée. Une sacristie est accolée au collatéral sud du chœur. L'on entre dans l'église par le portail occidental de la nef, ou par le portail latéral dans la troisième travée du bas-côté sud. La nef et ses bas-côtés sont recouverts ensemble par une vaste toiture à deux rampants, tandis que les collatéraux du chœur conservent leurs toits en appentis indépendants, laissant libres les fenêtres hautes du vaisseau central, qui est muni d'une toiture à deux rampants avec pignon à l'est.

### Intérieur

#### Nef

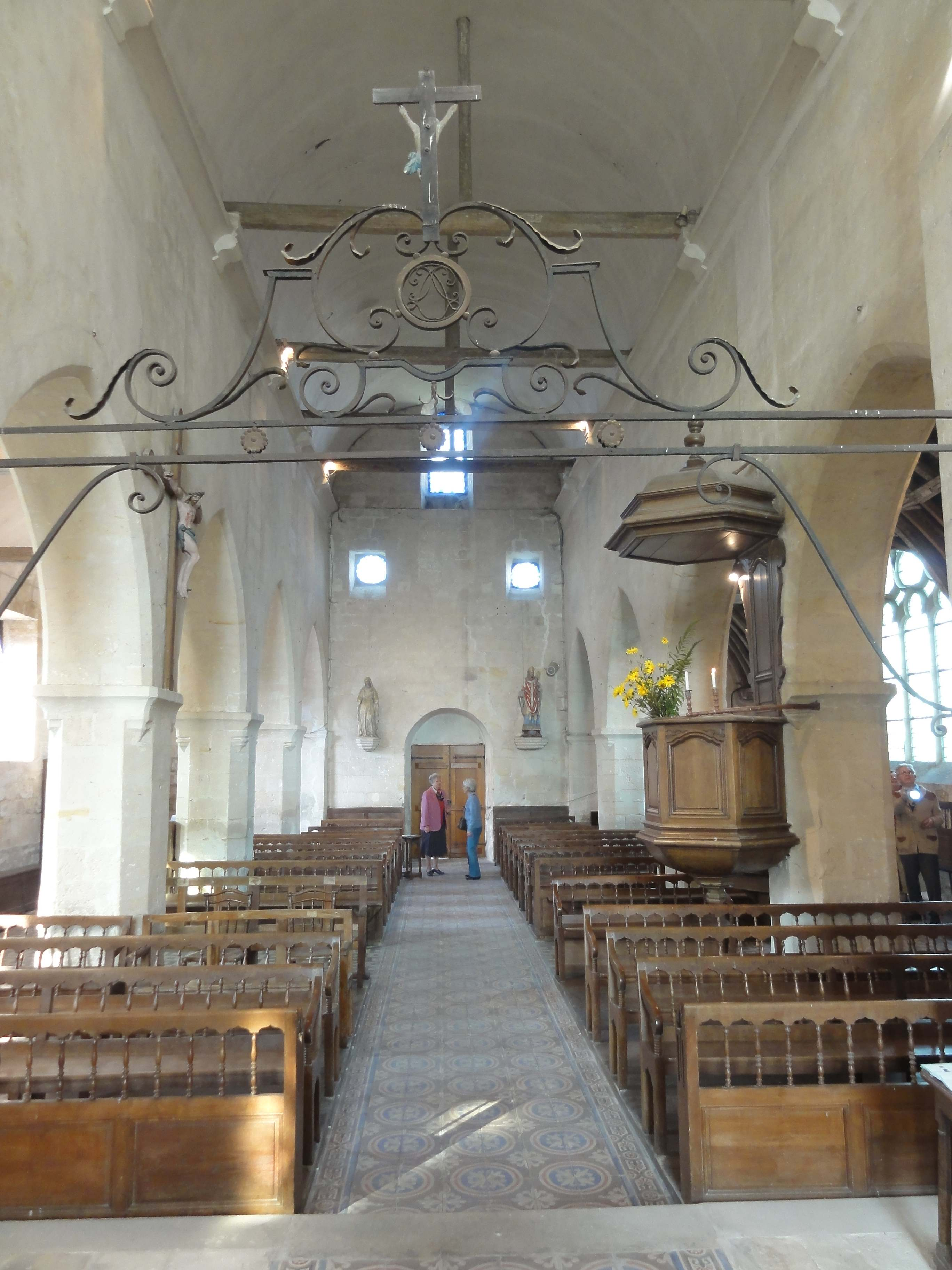
Nef, vue vers l'ouest.

L'on descendait autrefois plusieurs marches dans la nef. Le sol a été exhaussé de près d'un mètre en 1880, quand le dallage actuel fut posé, en même temps que le cimetière fut transféré vers son emplacement actuel à l'écart du village. — Les quatre premières travées de la nef possèdent des élévations latérales à deux niveaux, à savoir l'étage des grandes arcades et l'étage des fenêtres hautes. Les grandes arcades sont en tiers-point et non moulurées, aux arêtes chanfreinées, et les fenêtres hautes, aujourd'hui bouchées, sont situées au-dessus des piliers des grandes arcades. Comparé à la disposition habituelle, qui veut le positionnement des fenêtres au-dessus des grandes arcades, ce parti améliore la stabilité des murs gouttereaux, tout en permettant de réduire leur hauteur. Il n'est pas compatible avec un voûtement de la nef, car les supports des voûtes d'ogives seraient placés devant les fenêtres, ni avec un voûtement des bas-côtés, car la proximité entre le sommet des piliers et le seuil des fenêtres rendrait inéluctable l'obturation de la partie inférieure des baies. Par ces caractéristiques, la nef de Béthancourt se rattache à un petit groupe de nefs de la première période gothique, dont Champlieu, commune d'Orrouy, Fontenay-en-Parisis, Gilocourt, Glaignes, Orrouy et Pontpoint. La datation de la nef de la période romane est donc à rejeter, même si l'austérité des grandes arcades paraît archaïque. Elles ne retombent pas sur des colonnettes à chapiteaux, mais sur des piliers rectangulaires aux angles abattus, munis de tailloirs au profil d'une plate-bande et d'un cavet, également aux angles abattus. Aux angles, les tailloirs débordent légèrement devant les faces obliques des piliers. Cette saillie est rachetée par des culots très simples. L'on trouve des arcades similaires à Bailleval, Béthisy-Saint-Martin, Rocquemont et Saintines, mais sans les culots, et des piliers aux arêtes saillantes ou légèrement chanfreinées. Ces exemples concernent du reste des arcades ouvertes après coup. En l'occurrence, la simplicité de l'architecture est à mettre sur le compte des contraintes économiques, de même que la mise en œuvre tardive de la façade. Reste à signaler la corniche d'un profil prismatique, dans laquelle sont intégrés des corbeaux moulurées qui supportent les entraits de la charpente. Ces éléments sont issus des travaux du XVIe siècle, quand la fausse voûte en berceau actuelle fut aménagée,.
La cinquième travée de la nef est délimitée, au nord, par les deux contreforts méridionaux du clocher, dont le premier est plus saillant que le deuxième, et qui comportent tous les deux des retraites par des glacis. La grande arcade en tiers-point retombe sur des impostes irréguliers. Au-dessus, le mur se retraite par un fruit. En face au sud, la grande arcade est étroite, mais presque aussi élevée que le mur. Elle retombe elle aussi sur un simple imposte à l'est, qui se poursuit sur les faces latérales du pilier, tandis qu'à l'ouest, la disposition est analogue aux grandes arcades de la nef. Assez vraisemblablement, les élévations latérales de la cinquième travée de la nef sont issues de la reprise de structures romanes, au milieu du XIIe siècle. — Assez curieusement, l'on n'a pas réalisé un arc triomphal à l'entrée du chœur. Il s'ouvre par un doubleau non mouluré, que l'on aperçoit seulement en regardant depuis l'est, et qui retombe sur des piliers carrés aux arêtes chanfreinées. Le chœur est d'autant plus élevé que la nef, que représente l'épaisseur du doubleau,.

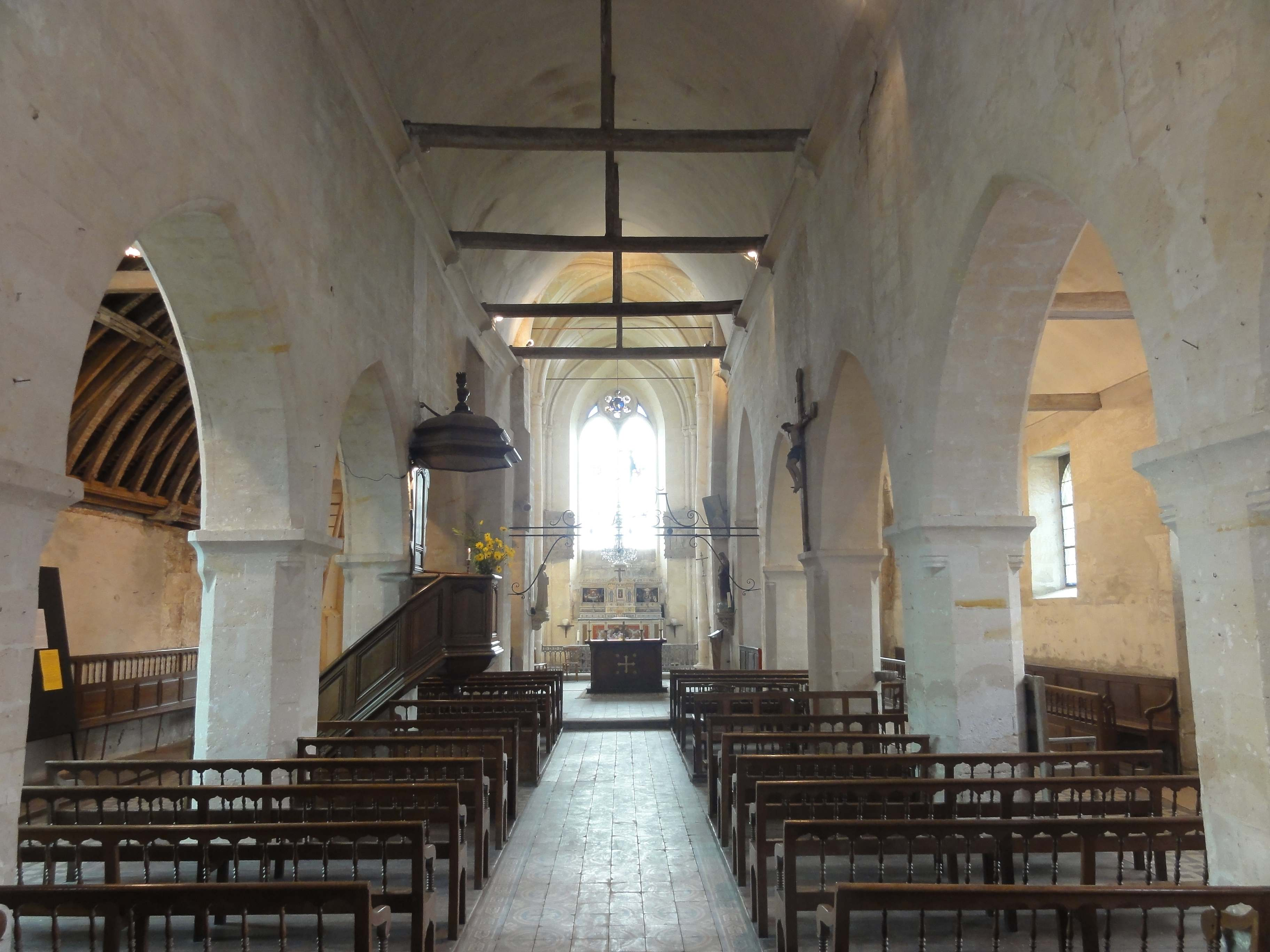
Nef, vue vers l'est.
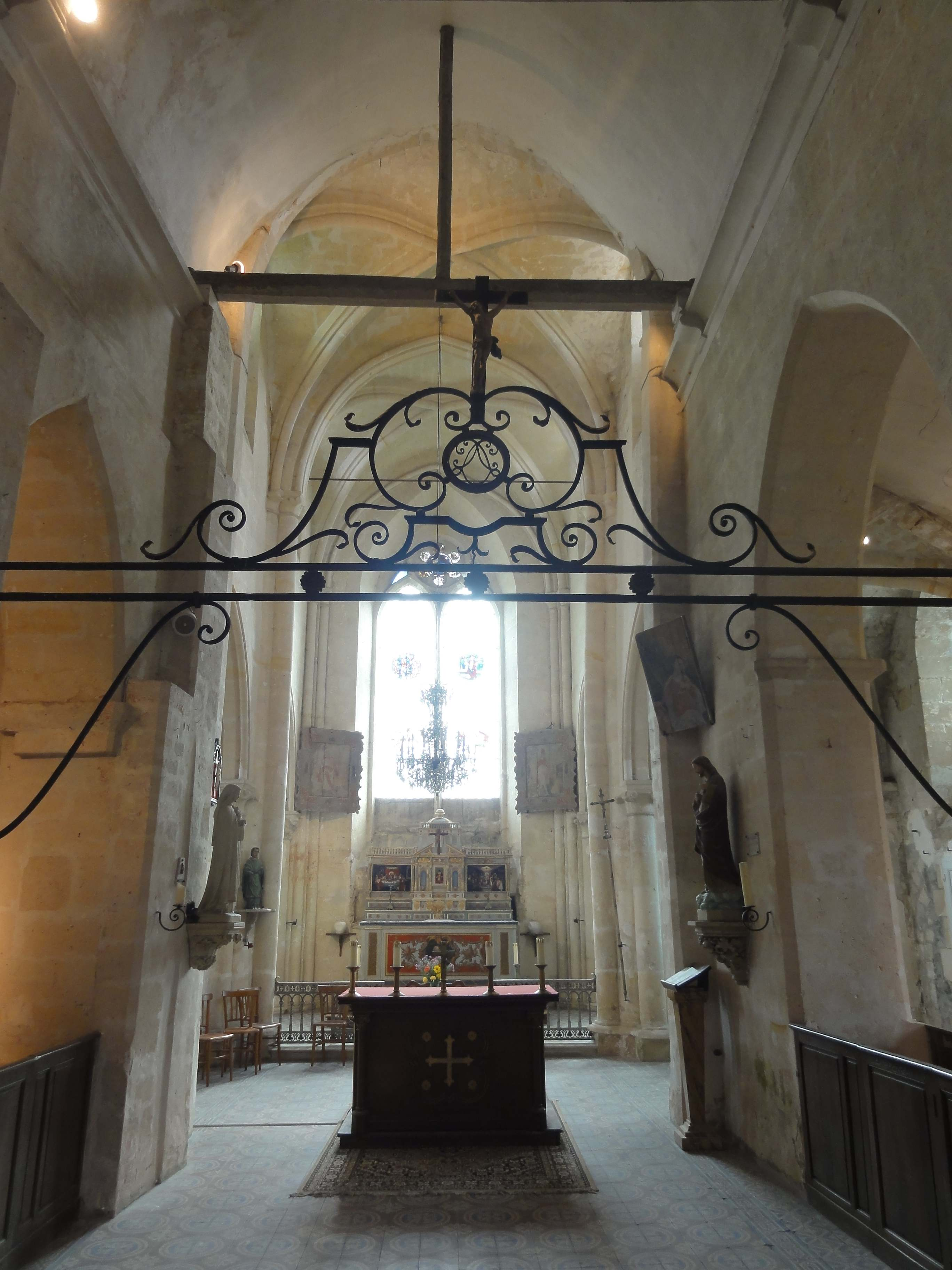
Nef, vue vers l'est.
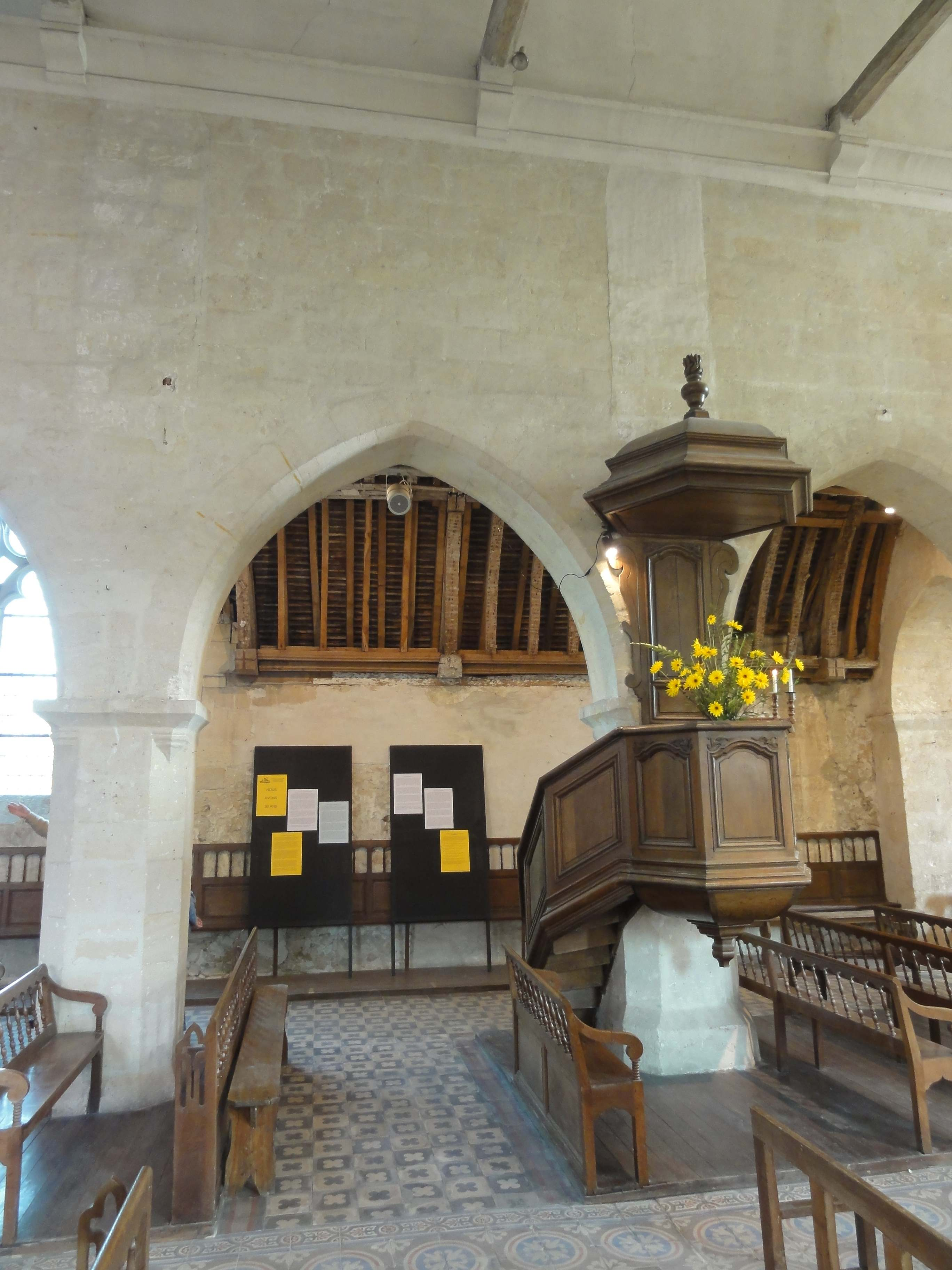
3e travée, élévation nord.
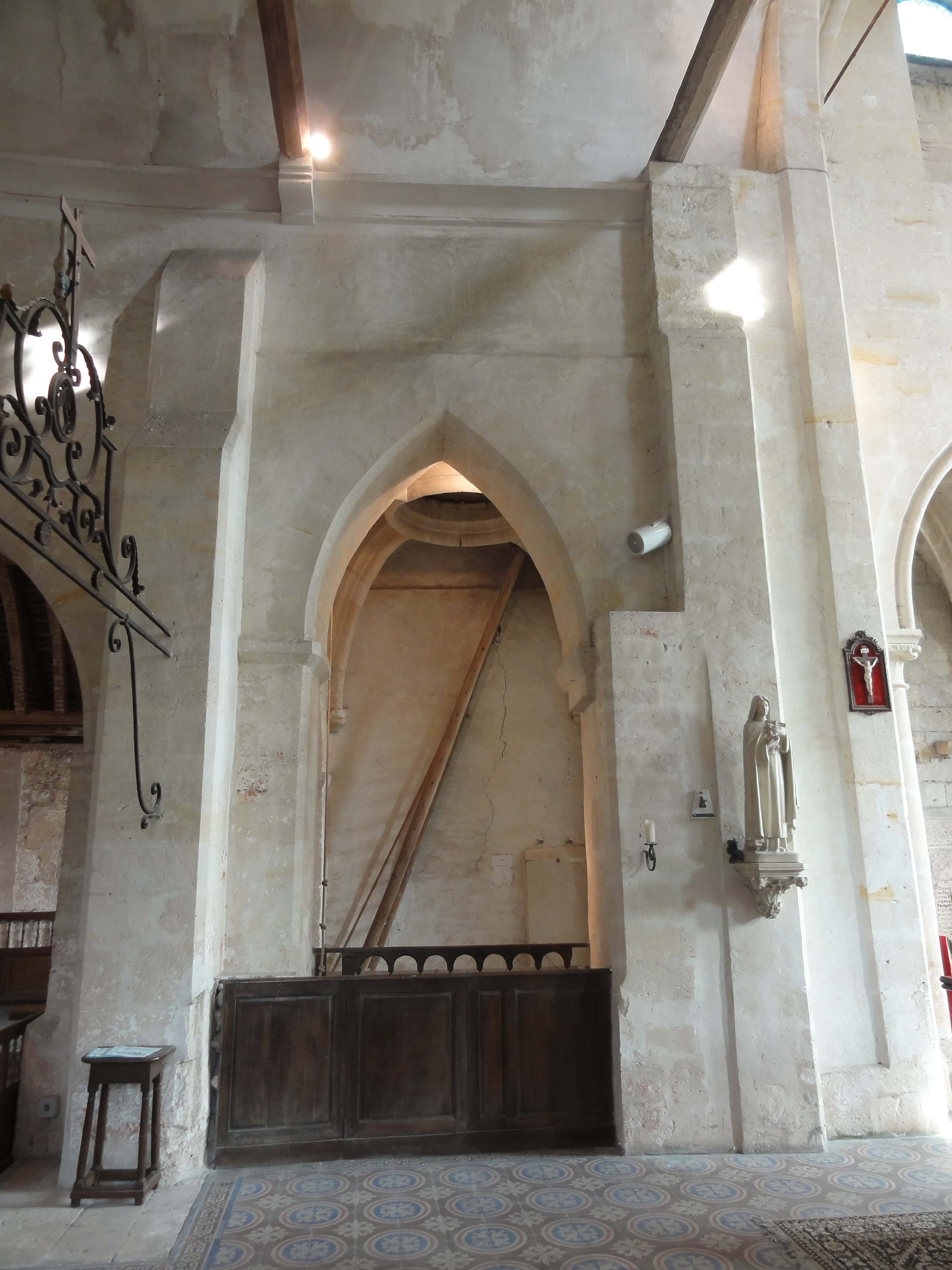
5e travée, vue sur la base du clocher.
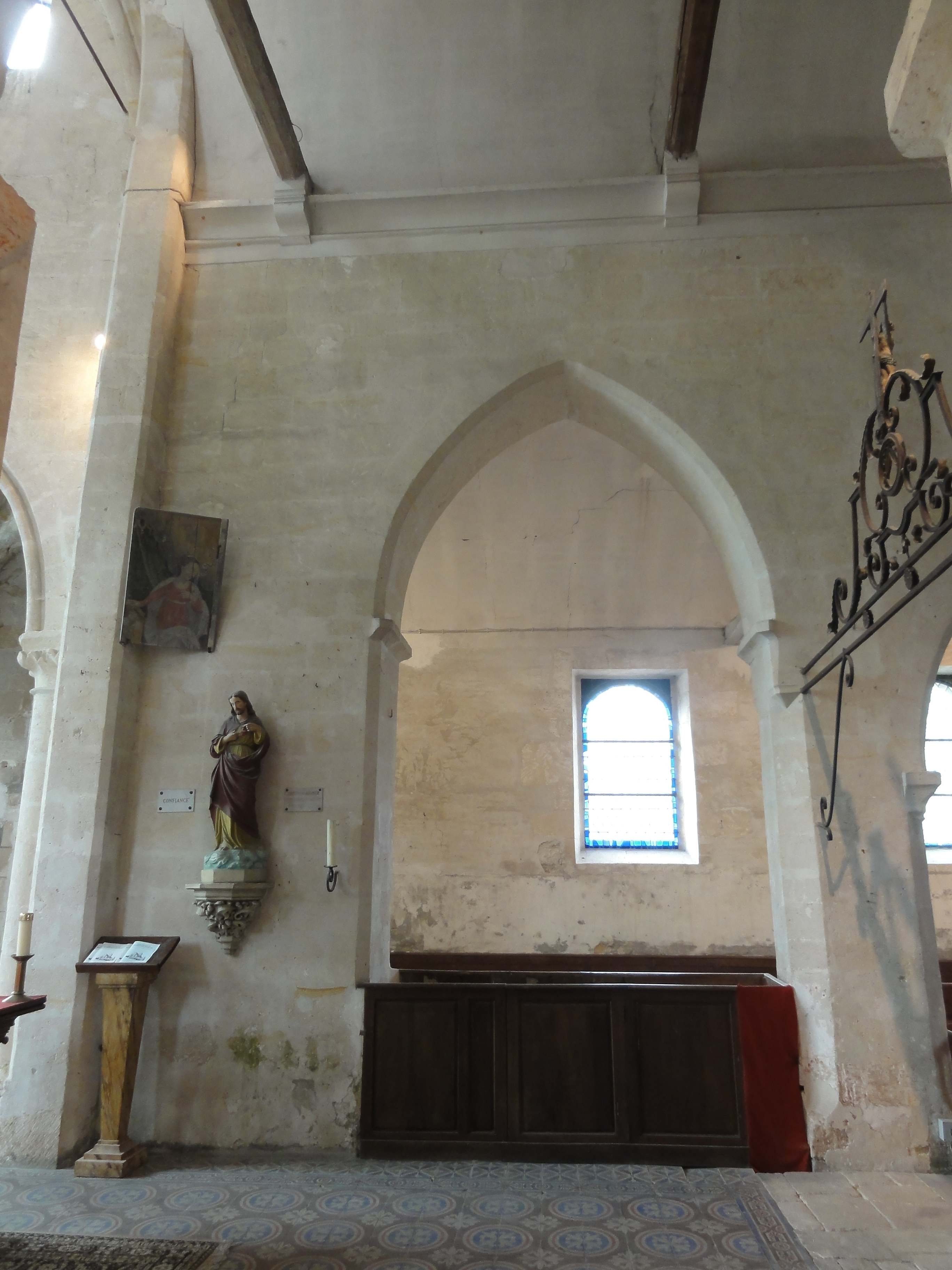
5e travée, élévation sud.
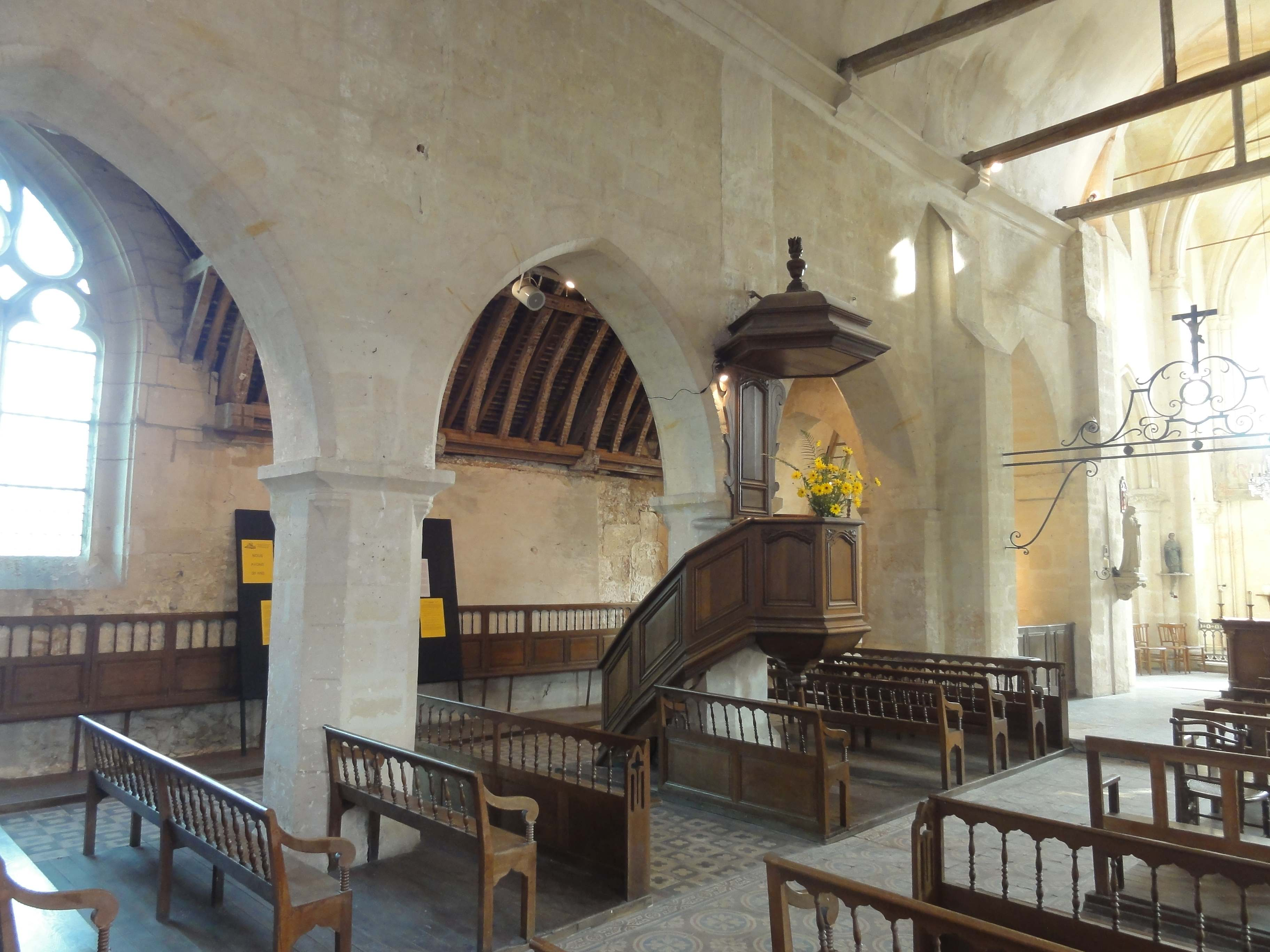
Grandes arcades du nord.

#### Bas-côtés et base du clocher

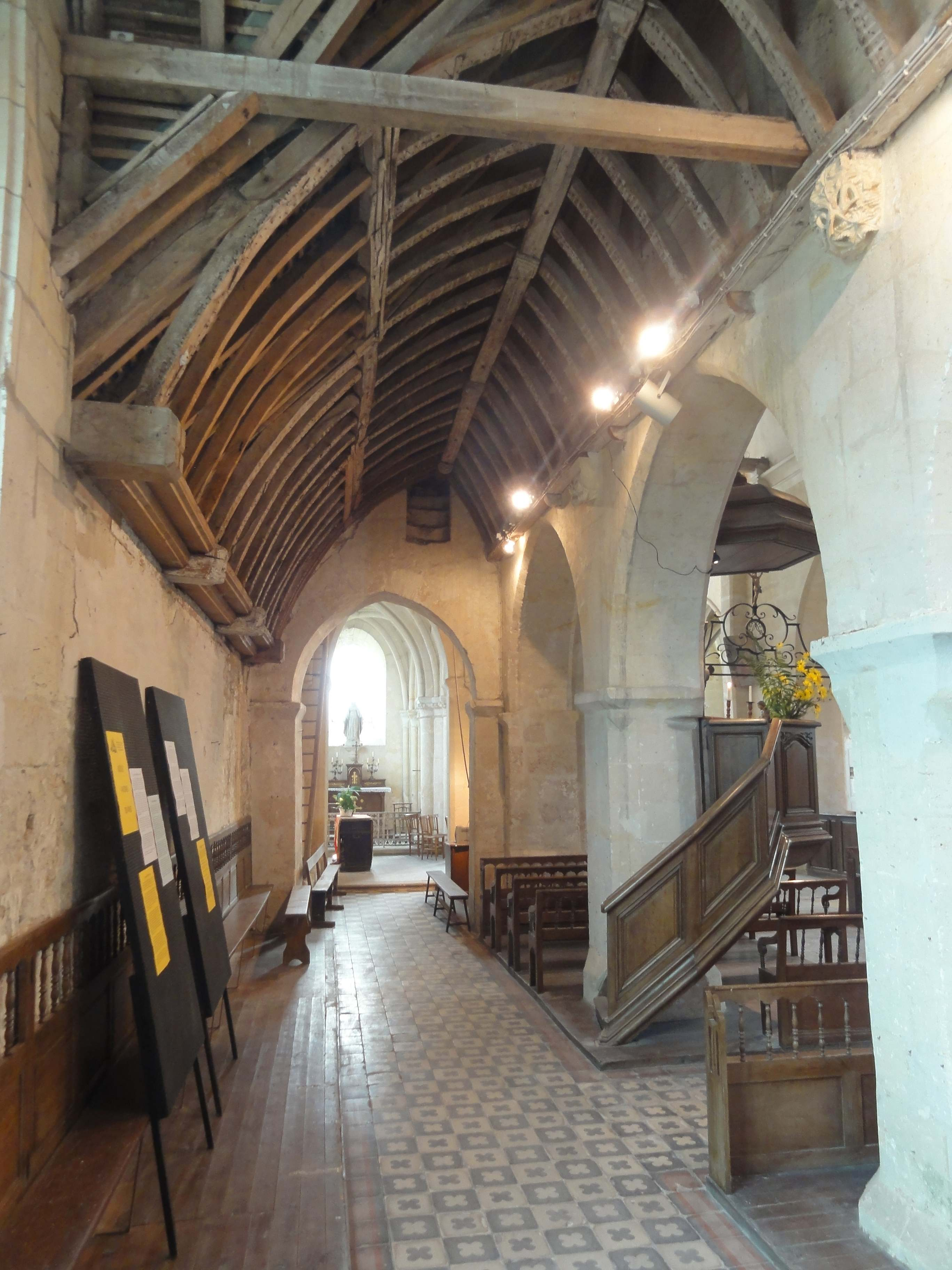
Bas-côté nord, vue vers l'est.

Avec son plafond et son mur latéral nus, le bas-côté sud est dépourvu de caractère. Les baies latérales sont rectangulaires, alors qu'elles sont en plein cintre à l'extérieur, ou en anse de panier en ce qui concerne la porte. À l'extrémité occidentale, la baie en arc brisé est entourée d'une gorge et d'une fine moulure concave, et munie d'une tête trilobée, ce qui indique une réfection à la période flamboyante. Le contrefort méridional du mur de la façade fait saillie devant le mur, et est échancré au niveau de la fenêtre. — Les quatre premières travées du bas-côté nord se distinguent par leur belle charpente apparente en (demi-) carène renversée, sans entraits continus, et s'interrompant pour le toit en bâtière perpendiculaire, évoquant une lucarne, de la grande fenêtre flamboyante de la deuxième travée. Au-dessus des grandes arcades, la panne sablière est moulurée, et repose sur des décharges en bois, ainsi que sur un corbeau sculpté au-dessus de chacun des piliers des grandes arcades. Ils sont de style flamboyant. Le premier affiche un entrelacs de tiges et de feuilles de vigne, avec une grappe de raisin resté à l'état d'ébauche. Le deuxième montre une cordelette, qui entoure le motif central qui a été bûché. Le troisième représente un homme en buste, qui soulève une lourde charge au-dessus de la tête. Si le motif évoque un atlante, l'homme est curieusement placé à l'horizontale. Au nord, il y a deux pannes superposées, toutes les deux moulurées. Elles reposent uniquement sur des décharges en bois, dont les têtes sont sculptés de motifs géométriques simples, comme par exemple quatre carrés, ou moulurées. À l'ouest, le jour entre par une petite baie en plein cintre, dont le seuil est un long glacis pentu. Elle devrait subsister du milieu du XIIe siècle. Au nord, la seule ouverture est la vase baie flamboyante de la deuxième travée. Elle est entourée d'une gorge et d'une fine moulure concave, et munie d'un remplage de trois lancettes à têtes trilobées, surmontées de soufflets et mouchettes. La moitié supérieure de la fenêtre s'inscrit dans la charpente,.
À l'est du bas-côté du XVIe siècle, la base du clocher des alentours de 1110 s'ouvre par une arcade similaire aux grandes arcades de la nef, mais les angles sont saillants et non chanfreinés, et il n'y a pas de culots aux angles. L'arcade vers la nef et l'arcade orientale vers le collatéral nord du chœur sont un peu plus élevées, mais sinon identiques. En dépit de leur facture plus sommaire, ces arcades ne sauraient pas non plus être romane, car l'arc brisé ne fait son apparition dans la région qu'au second quart du XIIe siècle, quand le clocher est déjà terminé depuis une bonne dizaine d'années. Si toutefois la datation du clocher était erronée, les arcades pourraient bien être contemporaines de celui-ci. Il est seulement à noter que les ouvertures extérieures du clocher sont en plein cintre. — Au-dessus de l'arcade, une petite baie, déportée vers la droite, permet d'accéder au clocher moyennant une échelle. Trois marches d'escalier sont prises dans l'épaisseur du mur, puis l'ouverture est fermée par une porte. Cet accès malaisé est devenu inutile, car une trappe est ménagée dans la voûte d'ogives de la base du clocher. À l'instar des collatéraux du chœur, cette voûte présente des ogives au profil d'un tore en forme d'amande, dégagé d'un bandeau en arrière-plan. Le grand trou de cloches au centre de la voûte est entourée d'une moulure du même profil, ce qui donne à penser qu'il n'ait pas été percé après coup. Ce serait donc l'un des premiers trou de cloches de la région, au second quart du XIIIe siècle. Les ogives sont reçues sur des culs-de-lampe non sculptés dans les angles. En l'absence de supports de la période romane, l'on peut supposer que la voûte actuelle remplace une voûte d'arêtes ou une voûte en berceau. Comme dans les collatéraux du chœur, il n'y a pas de formerets. Contrairement à l'usage au second quart du XIIIe siècle, les voûtains sont en plein cintre,.

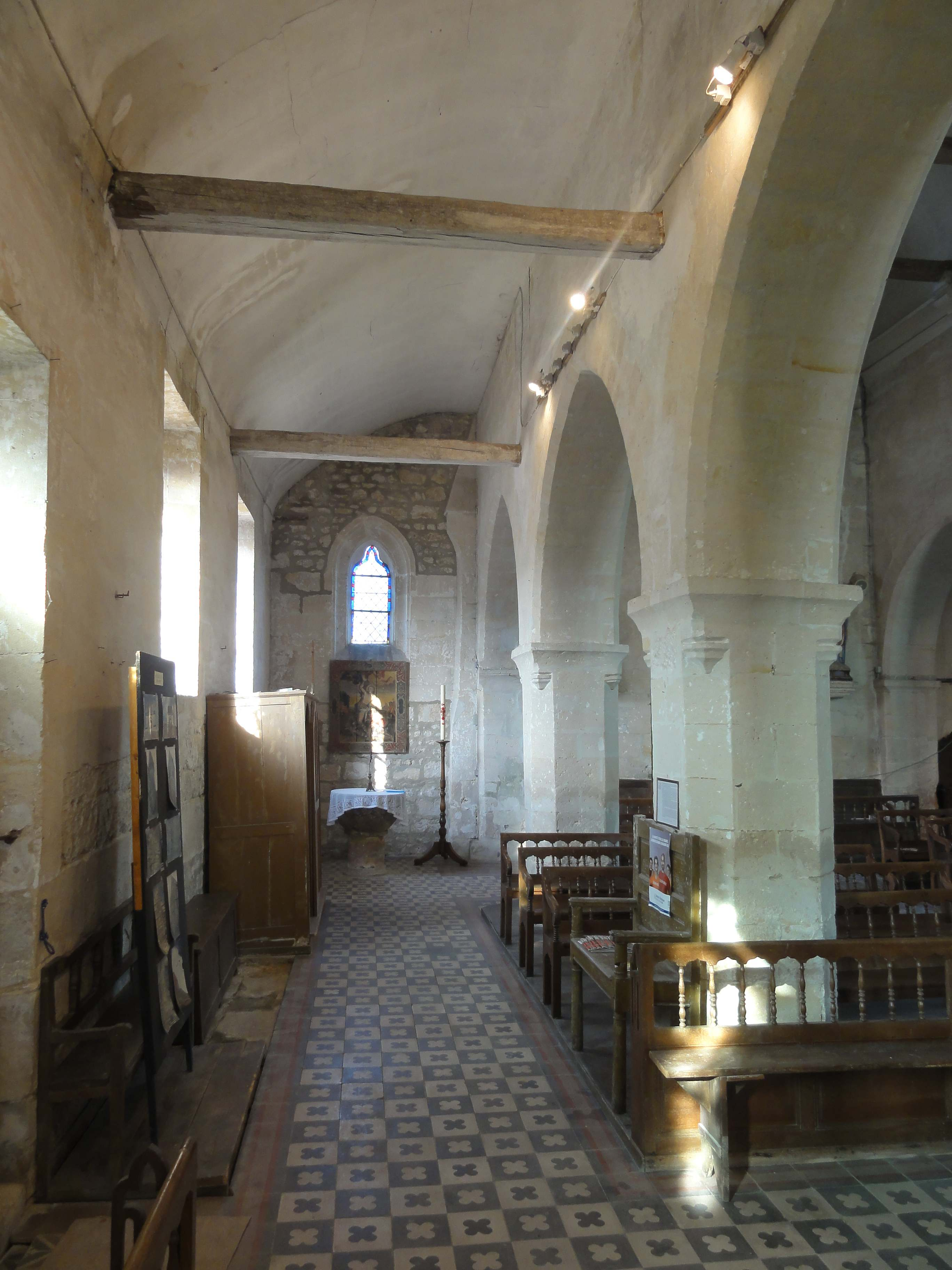
Bas-côté sud, vue vers l'ouest.
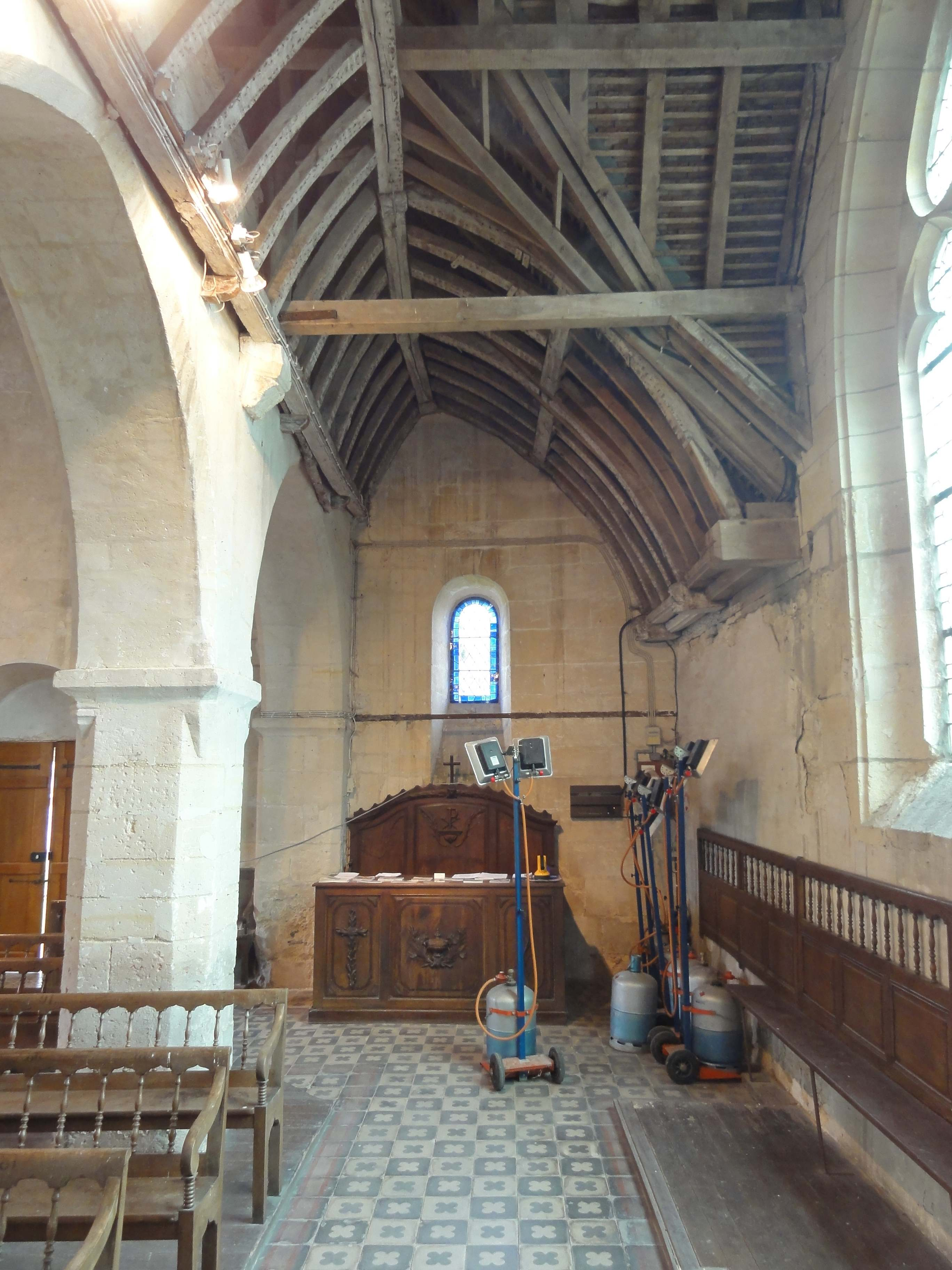
Bas-côté nord, vue vers l'ouest.
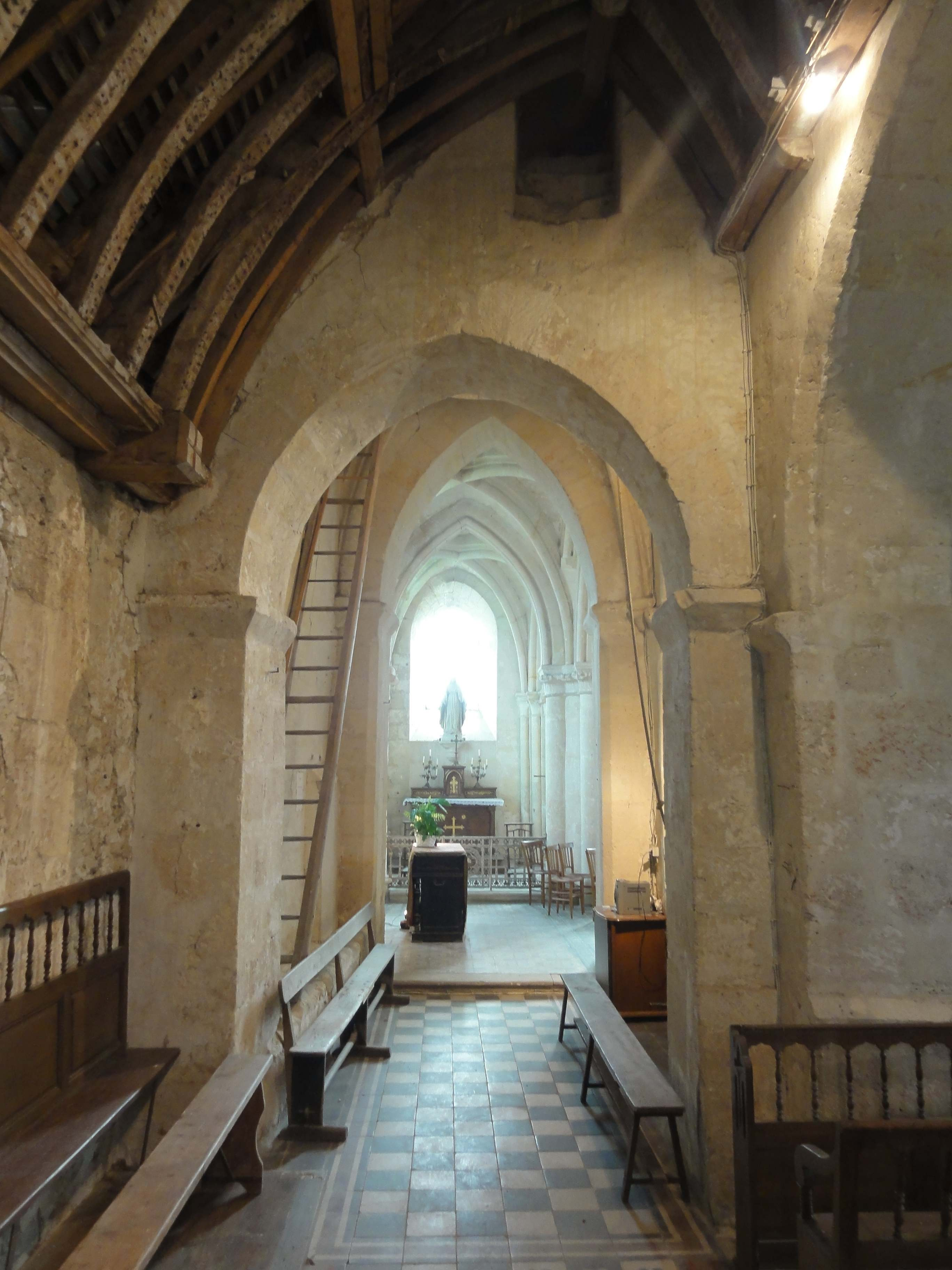
Bas-côté nord, vue vers l'est.
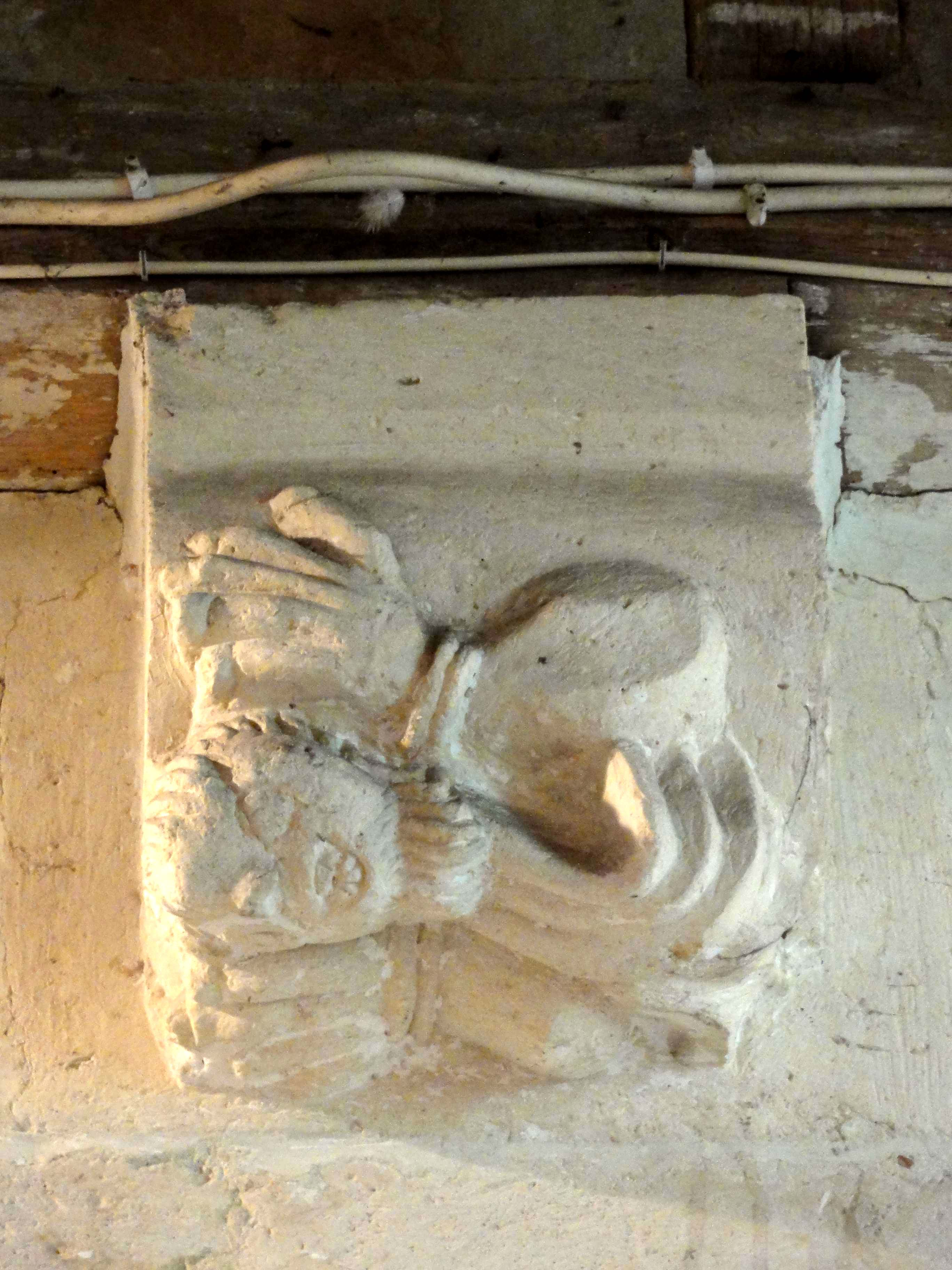
Bas-côté nord, console de la panne sablière.
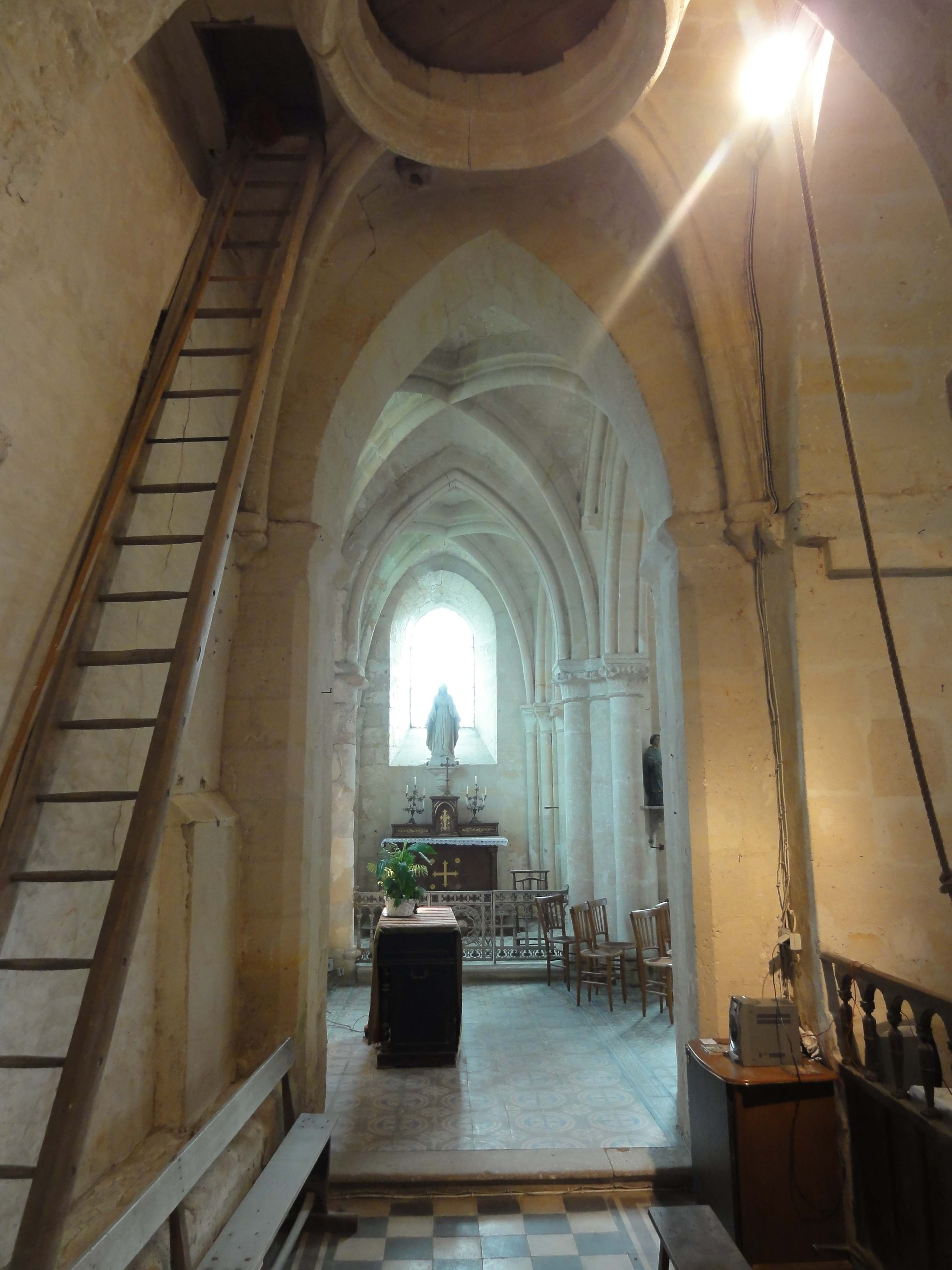
Base du clocher, vue vers l'est.
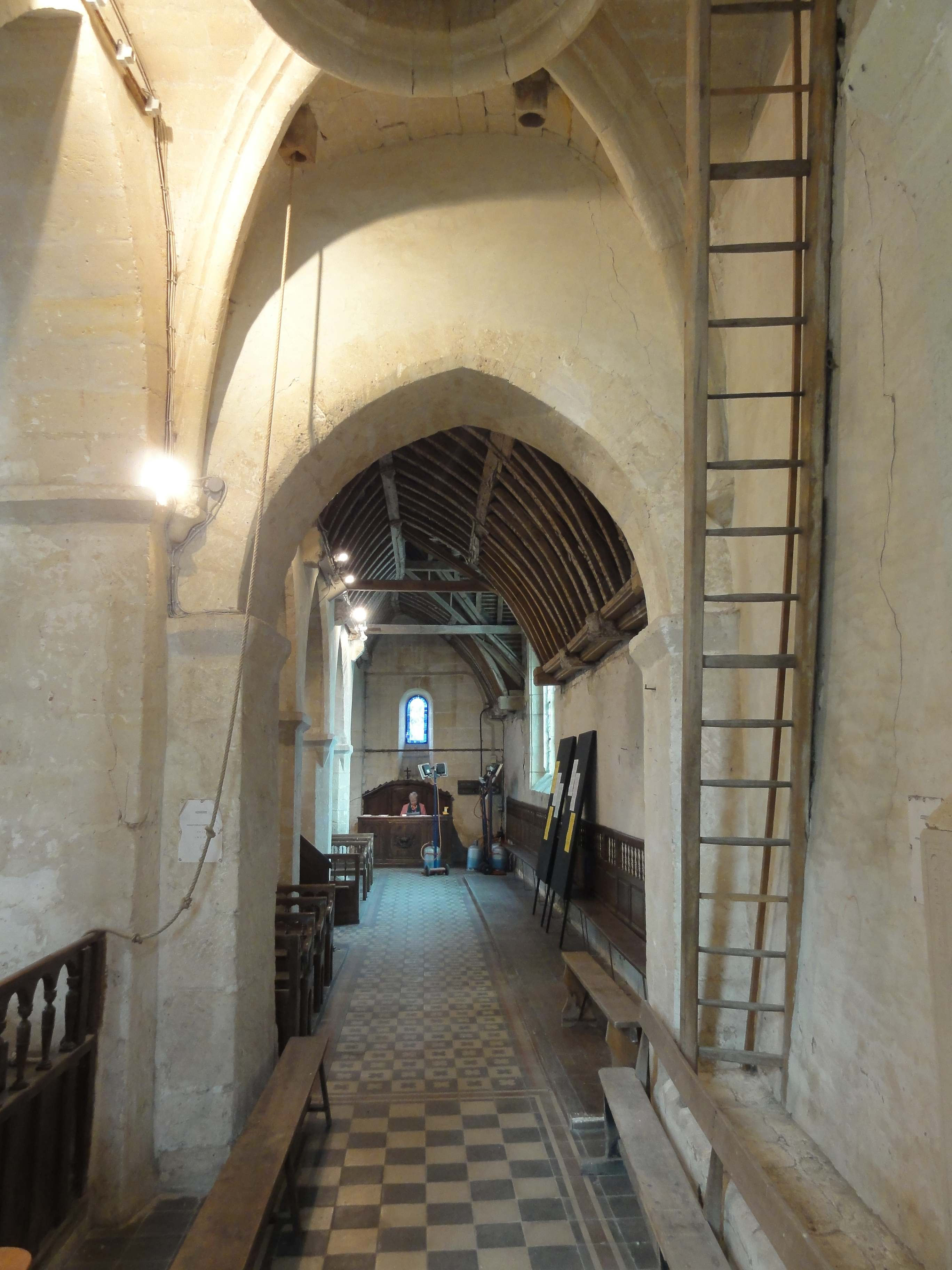
Base du clocher, vue vers l'ouest.

#### Chœur

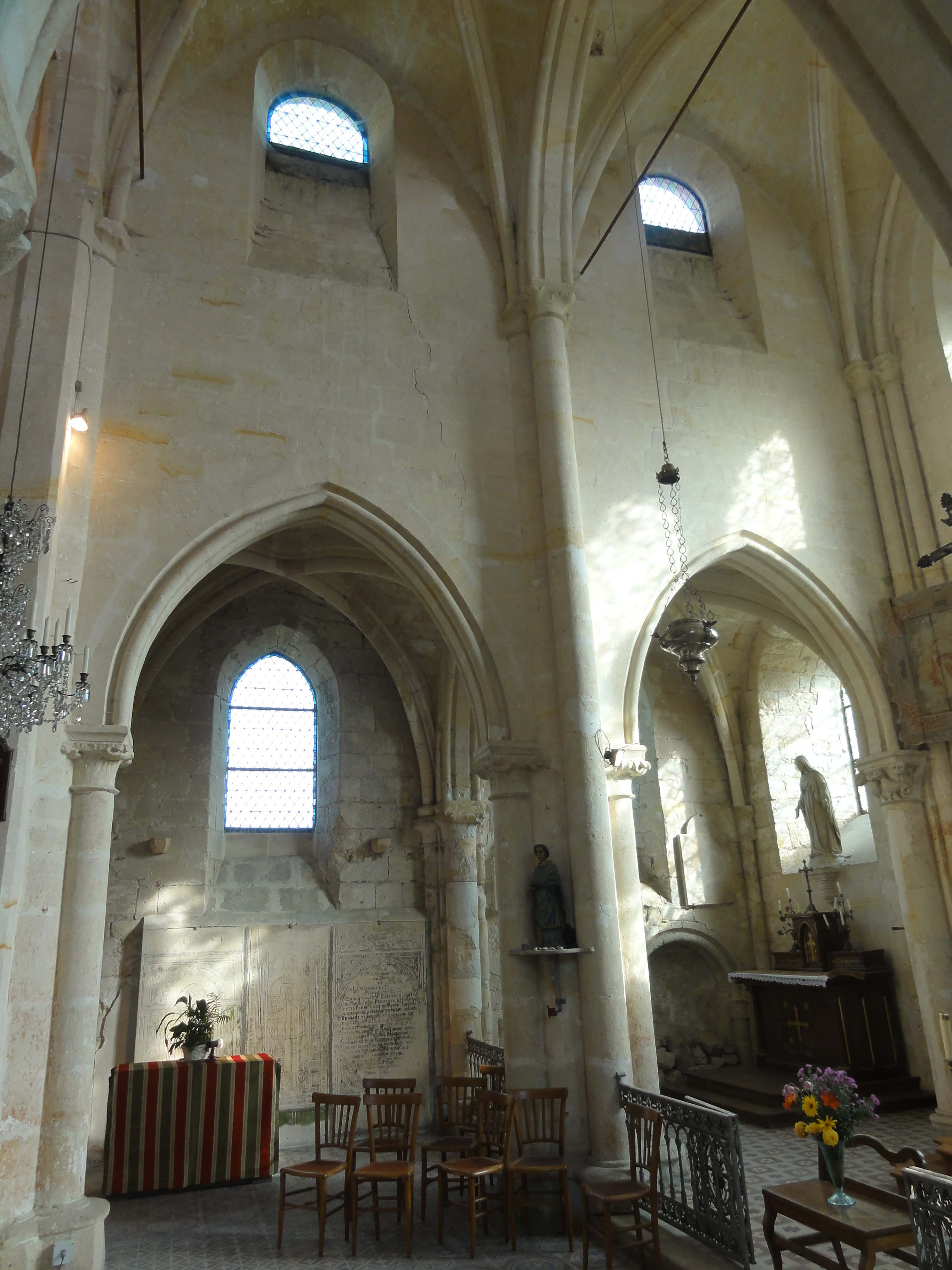
Chœur, élévation nord.

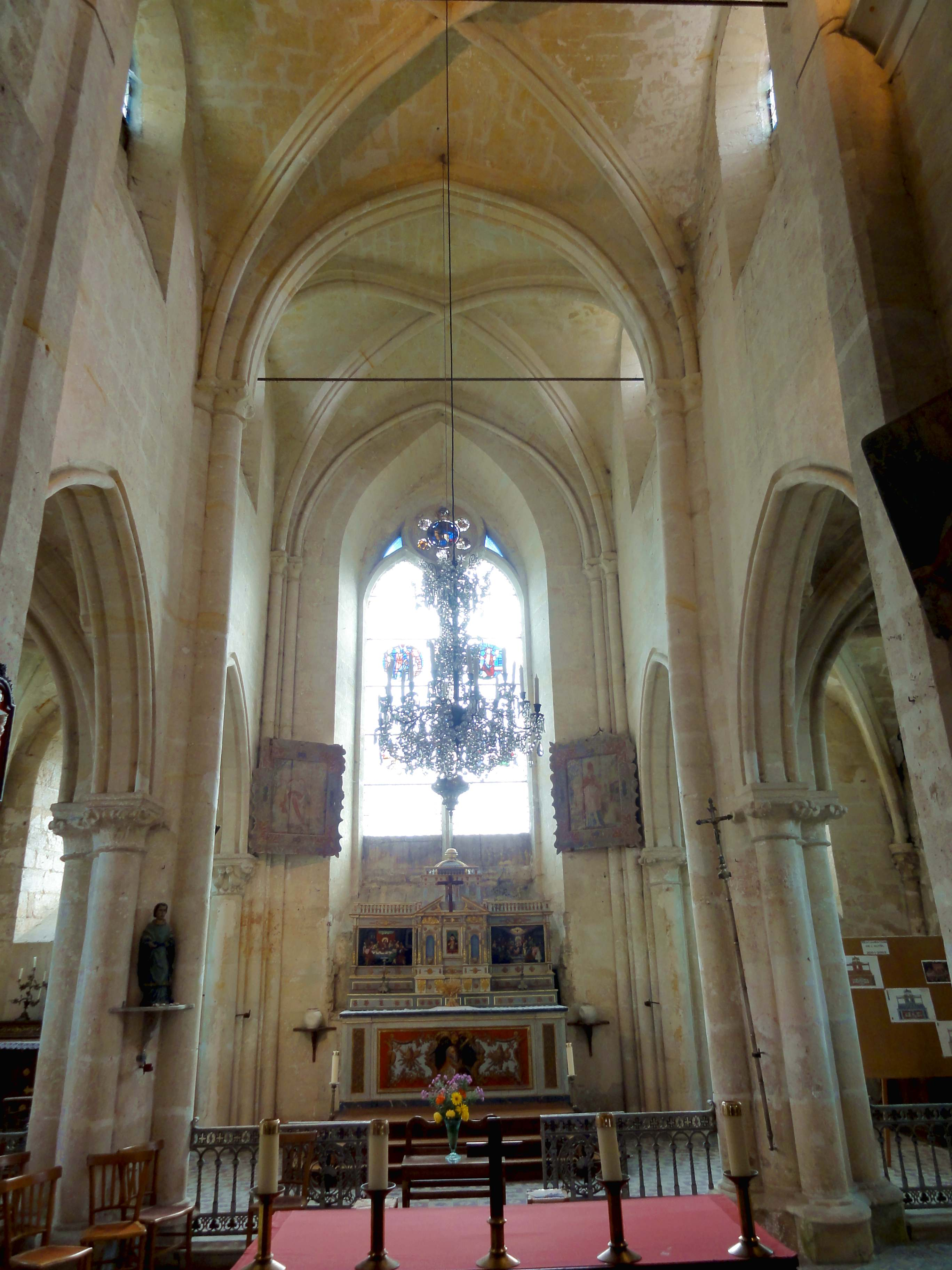
Vue vers l'est.

À l'extérieur, le chœur dépasse très nettement en hauteur la nef, mais puisque la fausse voûte en berceau de la nef épuise tout l'espace disponible sous la charpente, la différence est infime à l'intérieur, et la hauteur sous le sommet des voûtes n'est que de 10,50 m environ. L'architecture, nettement moins dépouillée que dans la nef, reste cependant austère, avec notamment l'absence d'un étage de triforium ou galeries ouvertes sur combles au-dessus des grandes arcades, comme du reste dans les autres églises de la vallée de l'Automne. La nette rupture stylistique avec la nef illustre bien le détachement total entre nef des fidèles et chœur liturgique dans les églises paroissiales, notamment médiévales, sous l'Ancien Régime, quand les gros décimateurs sont tenus à financer la construction des chœurs et pourvoir à leur entretien, tandis que la construction et l'entretien des nefs reste à la charge des paroissiens, qui en sont aussi le propriétaire, par le biais du conseil de fabrique. Les clochers font généralement partie du transept, et dont du chœur liturgique, dans la région, et il en était probablement ainsi à Béthancourt. Il serait intéressant de rechercher dans les archives les traces d'éventuels arrangements et conflits entre habitants et décimateur, comme on en connaît d'Avilly-Saint-Léonard et Brenouille.
Ce qui fait la particularité architecturale du chœur de Béthancourt, sont les supports de la voûte et des grandes arcades, à l'intersection entre les deux travées et à l'ouest, la disposition étant conforme à l'usage général au chevet. Le pilier intermédiaire des grandes arcades possède un noyau cylindrique, dans lequel quatre colonnettes de diamètre moyen sont engagées. Deux fûts supportent les grandes arcades ; un est tourné vers le collatéral contigu ; et un autre monte jusqu'à la retombée du doubleau intermédiaire du chœur. Cependant, le noyau du pilier fait légèrement saillie devant les surfaces murales, une petite section de ce pilier monte jusqu'à la retombée des ogives des hautes-voûtes, derrière le fût du doubleau. Comme l'indique Dominique Vermand, ce type de supports, connu aussi comme piliers chartrains, est inspiré par les cathédrales d'Amiens et Chartres. À Amiens, le fût du doubleau est intercepté par une bague au niveau des tailloirs des chapiteaux des grandes arcades, et la section saillante du noyau du pilier s'arrête à ce niveau, et accueille des fines colonnettes qui flanquent le fût réservé au doubleau. À Chartres, ce sont deux paires de fines colonnettes. Le parti adopté à Béthancourt constitue donc une simplification, et Jacques Téaldi souligne qu'il n'apparaît nulle part ailleurs dans le Valois,. On trouve toutefois des piliers chartrains dans plusieurs édifices religieux du département, dont la construction fut lancée dans une période comprise entre 1195 et 1250 environ : On peut citer les nefs d'Agnetz, Chambly (sans chapiteaux sur les fûts des hautes-voûtes au niveau des grandes arcades), Cires-lès-Mello, Montataire, Saint-Leu-d'Esserent (avec des chapiteaux sur tous les fûts au niveau des grandes arcades), et le chœur de Saint-Martin-aux-Bois, où le noyau des piliers n'apparaît pas, et où un seul fût à moitié engagé accueille les hautes-voûtes. Des exemples en Île-de-France sont Nangis, Provins (Saint-Ayoul), Rampillon, etc.
Les chapiteaux des grandes arcades sont sculptés de feuilles striées aux extrémités recourbées en bourgeons ou crochets, et sont conformes au courant général à l'époque de construction. Les tailloirs sont plus sommaires, et se résument à une plate-bande et un cavet, comme dans la nef. Les grandes arcades sont au profil d'un méplat entre deux tores dégagés, ce qui est le profil le plus courant à la première période gothique. Au-dessus des grandes arcades, suit une importante portion de murs aveugles, puis les fenêtres hautes, en plein cintre et à peine plus larges que les fenêtres bouchées de la nef. Selon Dominique Vermand, « l'architecte a délibérément recherché le contraste entre l'élévation des murs latéraux - caractérisée par une importante portion de maçonnerie au-dessus des grandes arcades et par la dimension volontairement restreinte des fenêtres - et celle du mur du chevet, ajouré d'une grande baie composée de deux lancettes surmontées d'une rosace ». Les auteurs n'indiquent malheureusement pas si celles-ci étaient aussi en plein cintre, ce qui est difficile à voir à travers la charpente du bas-côté nord. En tout cas, le plein cintre constitue un archaïsme au XIIIe siècle, qui apparaît également à Glaignes. La partie inférieure des fenêtres a été bouchée dans le contexte de l'exhaussement des toits en appentis des collatéraux. Au niveau de la retombée des hautes-voûtes, les piliers portent une frise de feuilles polylobées appliquées, et les chapiteaux des doubleaux sont sculptées de même. Cette sculpture est d'une facture presque rustique, nettement plus simple que celle des chapiteaux du premier niveau. Les tailloirs sont encore plus rudimentaires, et se limitent à une mince plate-bande et un biseau. Le doubleau est au même profil que les grandes arcades, et les ogives affichent un tore en forme d'amande entre deux gorges, qui le dégagent d'un bandeau en arrière-plan. Ce profil est commun à toutes les voûtes de l'église. Les clés de voûte ne sont pas décorées : les ogives s'y croisent simplement. C'est également le cas dans les collatéraux,.
Il n'y a un formeret qu'au chevet. Avec les ogives, il retombe sur deux paires de colonnettes à chapiteaux logées dans les angles. Son tracé en arc brisé est régulier, quoique moins aigu que la lunette de la voûte. Il contraste avec l'ébrasement presque triangulaire de la grande baie du chevet, qui met en exergue la forte épaisseur du mur, qui est de 1,30 m. Elle est d'un mauvais effet, et le détachement du formeret du voûtain et la forme de l'ébrasement sont des marques évidentes de la maladresse du maître d'œuvre, ce que ne manque pas à souligner Jacques Téaldi. Le remplage de la fenêtre n'a pas été conçu avec davantage d'habileté. Les meneaux latéraux se fondent dans les murs, et affectent sinon un profil chanfreiné simple, ce qui en l'occurrence ne doit pas donner lieu à une datation de la période flamboyante. En effet, l'hexalobe qui surmonte les deux lancettes simples appartient bien à la période rayonnante.

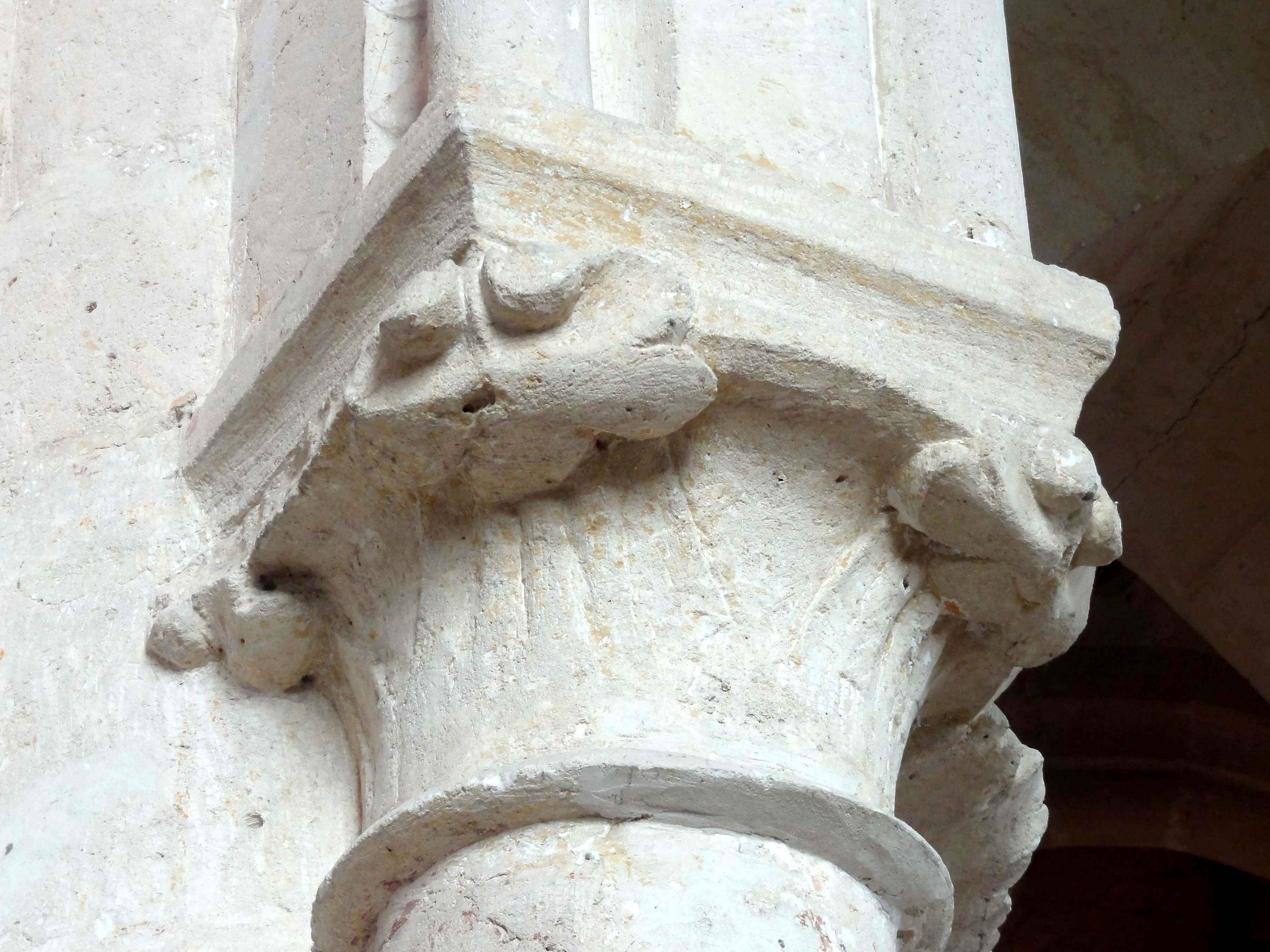
Chapiteau des grandes arcades du nord.
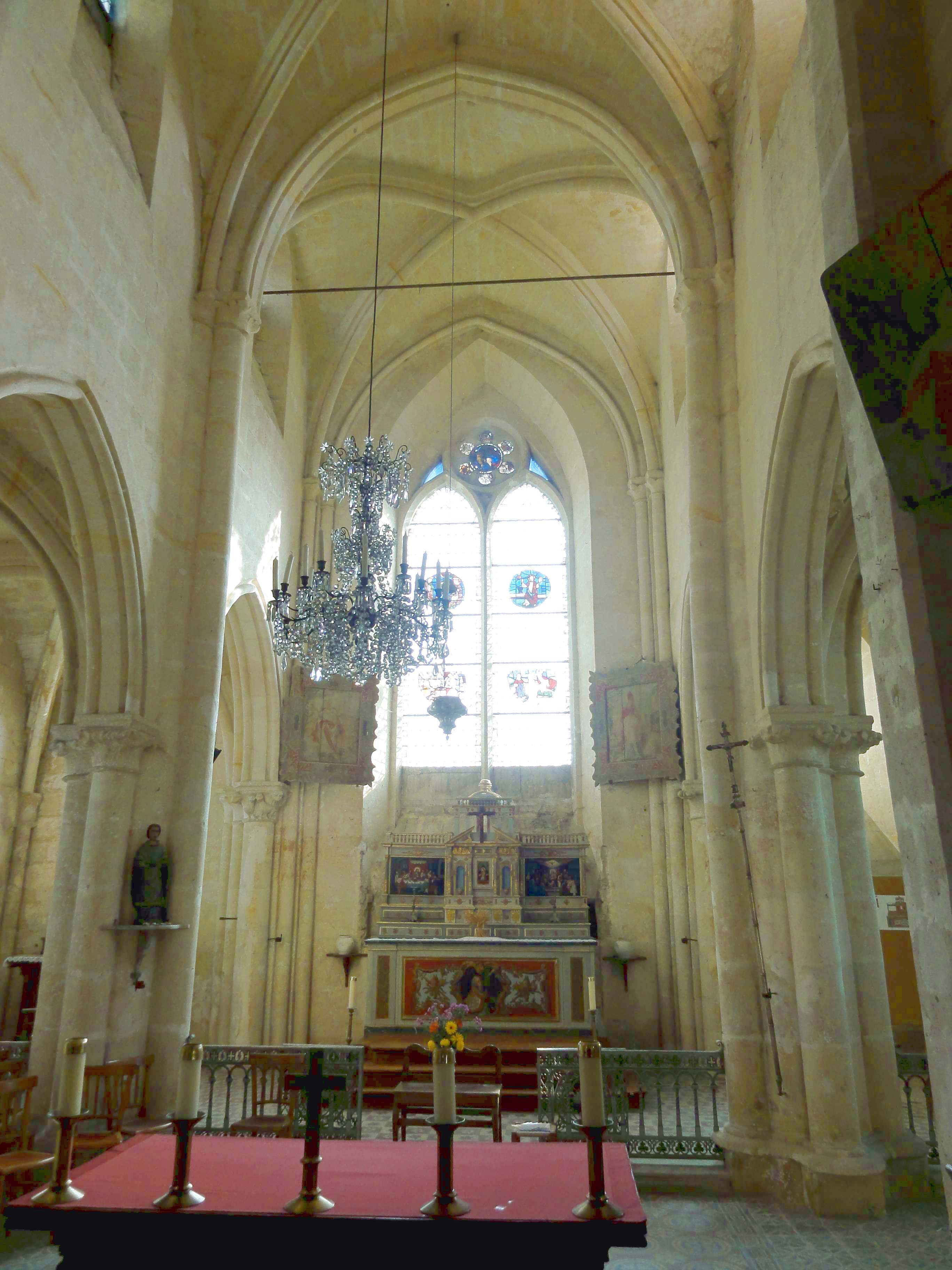
Vue vers l'est.
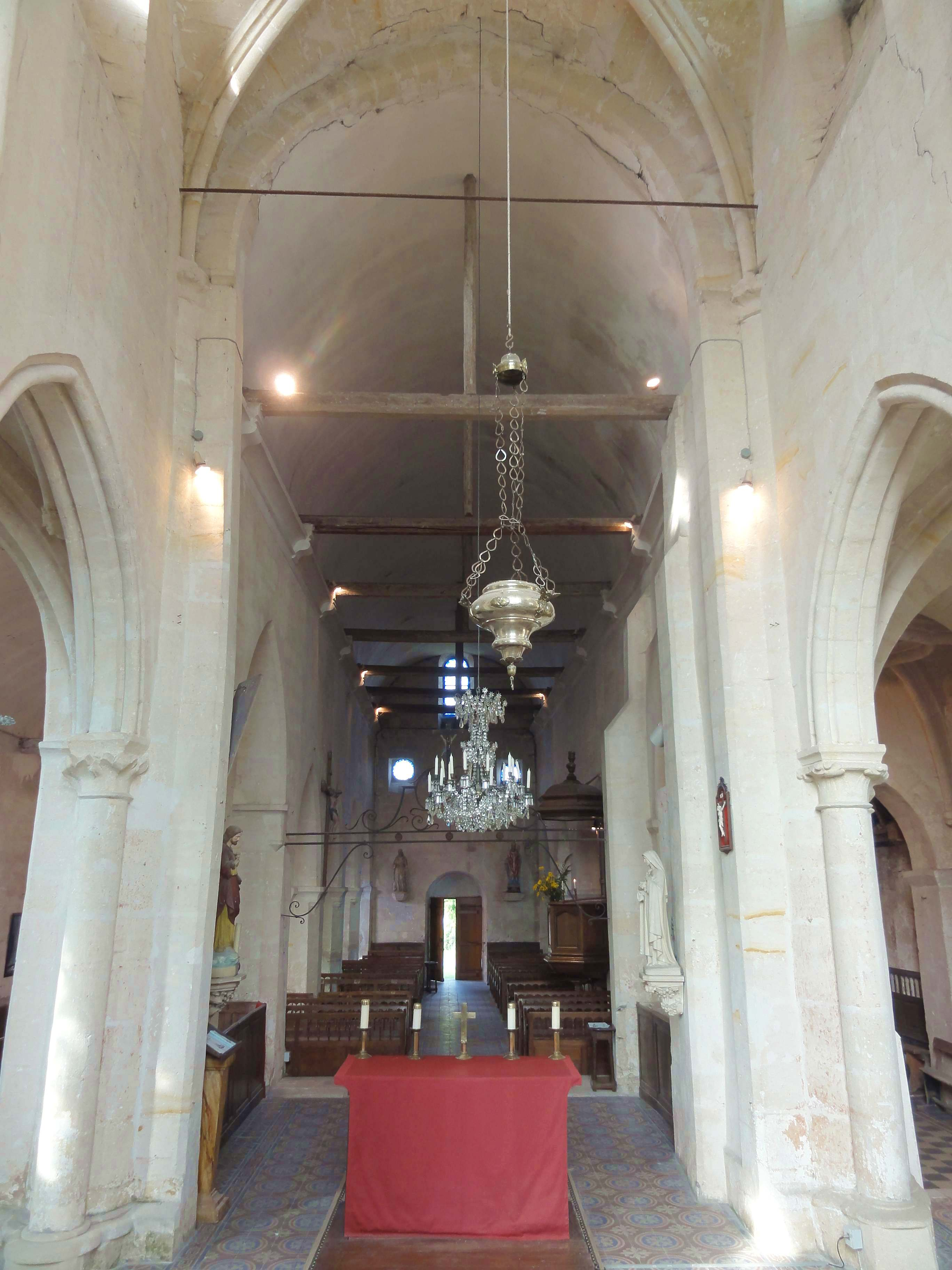
Vue vers l'ouest.
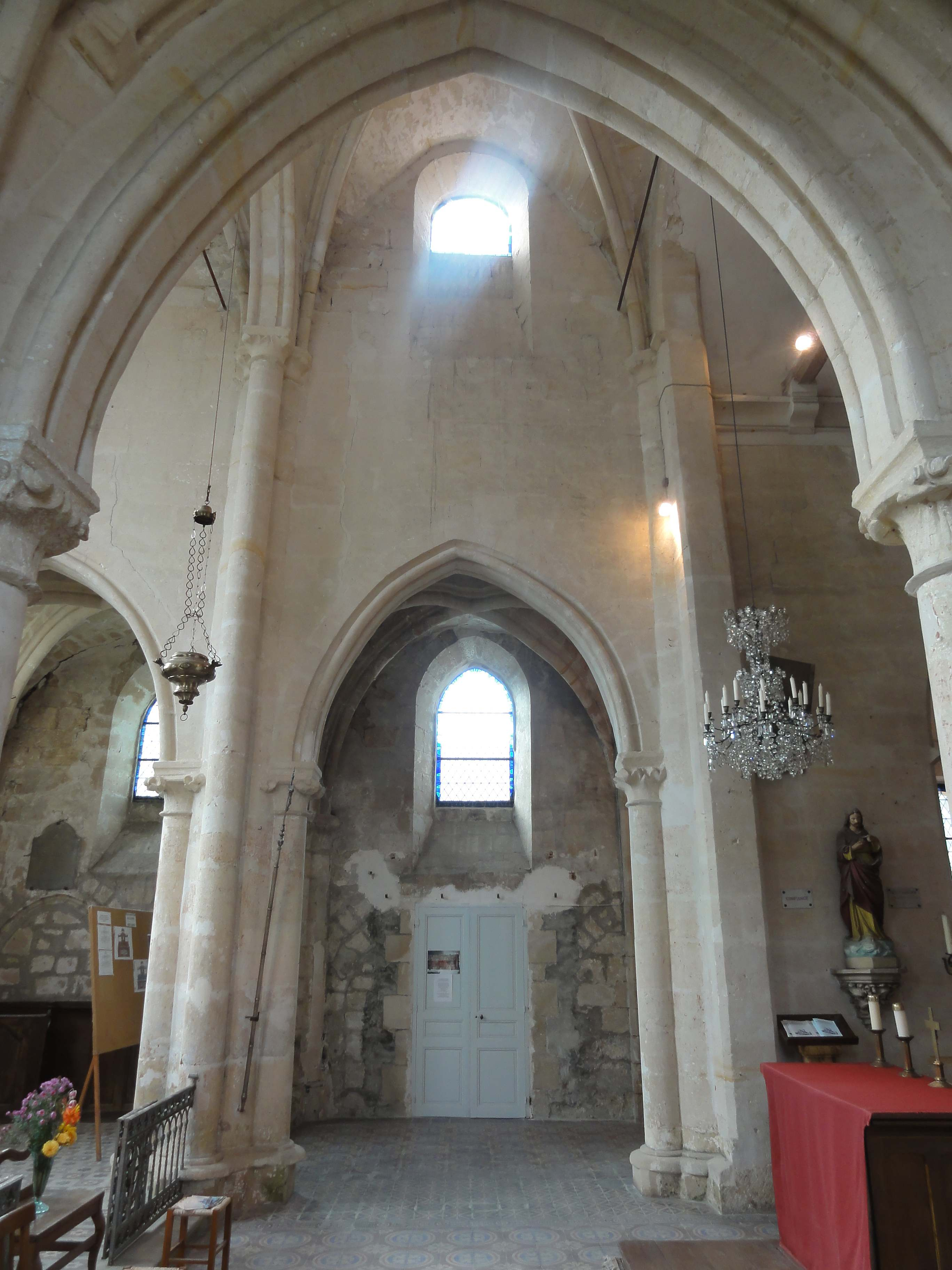
1re travée, élévation sud.
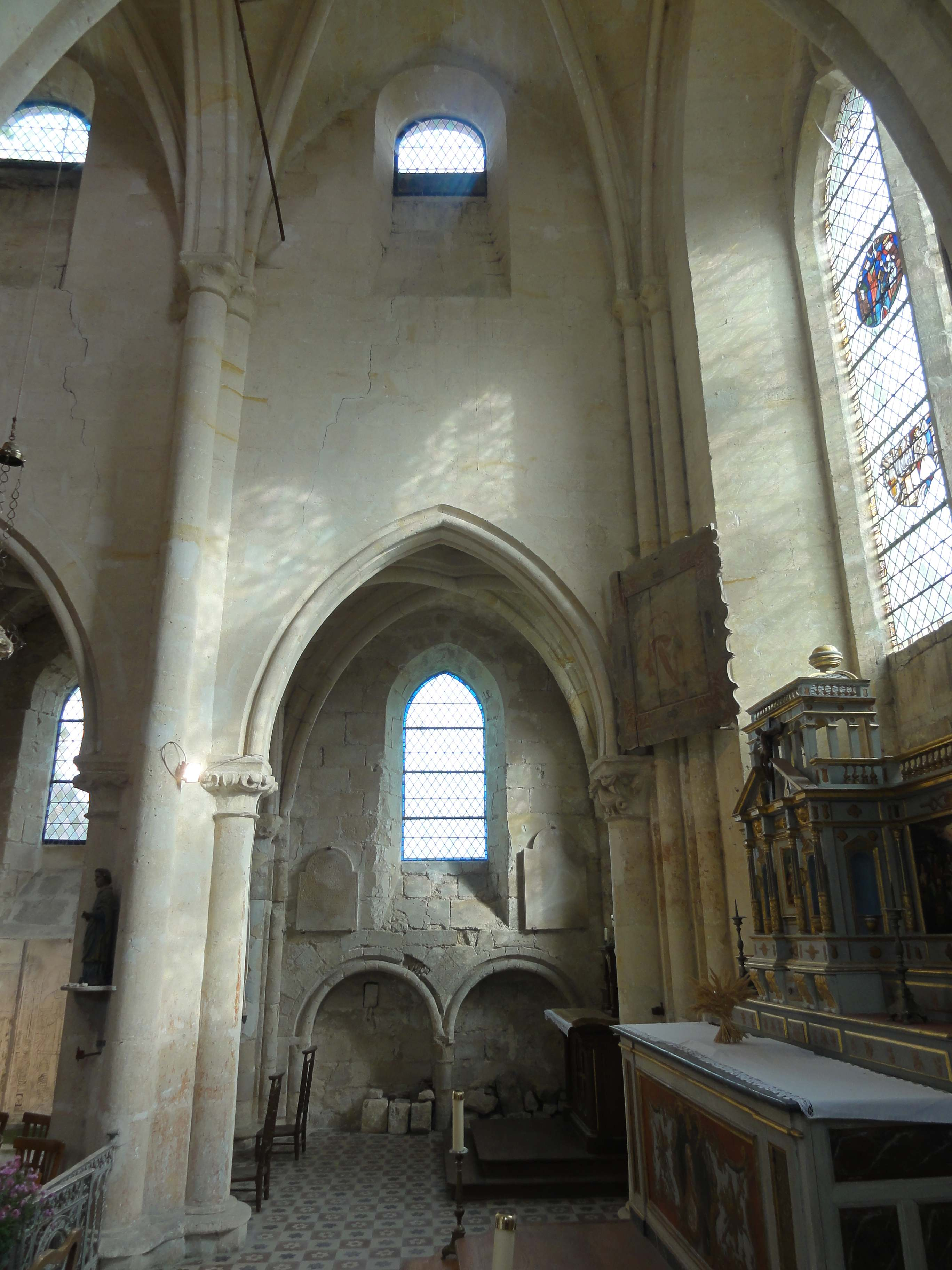
2e travée, élévation nord.
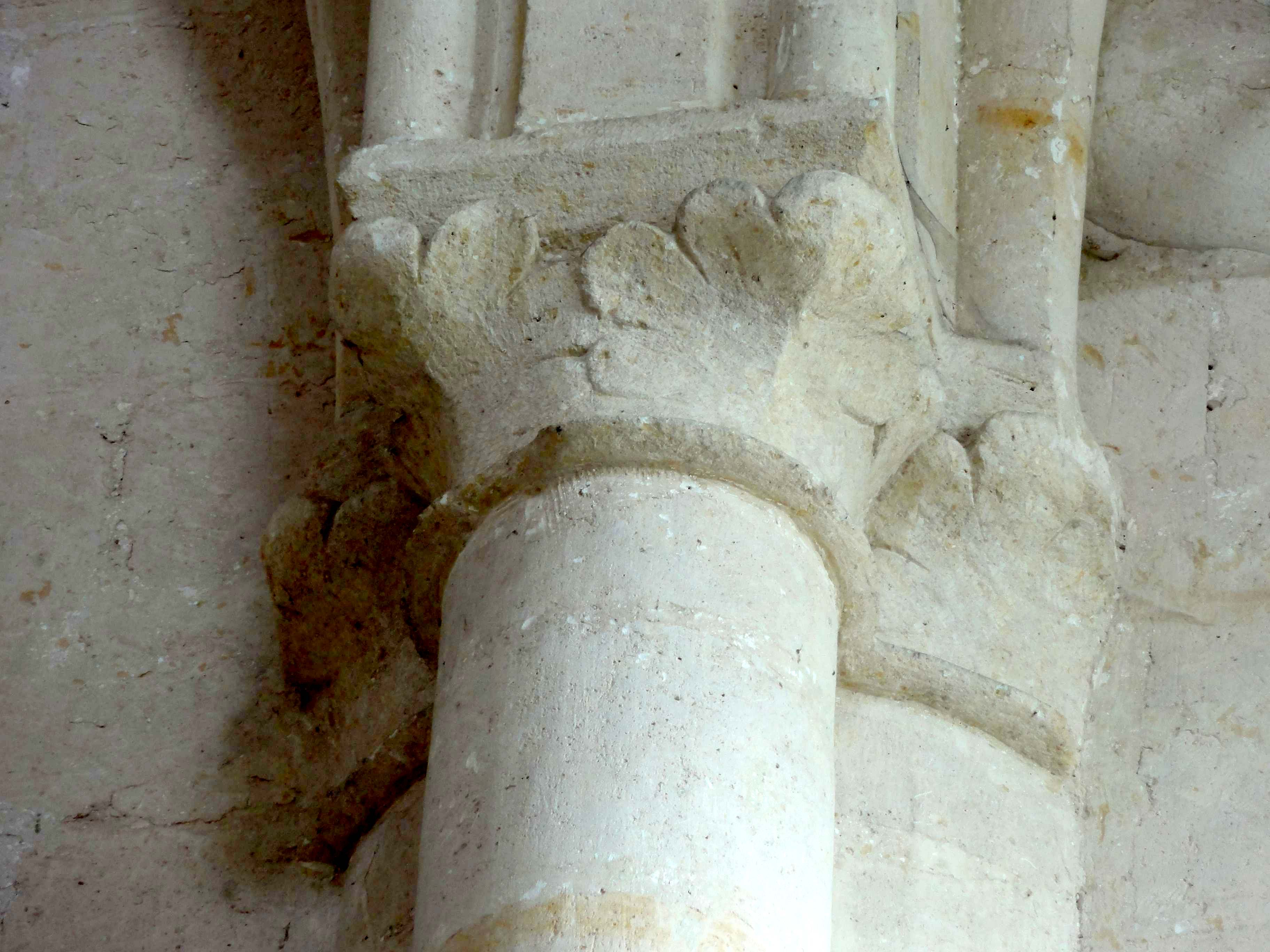
Chapiteaux du 2e ordre, côté nord.

#### Collatéraux

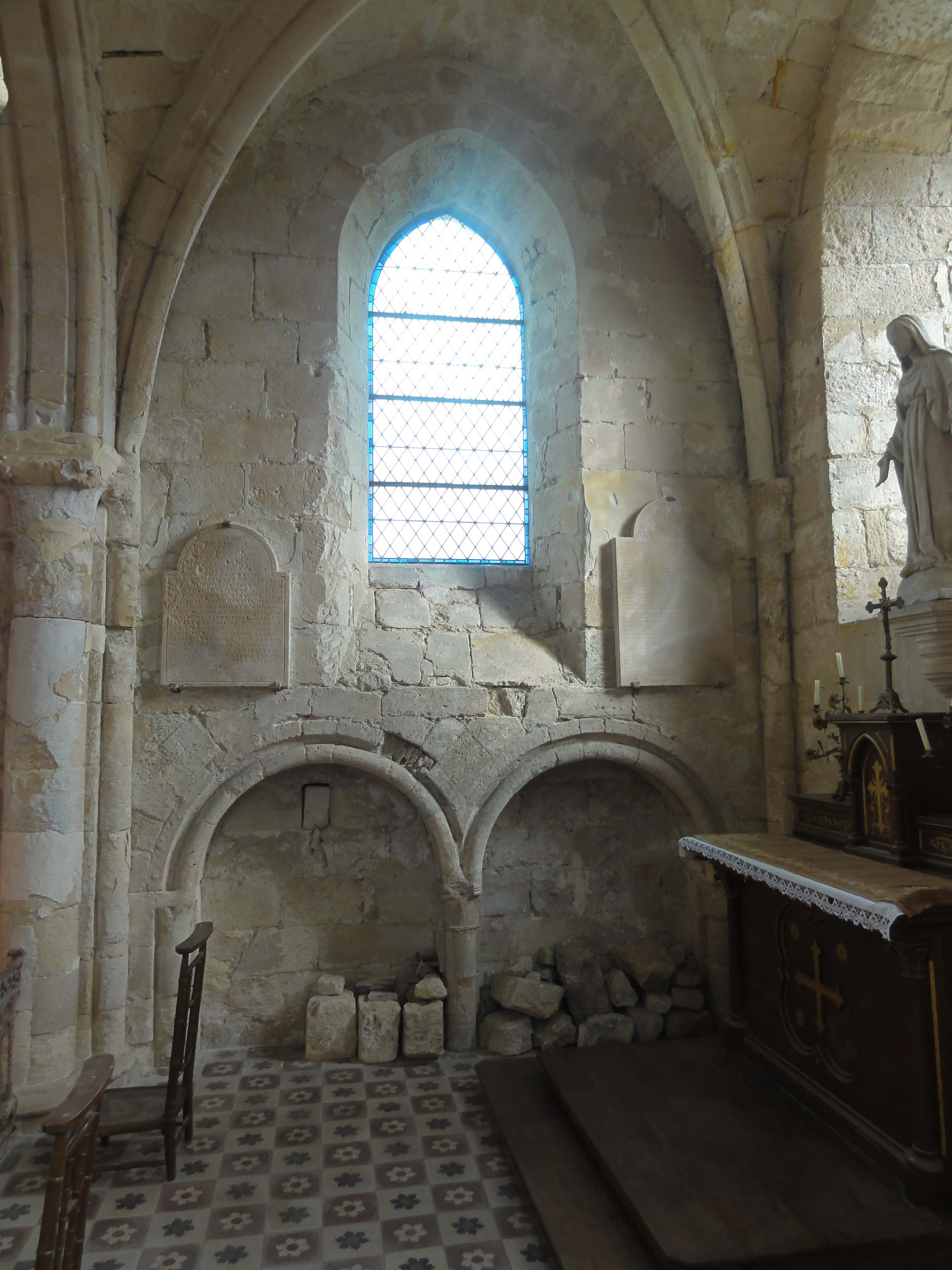
Collatéral nord, 2e travée, élévation nord.

Les collatéraux reprennent les dispositions du vaisseau central en ce qui concerne les voûtes, et partagent avec lui les grandes arcades. Les fenêtres sont ici en arc brisé. Quelques particularités méritent l'attention, dont notamment les arcatures plaquées qui animent les soubassements des fenêtres. Elles ne demeurent intactes qu'au nord de la deuxième travée du nord. Ailleurs, elles ont été bouchées. Ces arcatures sont en plein cintre, et moulurées d'un tore. Elles retombent sur trois colonnettes monolithiques, qui portent des chapiteaux de crochets. Sans être la règle, ces arcatures représentent une disposition fréquente dans la région à la période romane, et se rencontrent aussi à Cambronne-lès-Clermont, Catenoy, Rocquemont, Saint-Vaast-de-Longmont, Trumilly et Villers-Saint-Paul. À la période gothique, elles sont généralement réservées aux édifices plus prestigieux, comme par exemple la collégiale de Montataire et l'église de Taverny, mais des exceptions existent, comme le montre le bas-côté de Catenoy, plus tardif. Une autre particularité concerne les grandes arcades, qui possèdent un rouleau supérieur, mouluré d'un tore, à l'intérieur des collatéraux, mais pas vers le vaisseau central. Le cas contraire est plus fréquent. Ce n'est qu'au chevet que le rouleau supérieur dispose de colonnettes à chapiteaux dédiés. Ici, les supports sont donc symétriques, mais l'affectation n'est pas analogue avec le vaisseau central (où deux des colonnettes correspondent au formeret, absent au chevet des collatéraux). Au début du collatéral nord, le rouleau supérieur se partage le tailloir avec l'ogive. Ailleurs, c'est-à-dire au début du collatéral sud et au niveau des piliers intermédiaires des grandes arcades, le rouleau supérieur retombe sur des culs-de-lampe, à l'instar des formerets au chœur de Pondron, ce qui paraît bien archaïque au XIIIe siècle. Trois parmi eux représentent des têtes humaines, dont l'une, dans la première travée du collatéral sud, ne manque pas de grâce. Les deux autres sont abîmés. Comme le veut le système des piliers chartrains, qui ne s'applique qu'aux grandes arcades, les supports sont agencés d'une manière différente le long des murs gouttereaux. Ici, les ogives retombent sur des colonnettes uniques dans les angles, et sur des colonnettes qui flanquent la colonnette, plus forte, du doubleau intermédiaire, à l'intersection entre les travées. Le sculpteur s'est permis quelques fantaisies. Au nord, des chapiteaux qui paraissent afficher des bourgeons représentent en réalité de petites têtes humaines, particularité qui se voit aussi à Oinville-sur-Montcient, et à la fin des grandes arcades, l'on voit des monstres avec des têtes de dinosaure et des corps d'oiseau. Restent à signaler les bases composées d'un petit tore et d'un gros tore aplati, sans griffes ; et la polychromie architecturale qui subsiste sur les nervures des voûtes, à certains endroits,.

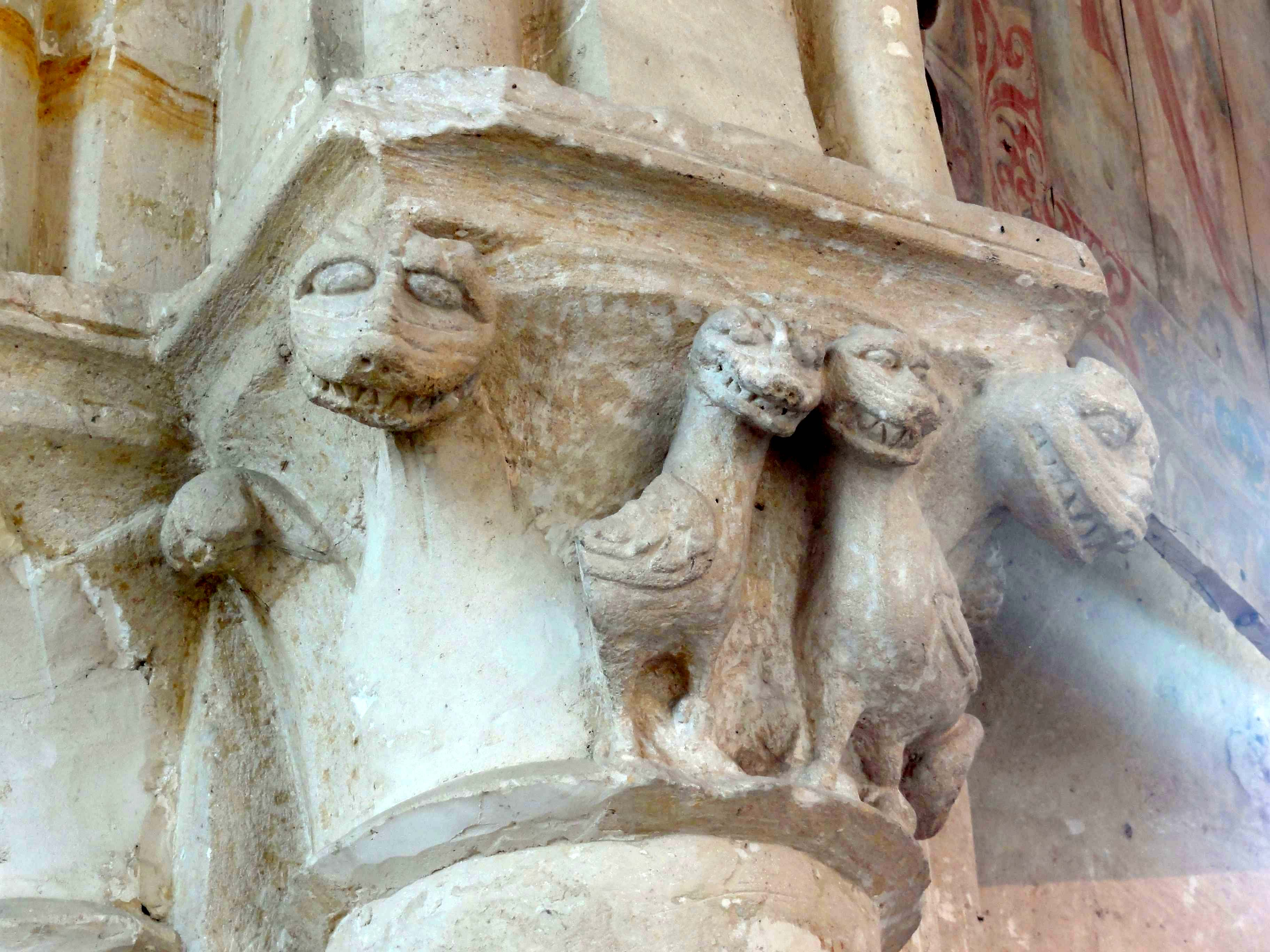
Collatéral nord, chapiteau à la fin des grandes arcades.
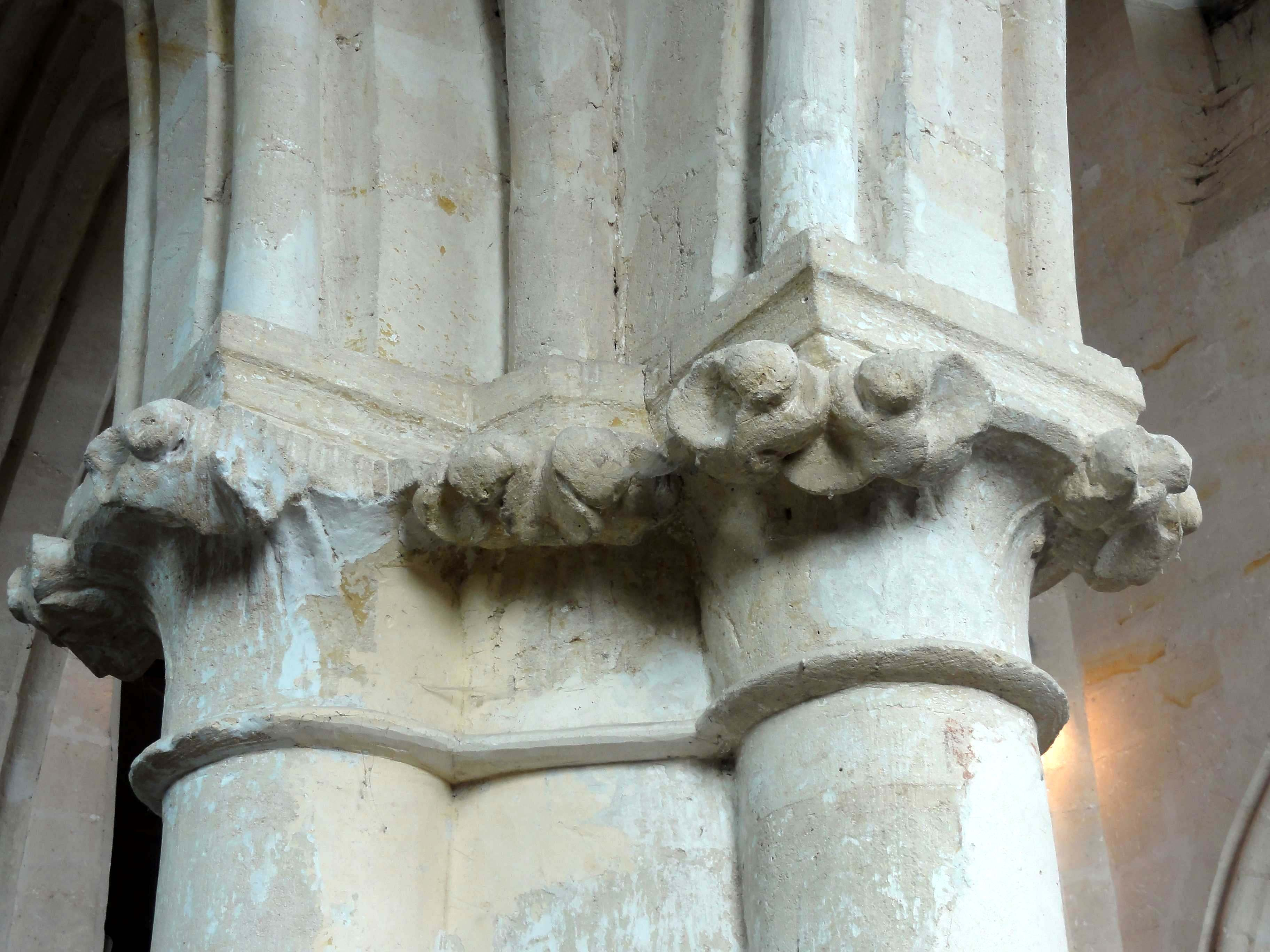
Collatéral sud, chapiteaux du pilier intermédiaire.
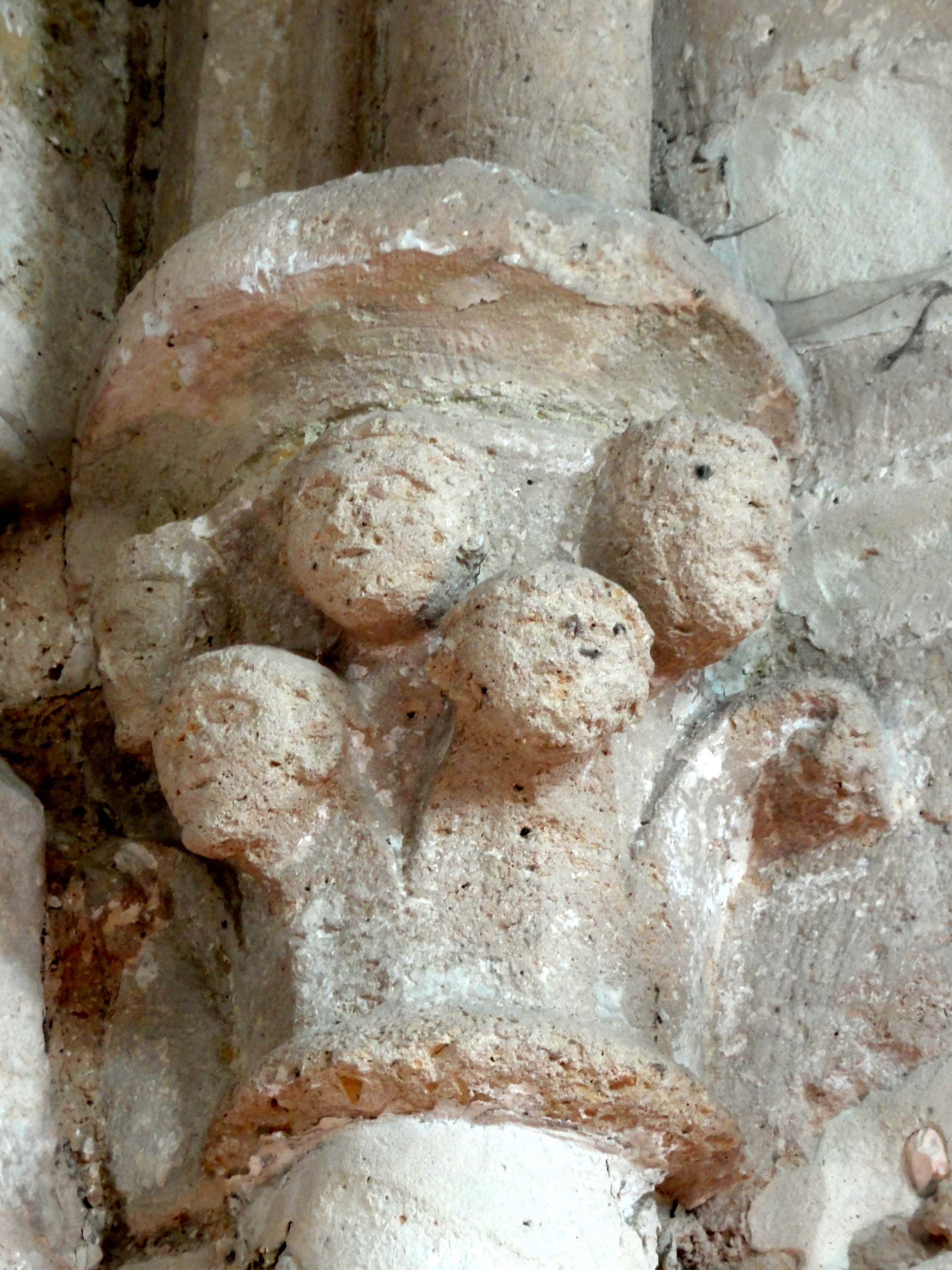
Collatéral nord, chapiteau dans l'angle nord-ouest.
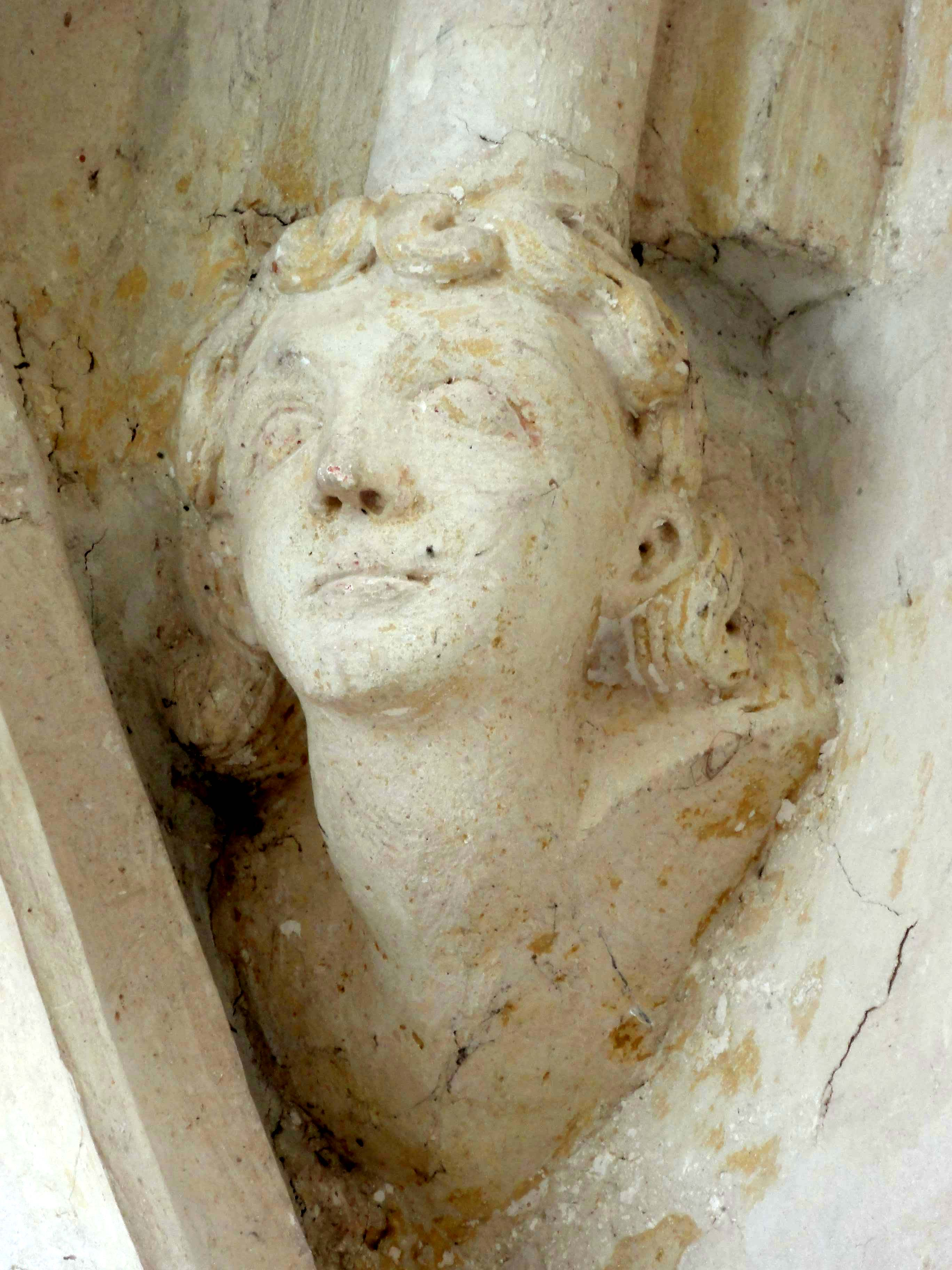
Collatéral sud, 1re travée, cul-de-lampe.
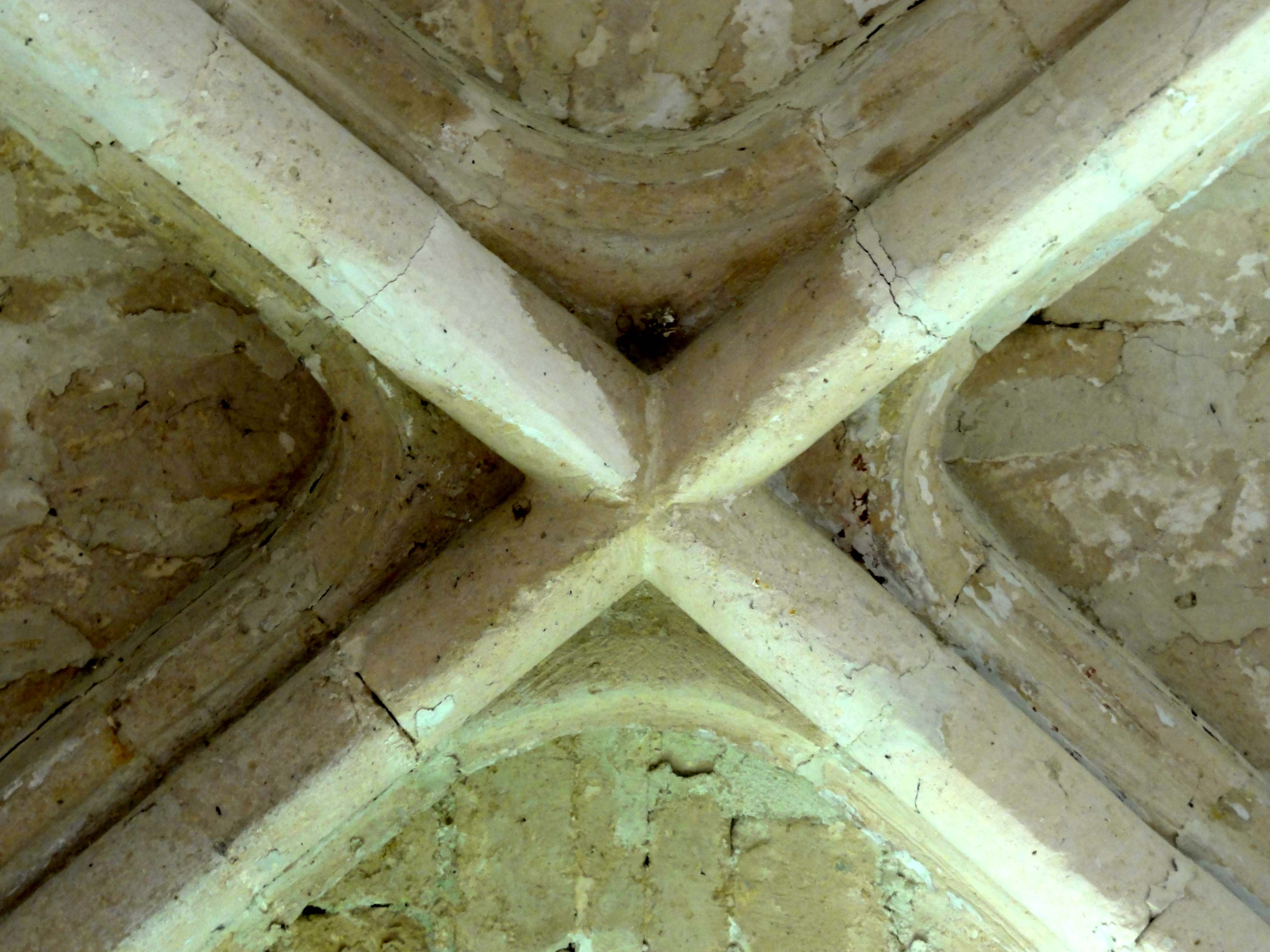
Clé de voûte (identiques dans toutes les travées).
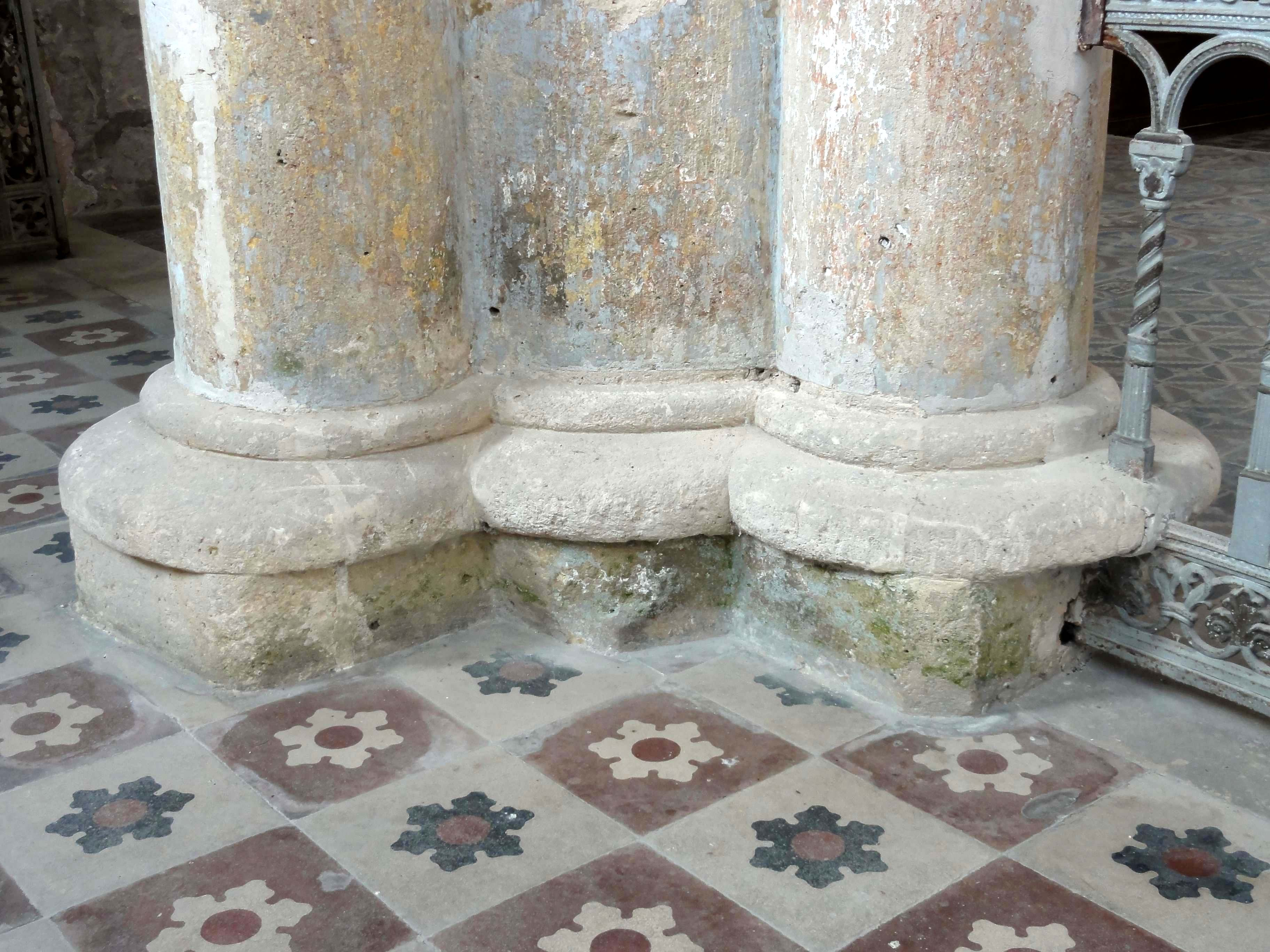
Bases des piliers intermédiaires des grandes arcades.
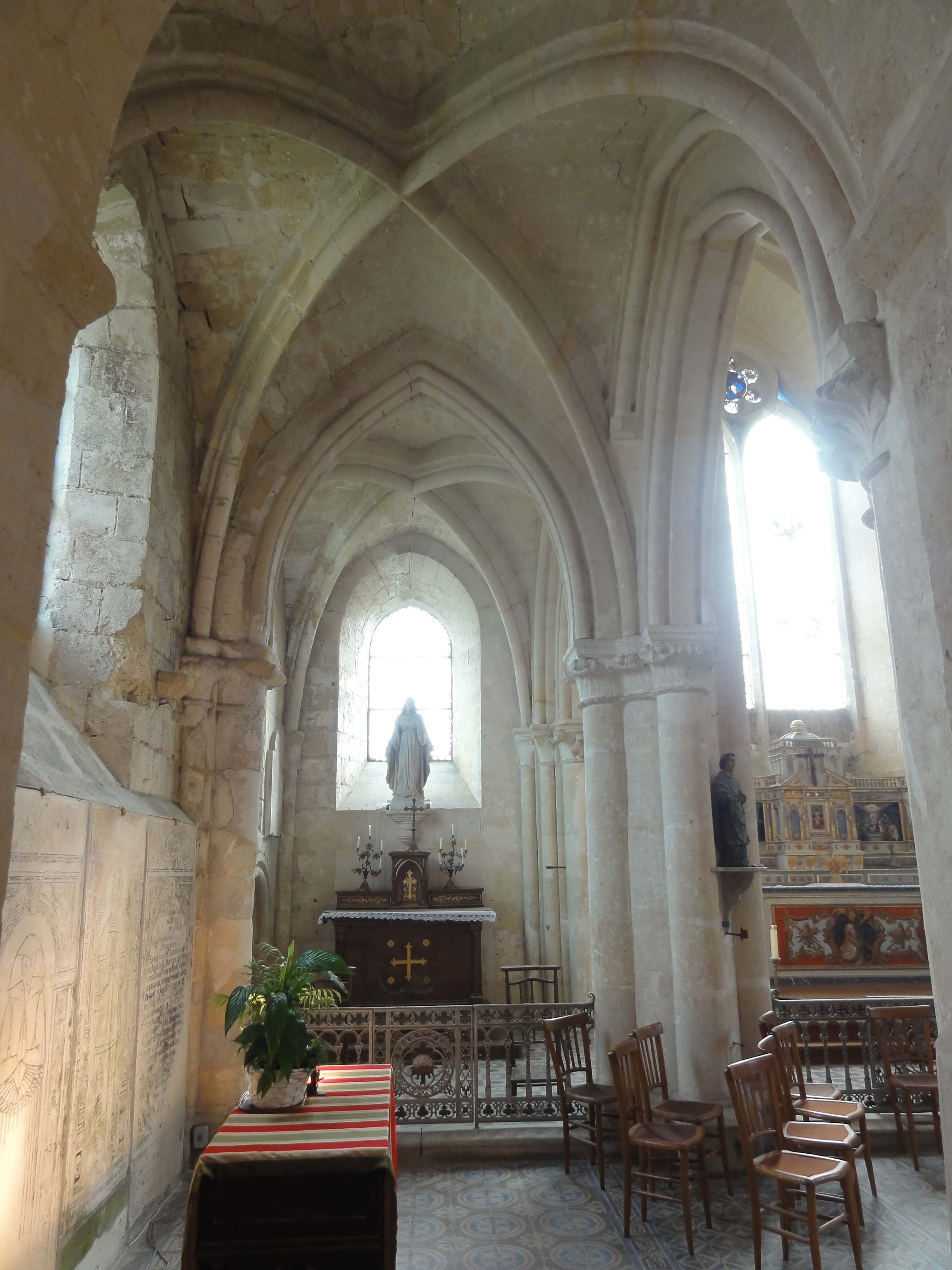
Collatéral nord, vue vers l'est.
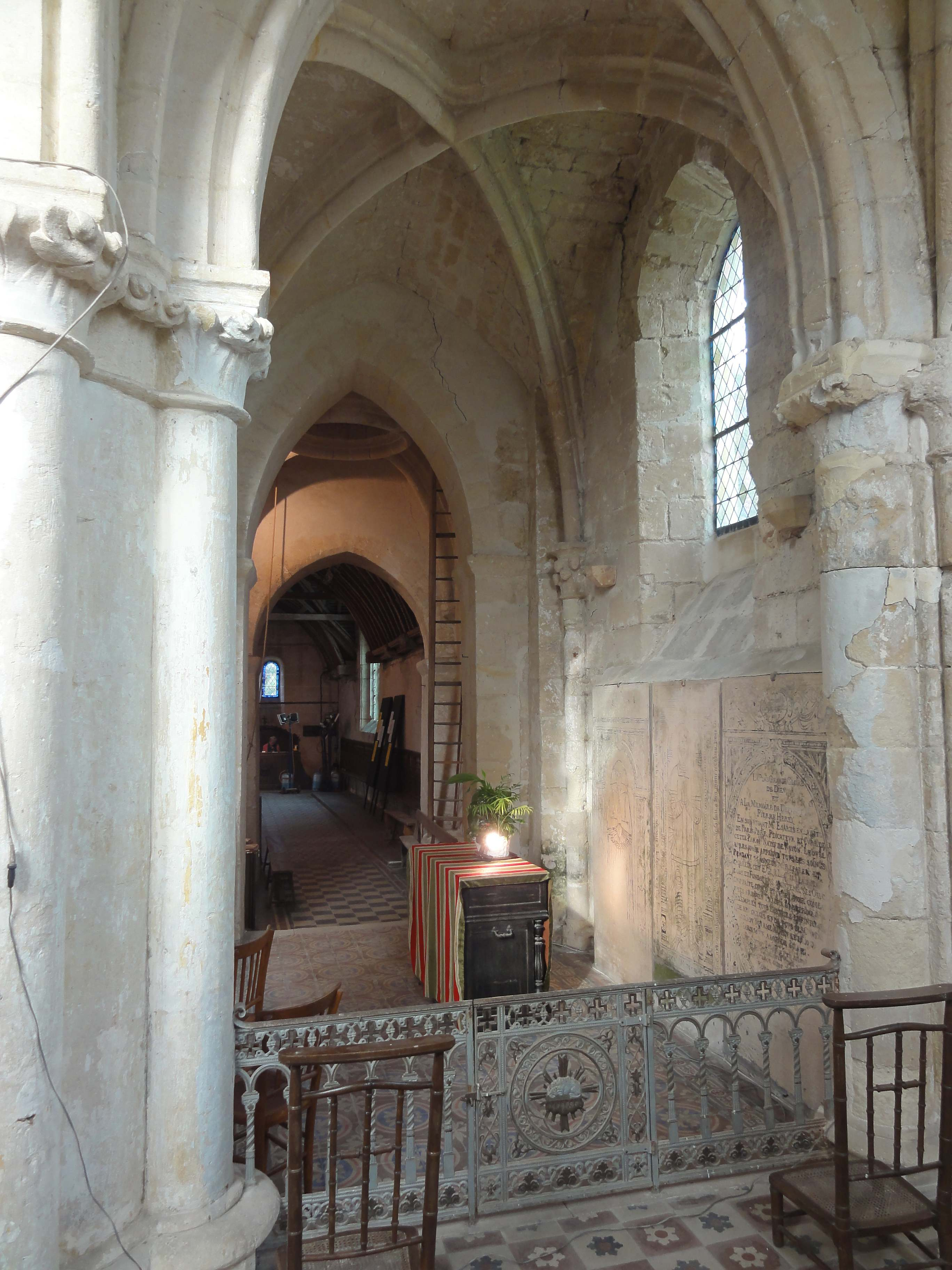
Collatéral nord, vue vers l'ouest.
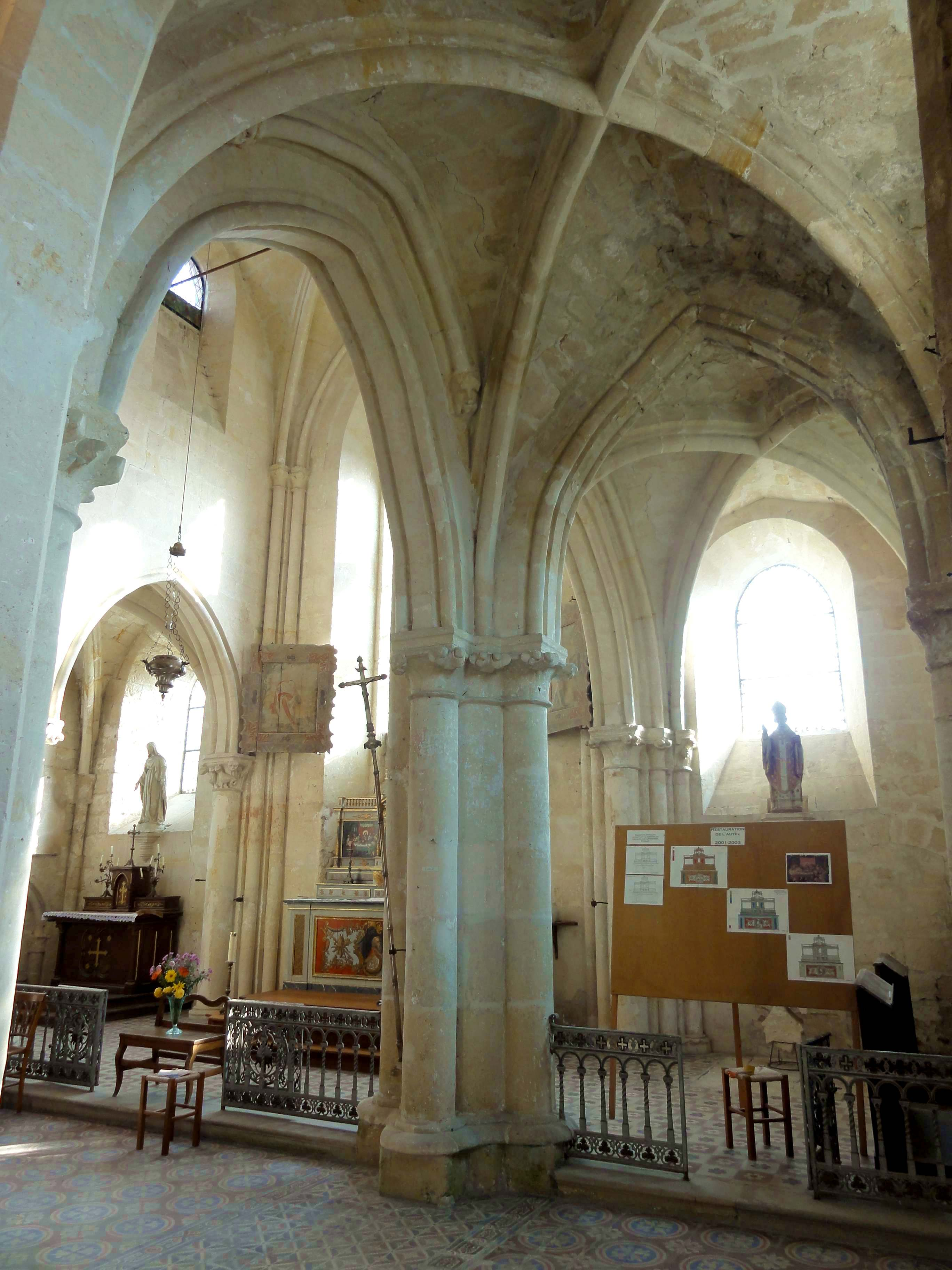
Collatéral sud, vue diagonale dans le chœur.
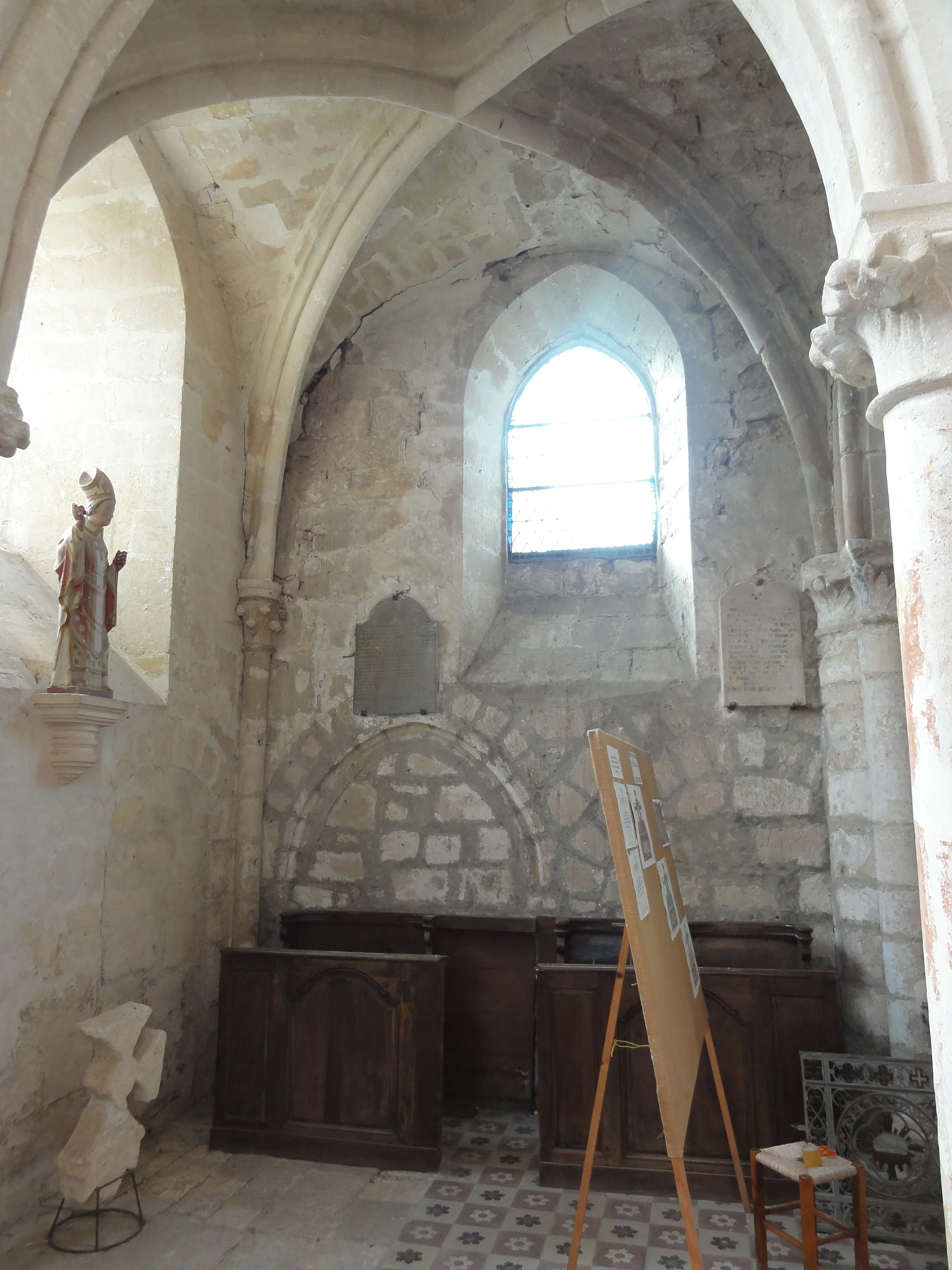
Collatéral sud, 2e travée, vue vers le sud.
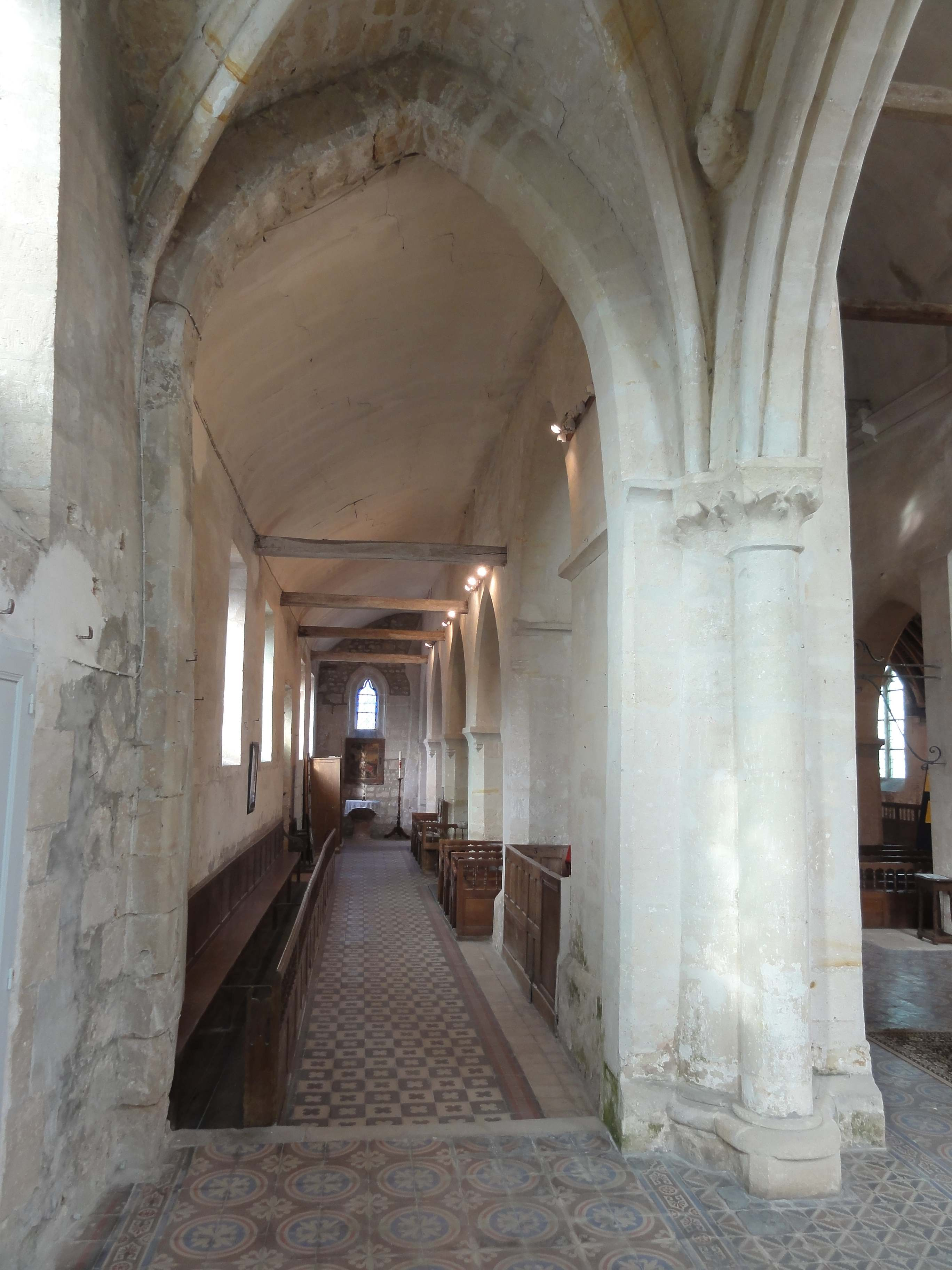
Collatéral sud, vue vers l'ouest.
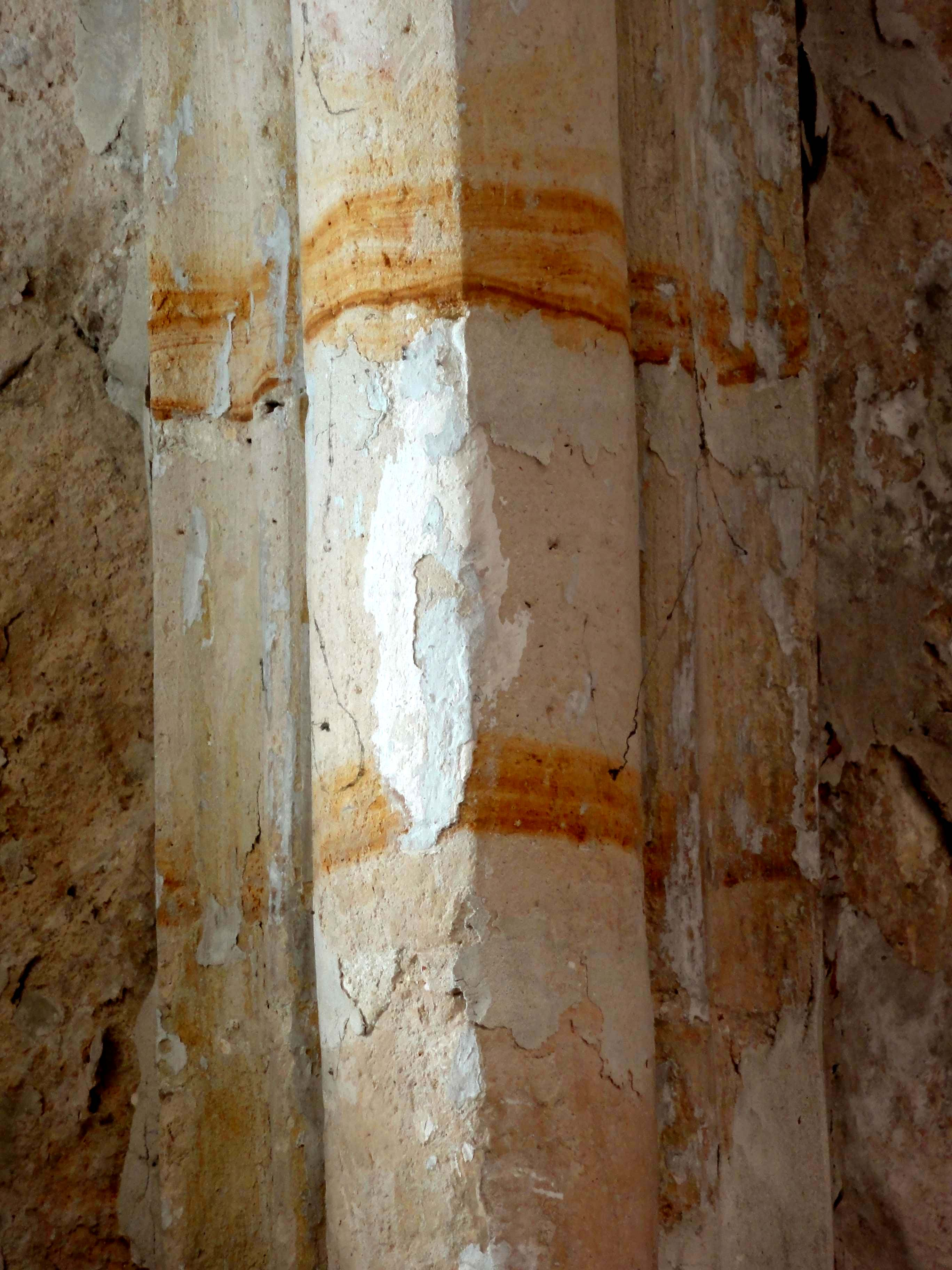
Polychromie architecturale ancienne sur une ogive.

### Extérieur

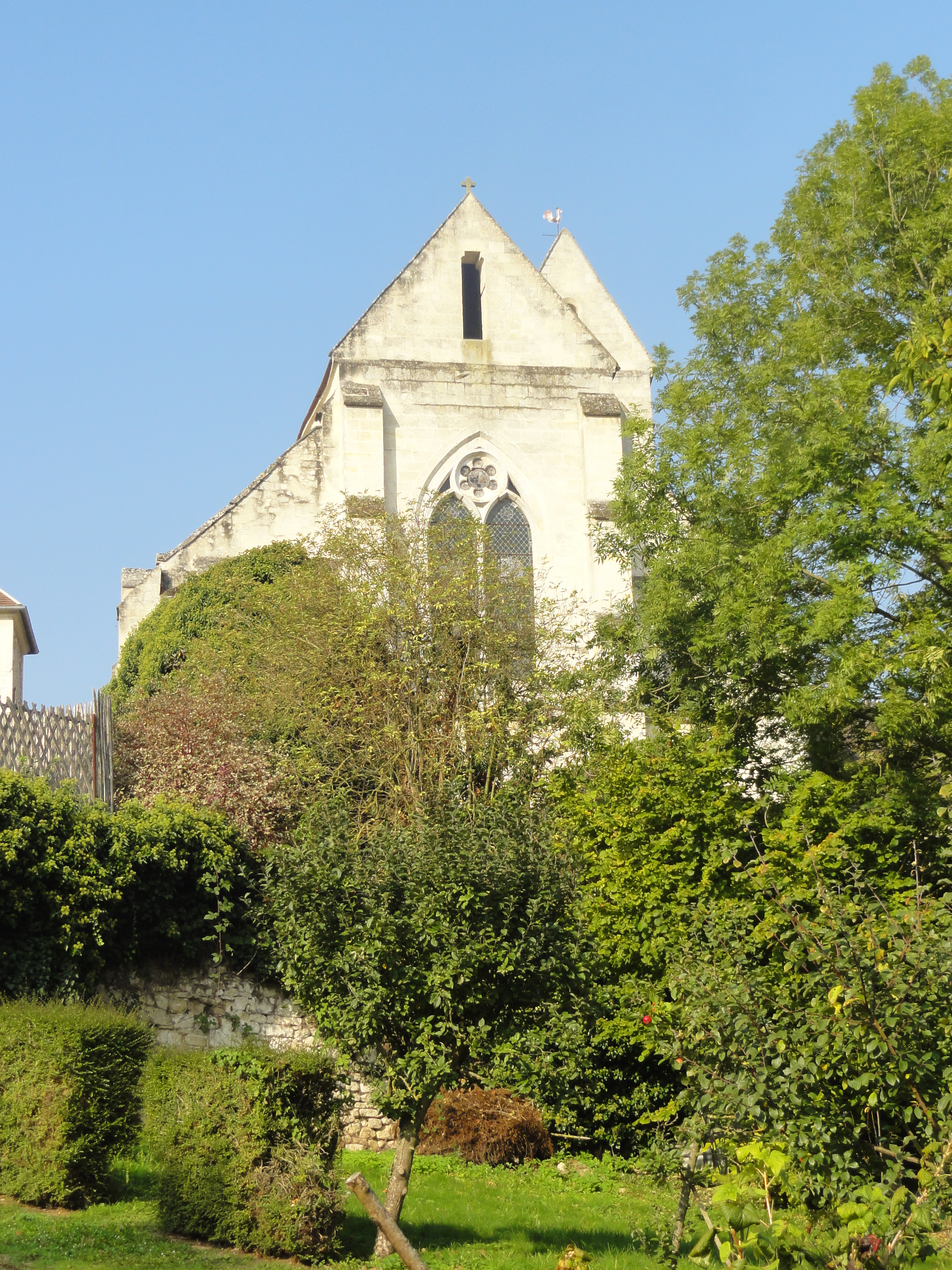
Chevet.

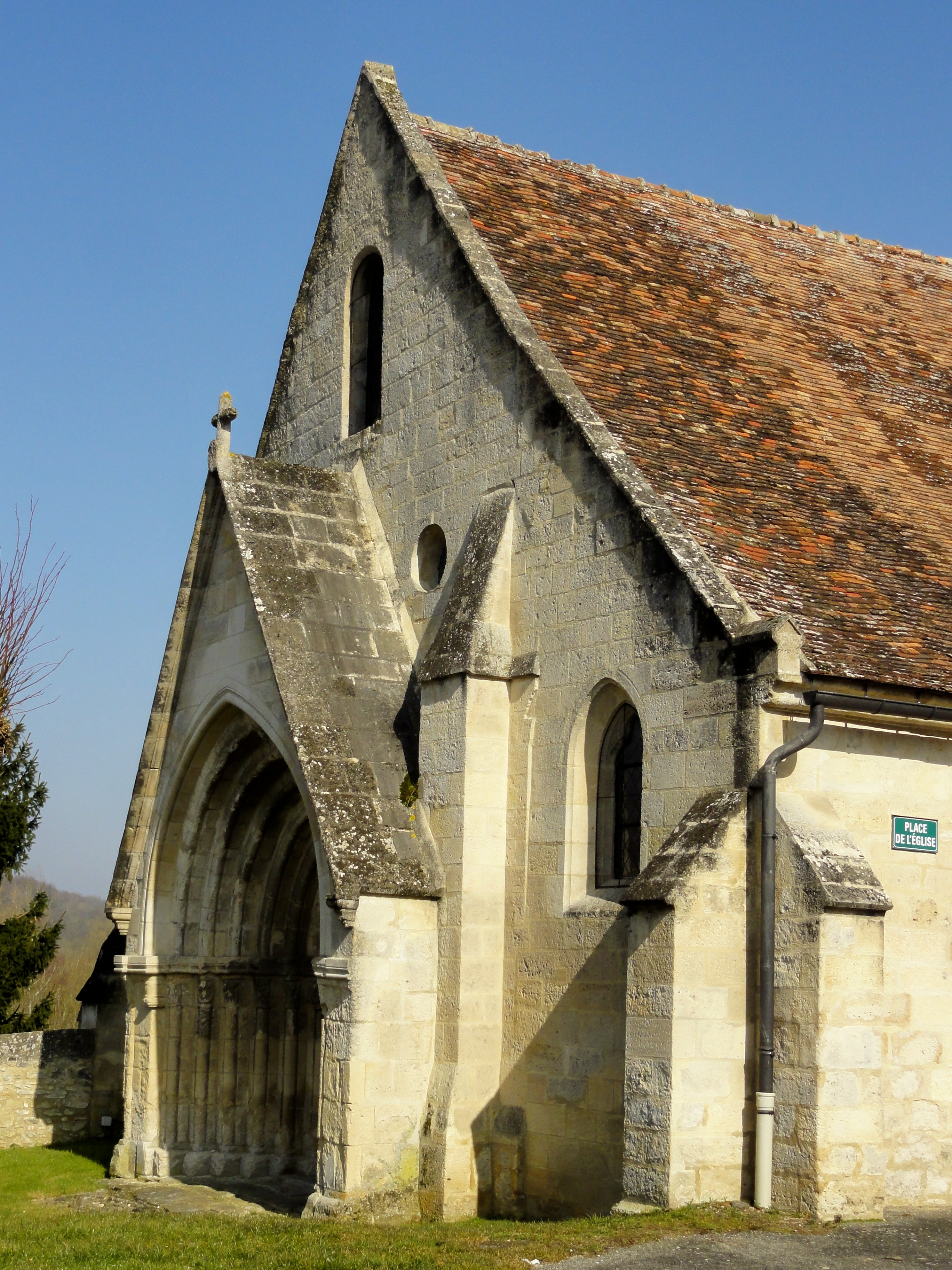
Façade occidentale.

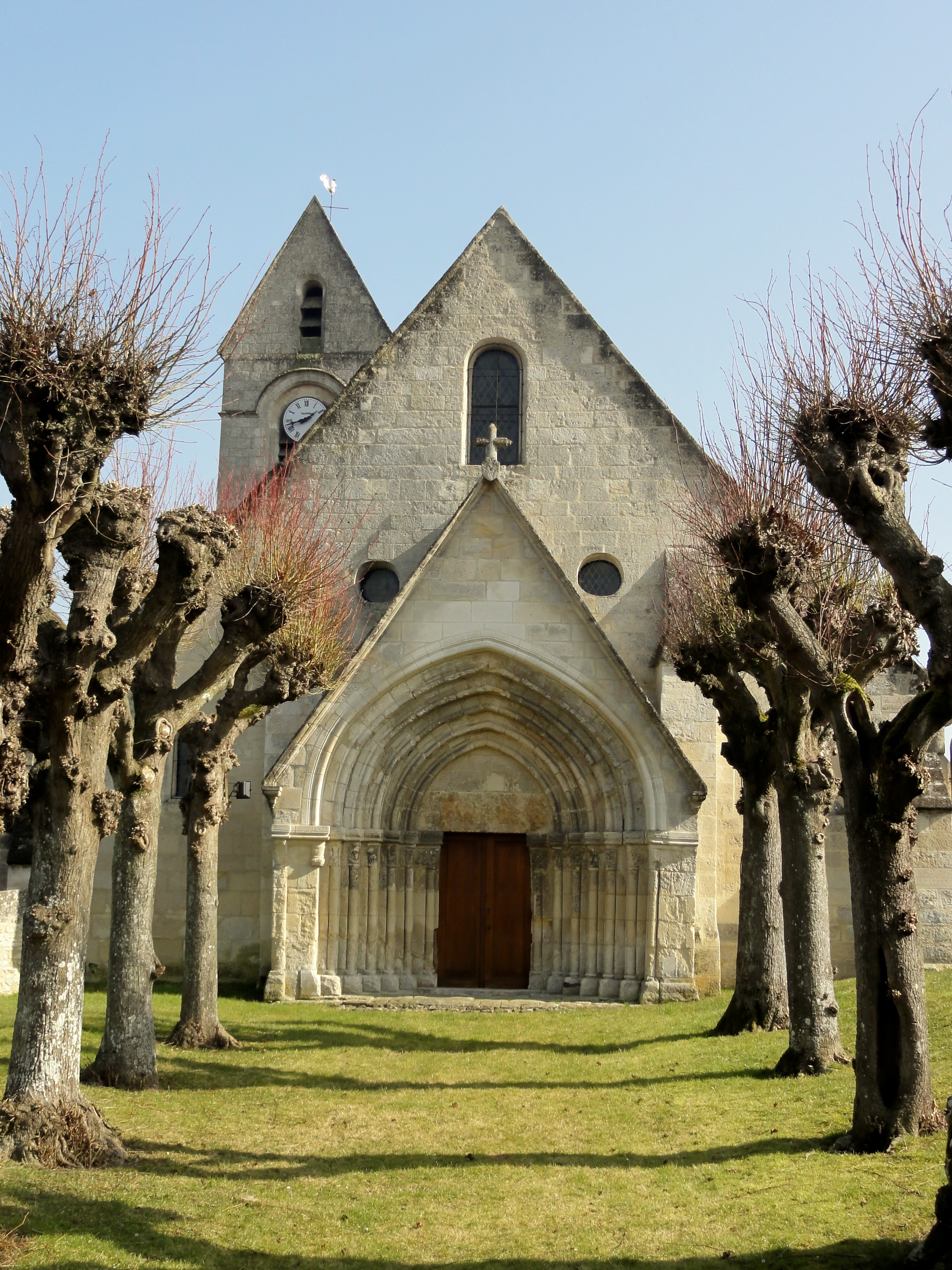
Façade occidentale.

Du fait du contexte topographique particulier, l'église Saint-Sulpice marque le paysage du village et de ses alentours, et elle est visible de loin, ce qui est le cas des églises de nombreux villages de la vallée de l'Automne et de ses vallées latérales, mais pas de toutes : Béthisy-Saint-Martin et Gilocourt sont des villages de plaine, où l'église n'occupe pas une place dominante, et à Duvy et Séry-Magneval, la position de l'église est pittoresque, mais elle se situe un peu à l'écart des axes de circulation, et derrière les maisons qui bordent la rue. La silhouette de l'église de Béthancourt est propre à cet édifice et confère une partie de son identité au village. Il est appareillé soigneusement en pierre de taille. Cependant, les élévations extérieures de l'église ne sont que d'un faible intérêt architectural, hormis le portail occidental et le clocher. Concernant le bas-côté sud, « construction bâtarde du XVIIe siècle » (Jacques Téaldi), la raison est sa reconstruction à l'époque moderne, et le bas-côté nord se dérobe de toute façon à la vue. Bien que non voûté, il est muni de contreforts. Concernant le chœur, la raison est la simplicité de son parti architectural, avec l'absence de décoration autour des fenêtres et l'absence de corniche. L'on peut seulement signaler l'existence d'arcs-boutants intérieurs, ou murs-boutants, qui épaulent les murs latéraux de la nef à l'intersection entre les deux travées. Ils sont incorporés dans les toits en appentis des bas-côtés, et les culées se résument à une charge de pierres et un chaperon en bâtière. Ce sont certainement des ajouts postérieurs, car leur inclinaison correspond aux toits en appentis, qui étaient initialement moins pentus, comme l'indique la partie inférieure des fenêtres bouchées, visible depuis l'intérieur. Les contreforts à ressauts du chevet sont caractéristiques de la première période gothique. Le pignon est sommé d'une simple croix en antéfixe, qui remplace celle exposée dans le collatéral sud, et percé d'une haute et étroite ouverture rectangulaire, dont le linteau repose sur deux tas de charge.
Comme le montre le caractère différent des fenêtres occidentales des bas-côtés, dont celui du sud a été refaite à la période flamboyante, la façade occidentale n'est pas aussi homogène qu'il ne paraît. Les ruptures dans l'appareil, dans les murs des bas-côtés, près des deux contreforts de la nef, sont peu visibles, car les dimensions des pierres sont les mêmes pour les différentes campagnes de travaux, et elles devraient provenir de la même carrière. Les contreforts de la nef se retraitent grâce à un fruit après les premières assises, et s'amortissent par un double glacis (frontal et latéral) très pentu, qui forme larmier. L'avant-corps du portail est si large qu'il enveloppe pour moitié la partie inférieure des contreforts. Entre les contreforts et le gâbles du portail, ne reste de la place que pour deux petits oculi circulaires, mais une grande fenêtre en plein cintre, non décorée, est percée dans le pignon et éclaire la nef. Le portail est, pour la première période gothique dans la région, ce que le portail de Catenoy est pour la période romane : il réunit le plus grand nombre de voussures et de colonnettes à chapiteaux. L'archivolte est à six voussures en arc brisé, moulurées chacune d'un tore et d'une gorge : la grande diversité des motifs décoratifs qui règne à la période romane est terminée. Chacun des tores retombe sur le tailloir carré d'un chapiteau de facture romane, affichant des petits personnages levant les bras ; des feuilles nouées ensemble ou formant des volutes situées curieusement en bas de la corbeille ; ou des palmettes de différentes formes. Les feuillages des différents motifs végétaux sont striés et semblent formés par des lignes rapprochées ; toute la sculpture est en effet davantage gravé que sculpté et le relief est faible. Le sculpteur s'est contenté d'excaver légèrement les intervalles entre les motifs. Jacques Téaldi qualifie les sculptures d'énigmatiques et affirme que ces chapiteaux de la fin du XIIe siècle échappent à l'analyse superficielle. L'étude détaillée reste cependant à accomplir. Chacune des colonnettes est logée dans un ressaut du massif. Les chapiteaux sont portés par des fûts appareillés, qui sont logés dans des ressauts successifs du massif de l'avant-corps. Deux colonnettes à chapiteaux supplémentaire sont réservées au linteau. Leur distance des colonnettes voisines est plus importante qu'entre les autres colonnettes, et à gauche, il y a un chapiteau pour l'intervalle. Le linteau est monolithique et aussi haut que le reste de tympan, composé de trois assises, sans aucun décor. Le reste de l'avant-corps est rapidement décrit : les tailloirs des chapiteaux extérieurs se continuent jusqu'aux angles ; et les rampants du gâble sont moulurés de la même façon que les tailloirs, et débordent légèrement, ce qui motive une retombée sur des culs-de-lampe moulurés. La croix en antéfixe repose sur un écusson, qui ne saura dater d'origine.
Les auteurs n'expliquent pas la position du clocher au nord de la nef, les clochers centraux étant la règle dans la région. L'abbatiale de Morienval possède bien deux tours de part et d'autre du chœur, et c'était également être le cas de l'église Saint-Aignan de Senlis. À Rhuis, un deuxième clocher était apparemment au moins projeté, et à Pontpoint et Saint-Pierre de Senlis, la position à côté du chœur des clochers romans subsistants ne permet pas d'exclure l'existence ancienne d'un second clocher. Or, ces clochers ne sont pas du même type que Béthancourt. — La base du clocher est visible, de loin, depuis le nord. C'est la seule partie de l'église qui est bâtie en pierre de taille. Les deux angles visibles sont flanqués de deux contreforts plats orthogonaux, qui n'atteignent pas la corniche en glacis qui marque le début du premier étage. Le mur est percé de deux étroites baies en plein cintre, dont celle de droite est entièrement, et celle de gauche, pour moitié bouchée. Ni l'une, ni l'autre ne sont visibles depuis l'intérieur. Le premier étage est de faible hauteur et ne présente qu'une unique baie en plein cintre par face, qui est bien plus large que celles de la souche et munie d'un ébrasement extérieur. Un bandeau au profil d'une plate-bande, d'un cavet et d'une baguette marque le début de l'étage de beffroi. Un autre, qui partage le même profil, court autour au niveau des impostes des fenêtres et s'infléchit au-dessus de celles-ci. Le profil évoque davantage la période gothique que la période romane, et absolument aucun détail proprement roman ne figure sur le premier étage et l'étage de beffroi. Il est ajouré, sur chaque face, de deux étroites baies abat-son en arc brisé, séparées par un trumeau en forme de colonnette à chapiteau et s'inscrivant sous un arc de décharge en plein cintre. Lors de la restauration des années 1990, les cadrans de l'horloge ont malencontreusement été montés devant les tympans et les chapiteaux. Les murs se retraitent grâce à un fruit en bas des pignons, qui sont eux aussi ajourés de baies abat-son. Ce sont ici des baies uniques en plein cintre. Latéralement, le clocher possède une corniche de corbeaux toute simple. Dans ses dispositions générales, l'étage de beffroi rappelle Allonne, Auvillers, Frouville et Warluis.

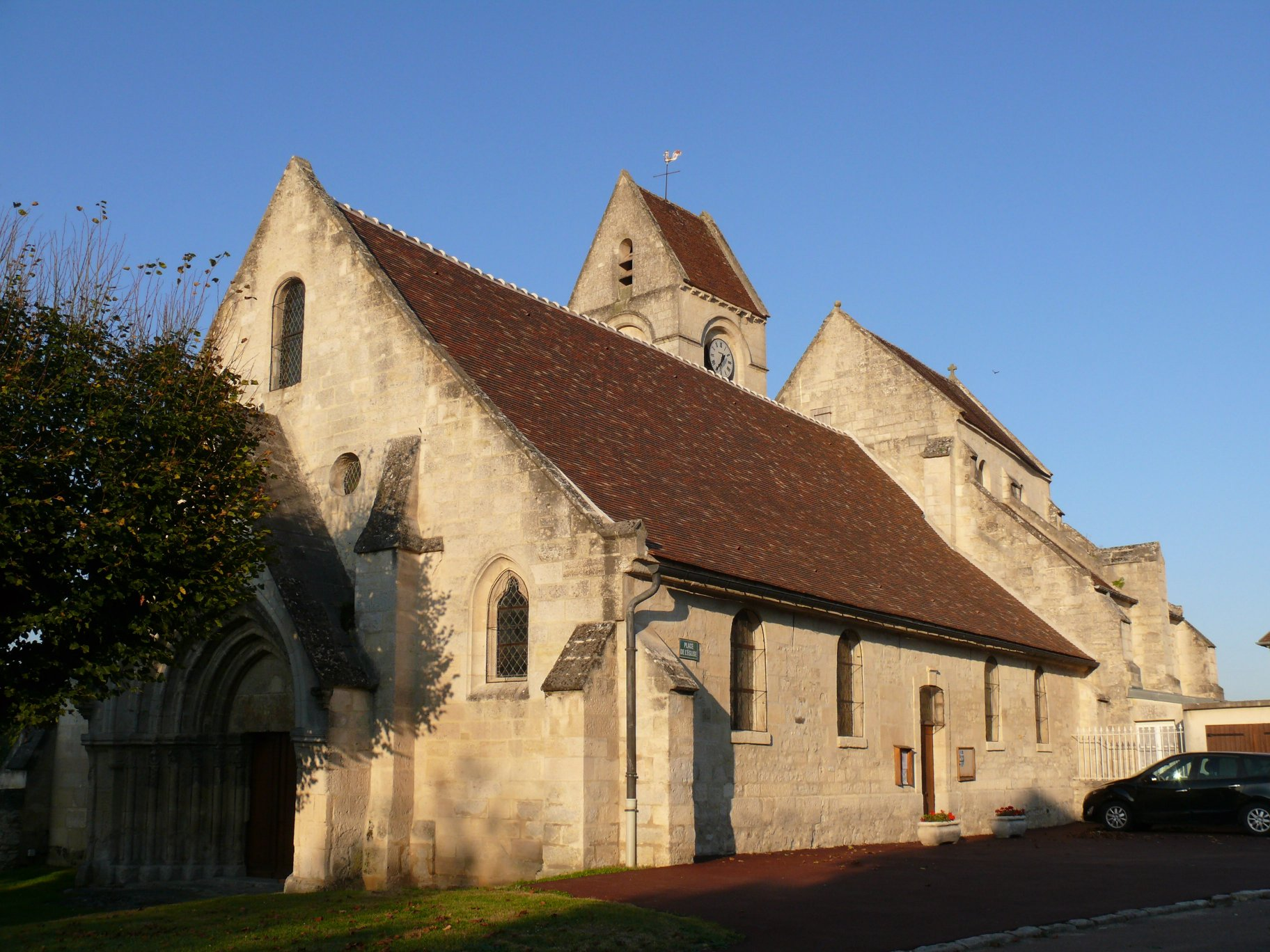
Vue depuis le sud-ouest.
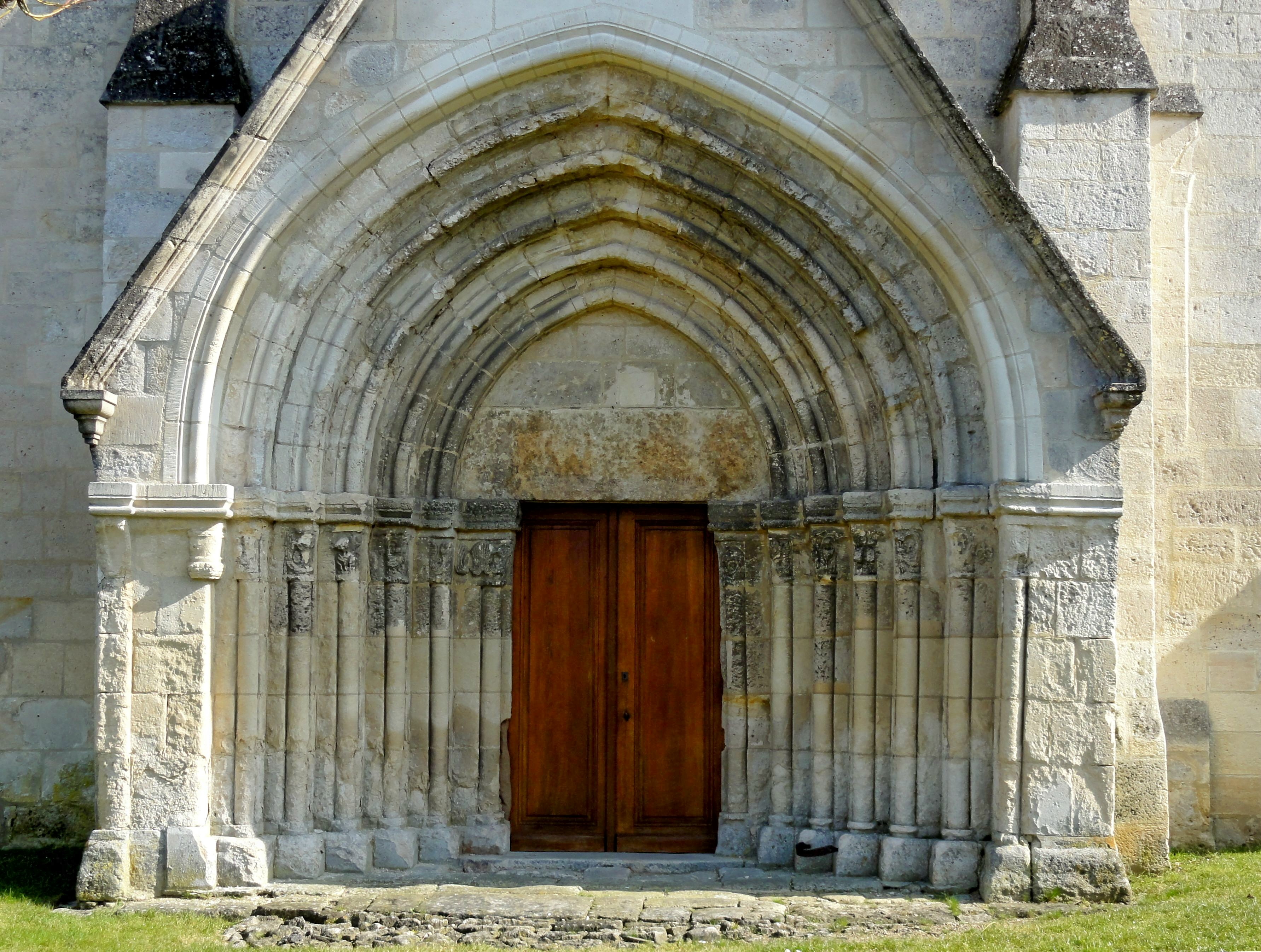
Portail occidental.
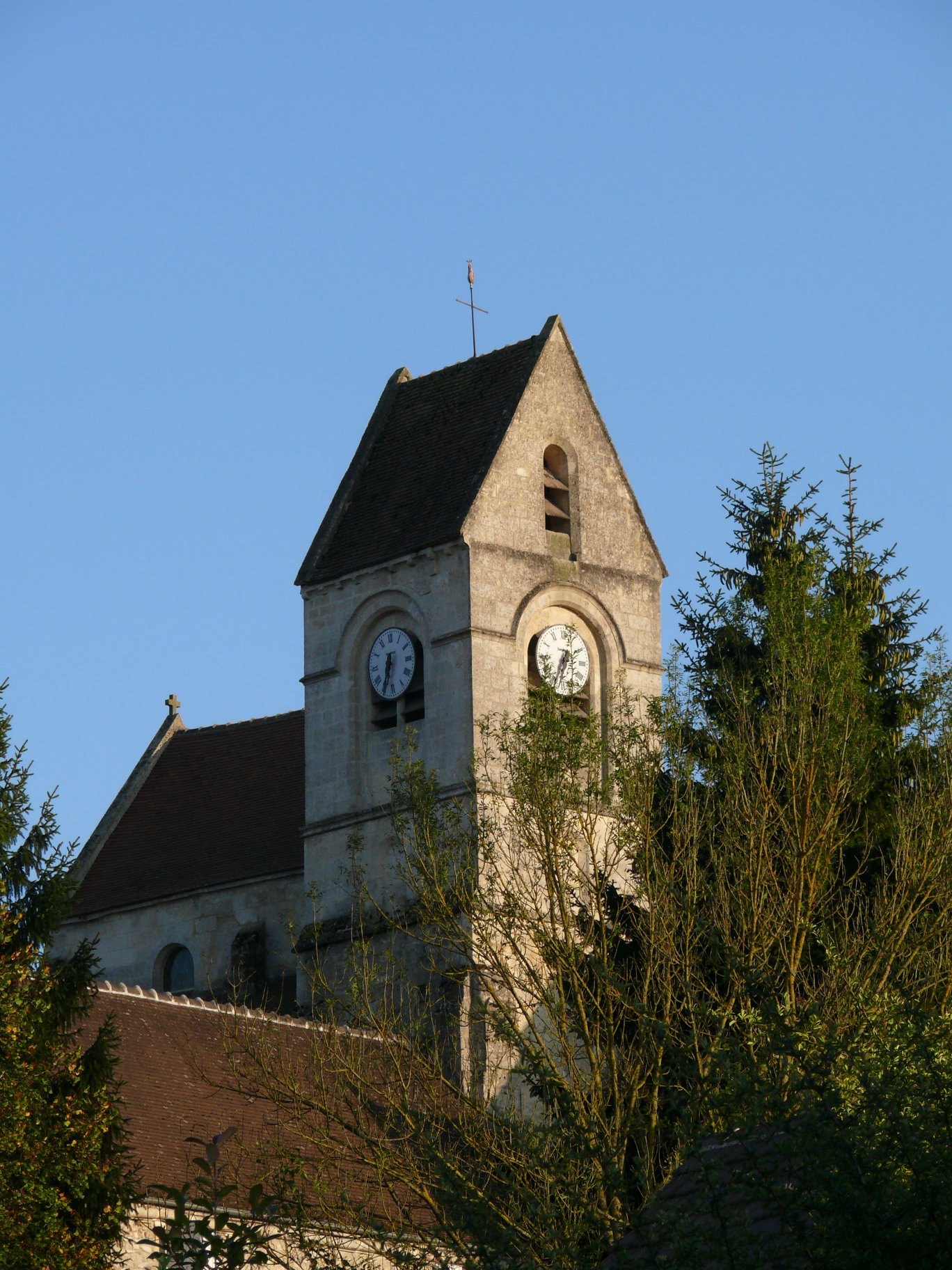
Clocher, côté nord-ouest.
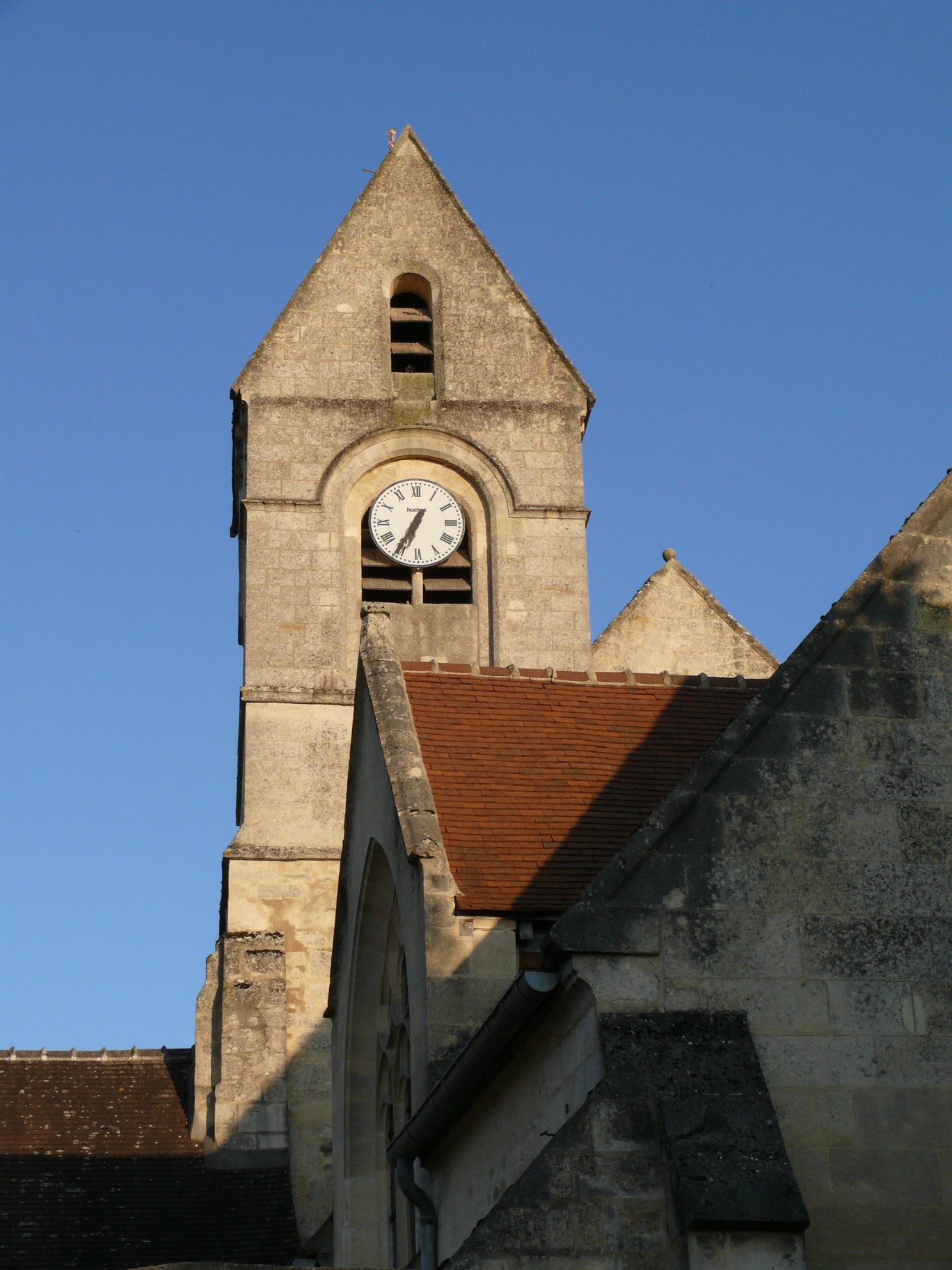
Clocher, côté ouest.
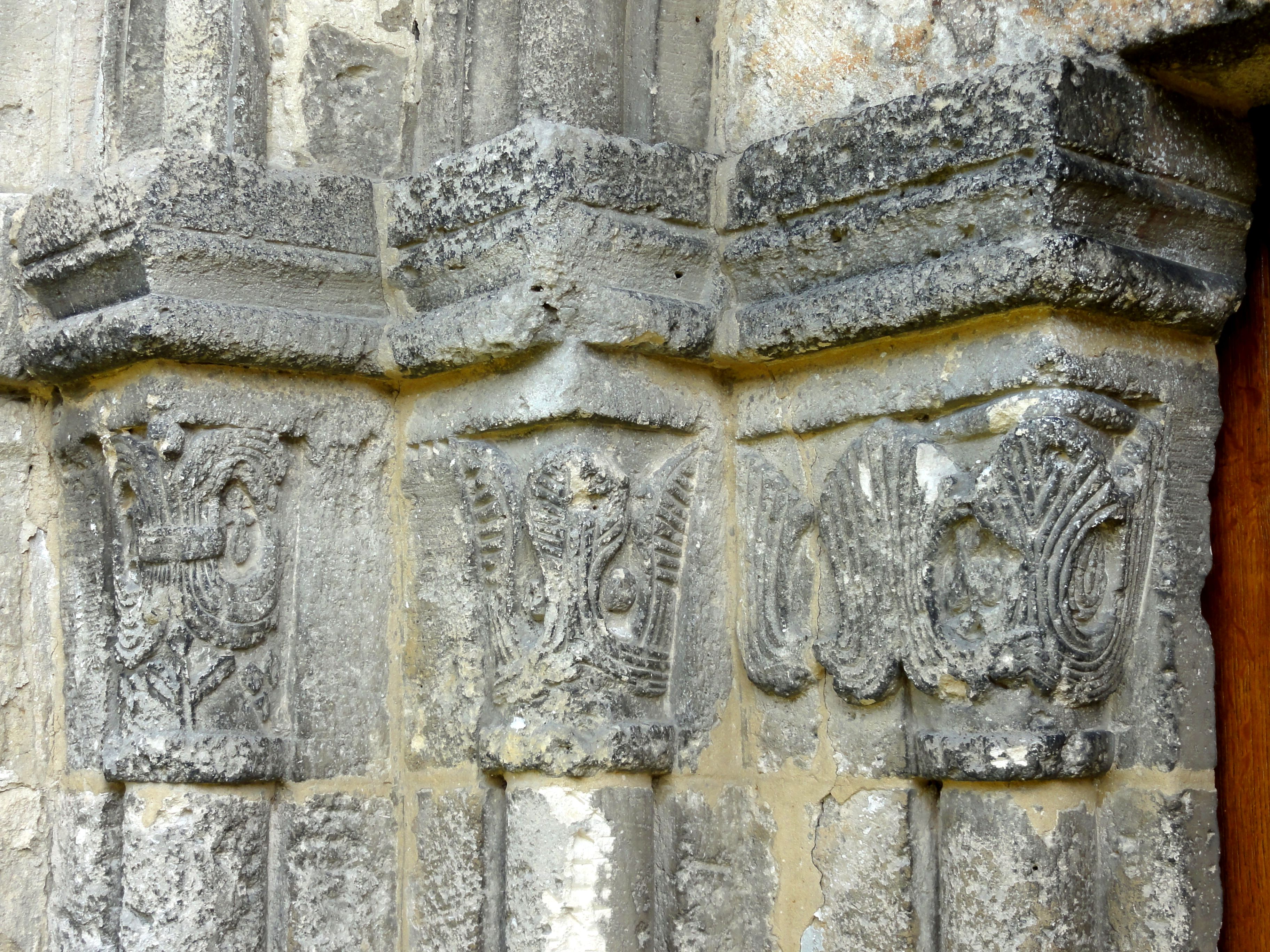
Chapiteaux du portail.
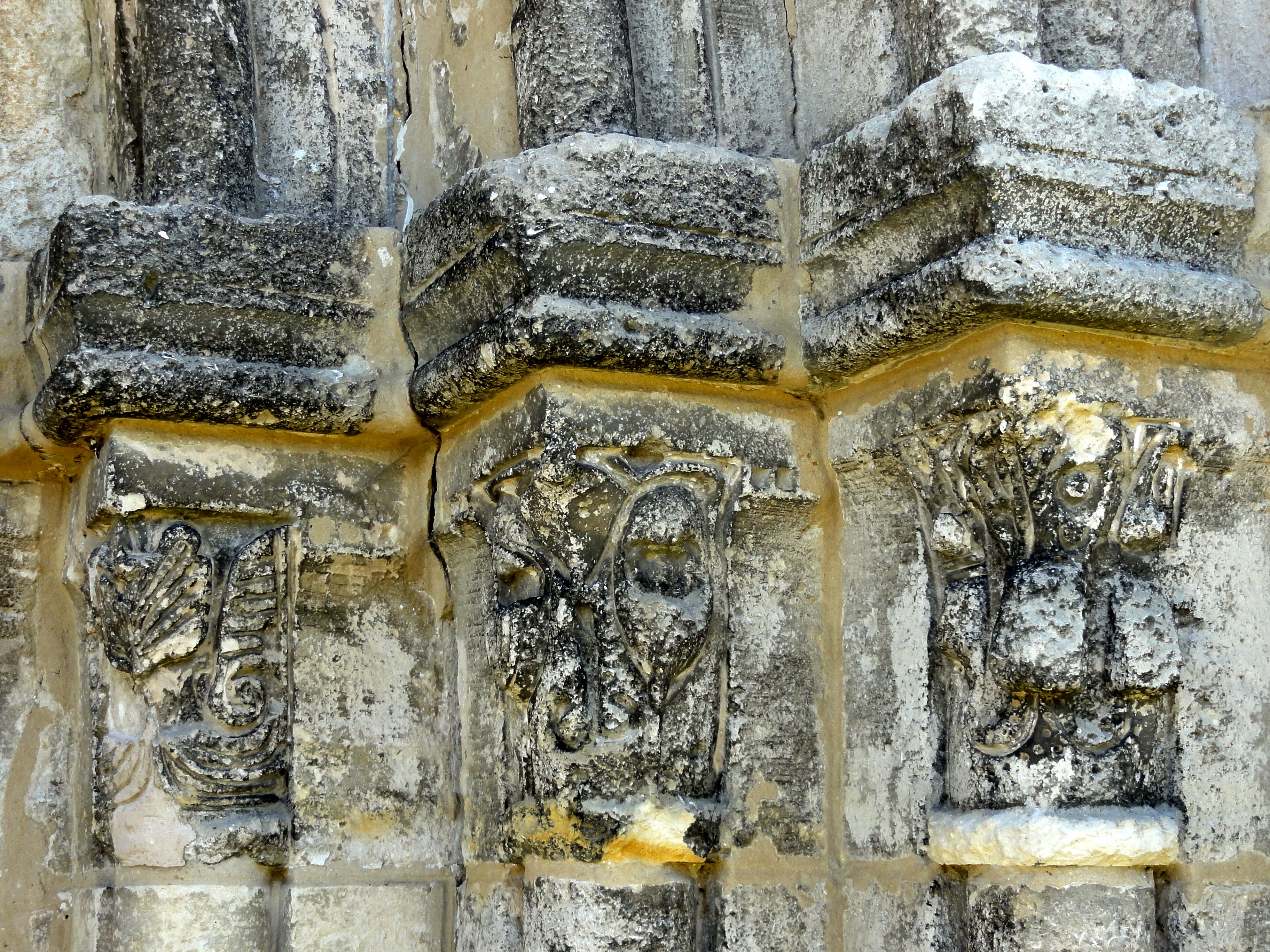
Chapiteaux du portail.

## Mobilier

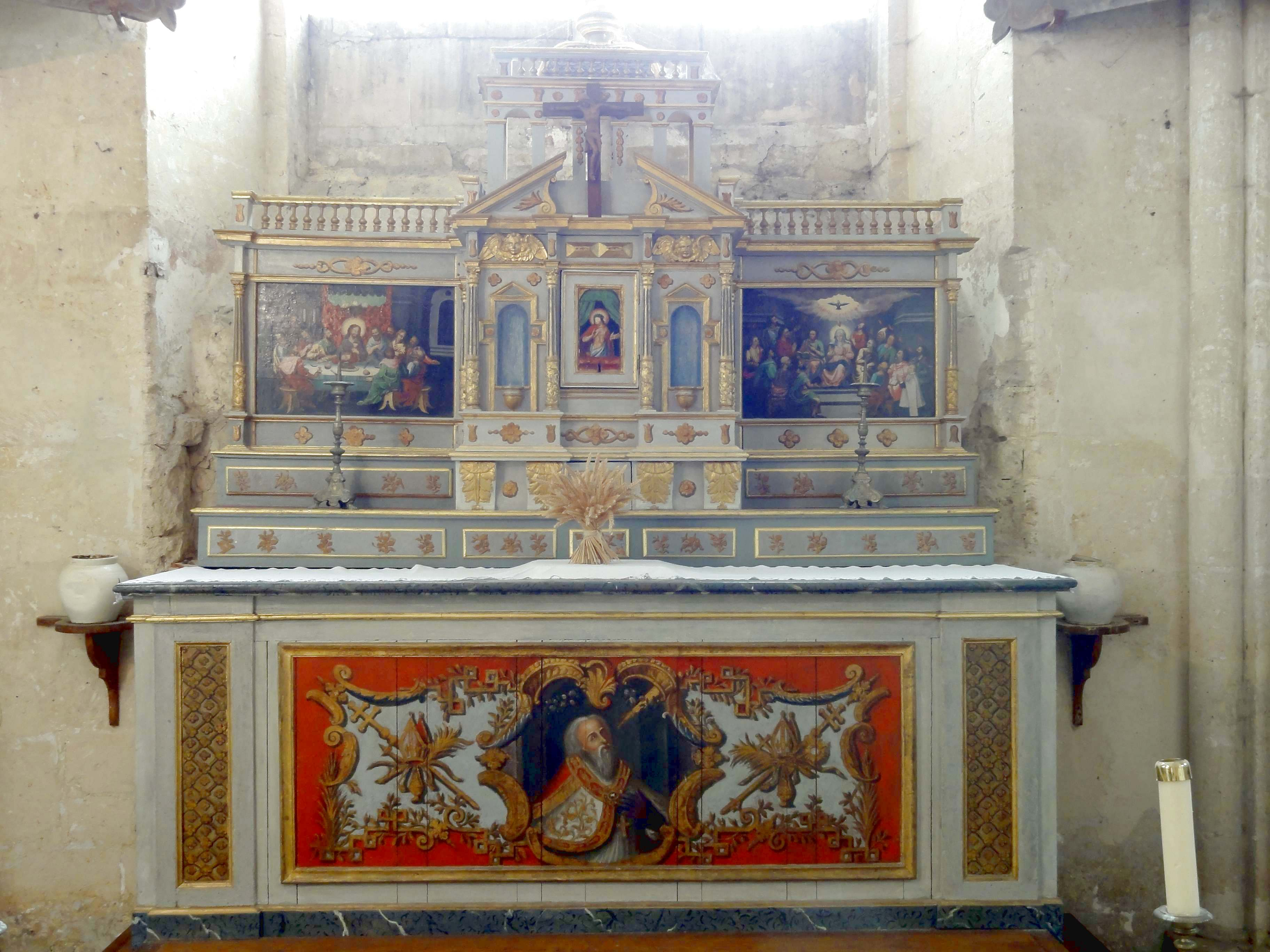
Maître-autel et tabernacle.

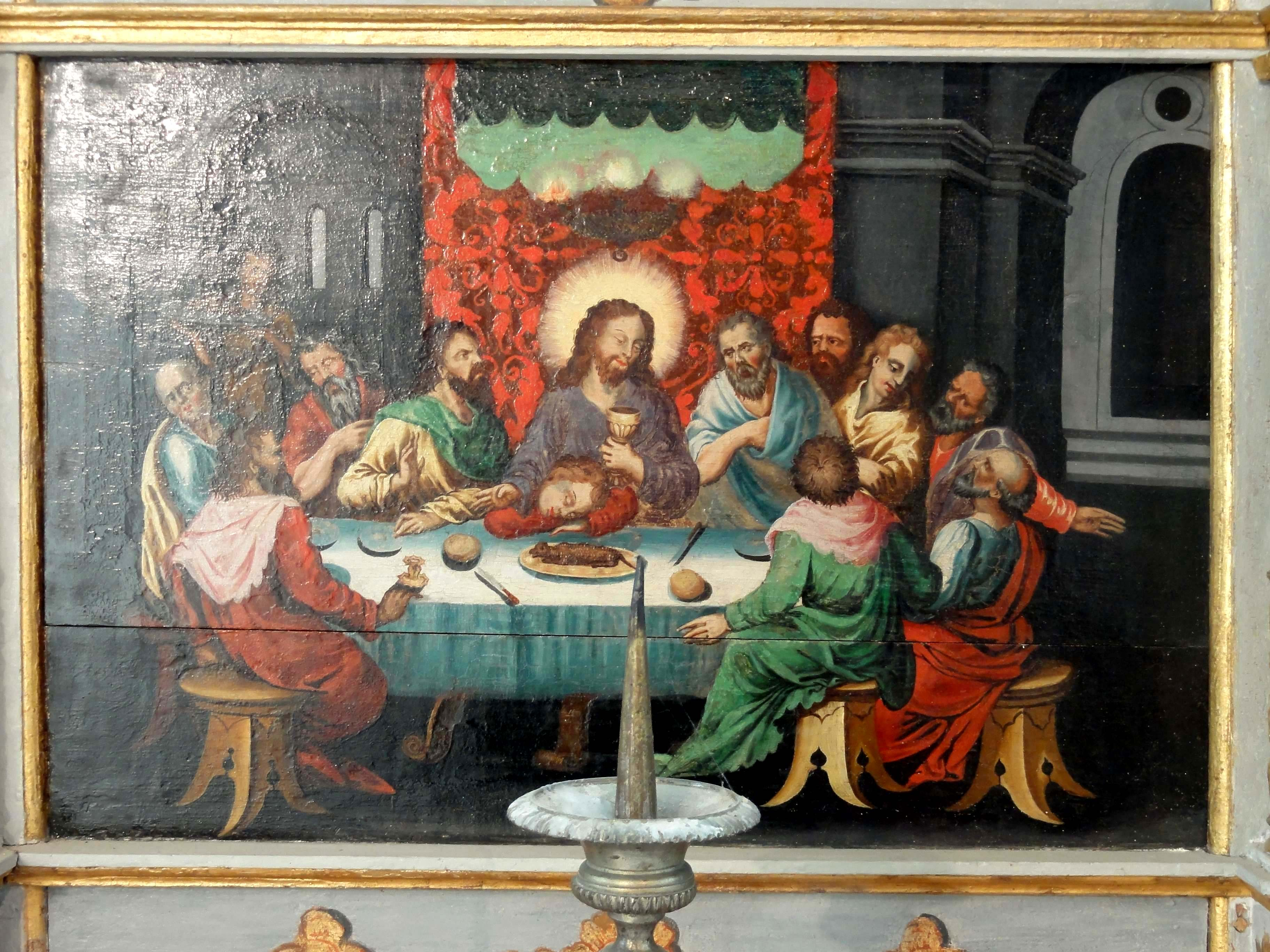
Panneau peint - La Cène.

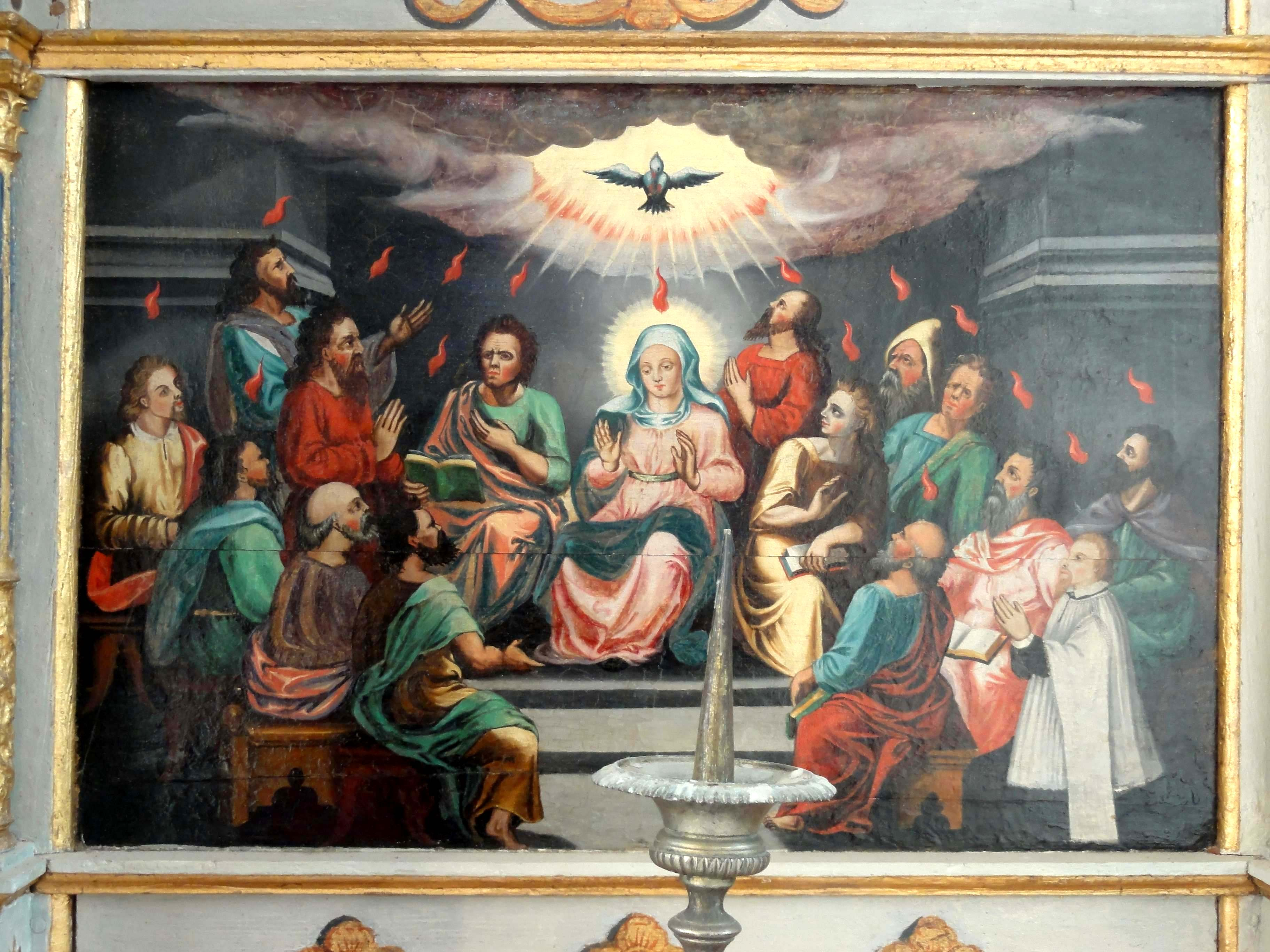
Panneau peint - La Pentecôte.

Parmi le mobilier de l'église, dans le sens large du terme, le nombre important de vingt-quatre éléments sont classés ou inscrits monument historique au titre objet, dont huit éléments du mobilier liturgique et assimilés ; sept statues ou groupes sculptés ; cinq tableaux ou panneaux peints ; deux plaque funéraires ; des fragments de vitraux dans la verrière du chevet ; et la cloche nommée Anne, fondue en 1617 et mesurant 110 cm de hauteur,. Les œuvres d'art ne sont pas toutes visible dans l'église. Les plus précieuses sont exposées au musée de l'Archerie et du Valois de Crépy-en-Valois ; d'autres sont mises en réserve. Un objet (en l'occurrence un reliquaire) a disparu.

### Mobilier liturgique
- Le bénitier, en pierre calcaire, mesure 80 cm de hauteur et 40 cm de largeur et de profondeur, et date du XIIIe siècle. Son pied est un simple fût cylindrique, dont la base est cachée sous les planches du sol. La vasque est sculptée de trois feuilles polylobées appliquées par face, et affiche des séries de moulures en bas et sous la bordure. L'inscription au titre objet est intervenue en septembre 1991[11].
- Le fragment d'un bâton de procession ou de confrérie, en bois taillé et doré, mesure 53 cm de hauteur, et date du XVIIIe siècle. Ce fragment, qui est inscrit depuis janvier 1996, n'est pas visible dans l'église[12] (sans illustration).
- Le banc d'œuvre en bois taillé, au début du bas-côté nord, date du XVIIIe siècle. Subsiste également le dorsal de l'ancien banc d'œuvre du XVIe siècle, également en bois taillé, avec des balustres en bois tourné et des restes de la polychromie ancienne. Ce fragment, également inscrit depuis septembre 1991, n'est pas visible dans l'église[13] (sans illustration).
- La chaire à prêcher, en bois taillé, date du XVIIIe siècle. Sa cuve retombe sur un cul-de-lampe moulurée. Elle est de plan octogonal, et assemblée de panneaux à fenestrages comportant, en haut, quelques feuillages sculptés. Le dorsal comporte un panneau semblable, qui est flanqué de deux grands ailerons placés à l'envers. L'abat-voix, également octogonal, affiche un profil complexe, et est couronné d'un pot à feu. Comme particularité rare à l'époque actuelle, la chaire garde deux bras de lumière (chandeliers) orientables, côté est. Cette chaire, somme tout assez ordinaire, est inscrite depuis septembre 1991[14].
- L'aigle-lutrin, en bois taillé et peint, mesure 190 cm de hauteur, et date du dernier quart du XVe ou du premier quart du XVIe siècle. Il est ainsi nettement plus anciens que la plupart des autres meubles de ce type, qui datent généralement des XVIIe et XVIIIe siècles. L'aigle est ici assemblé de trois pièces, et son revers plat sert directement de purpitre (souvent, un pupitre distinct est monté sur l'aigle). Le pied, revêtu de rinceaux de feuillages, et les trois pieds, dont les extrémités supérieures évoquent les coussinets des chapiteaux ioniques, sont toutefois clairement baroques. Inscrite en janvier 1996, ce lutrin composite est exposé au musée de l'Archerie et du Valois[15].
- Le bras-reliquaire dit de saint Étienne, en bois taillé polychrome, mesure 45 cm de hauteur (et non 145 cm comme le prétend le dossier de protection), et date du XVe siècle. C'est donc l'un des rares reliquaires ayant survécu à la Révolution, quand les reliquaires en métal ont été confisqués et envoyés à la fonte. Il se compose d'une boîte allongée de plan ovale, et d'une main bénissante. Une vitre, devenue opaque, permettait d'apercevoir le fragment d'un os d'un bras du martyr, que la boîte contient. Derrière une autre vitre, un carton affiche l'inscription en écriture gothique « Cest los du bras St estienne le martir ». Ce reliquaire inscrit en janvier 1996 est exposé au musée de l'Archerie et du Valois[16].
- Le bras-reliquaire dit de saint Sulpice, saint Côme et saint Pantaléon, en argent et cuivre repoussée, gravée et dorée, mesurait 40 cm de hauteur et 35 cm de diamètre, et datait du XIVe siècle. Il était classée depuis janvier 1913, et a disparu depuis une date inconnue[17] (sans illustration).
- Le maître-autel et son tabernacle, en bois peint en blanc et or, dimensions non prises, date du XVIIIe siècle. Il est d'une facture assez rustique. L'autel est une simple caisse assemblée de planches, sans aucun décor sculpté, agrémentée de trois panneaux à fenestrages. Les deux panneaux latéraux sont légèrement proéminents, et suggèrent des pilastres. Ils sont peints de motifs ornementaux. Le grand panneau central montre saint Sulpice en buste, au milieu d'un médaillon. De part et d'autre, l'on voit une mitre, une crosse épiscopale, une branche de palme et une monstrance (à droite seulement), au milieu de grecques et divers types de volutes et motifs végétaux. Le tabernacle est placé sur un double gradin. De part et d'autre de la porte, où l'on voit une peinture du Christ prêchant, deux niches à statuettes sont cantonnées de colonnettes corinthiennes cannelées, et surmontées d'un entablement où se profile une tête de chérubin au-dessus d'un collier d'ailes, ainsi que d'un demi-fronton, qui met en valeur le petit Christ en croix placé devant le couronnement. Celui-ci est composé d'un portique de cinq arcatures en plein cintre et d'une balustrade, derrière laquelle l'on aperçoit un petit dôme. Les ailes latérales du tabernacle, placés en léger retrait, servent de cadres à des peintures de la Cène (à gauche) et de la Pentecôte (à droite), et non de la Nativité, comme le prétend le dossier de protection. Ces panneaux peints sont cantonnés de colonnettes corinthiennes, comme sur le tabernacle, et surmontés d'un entablement, puis d'une balustrade à jour. L'autel et le tabernacle sont inscrits depuis septembre 1991[18].

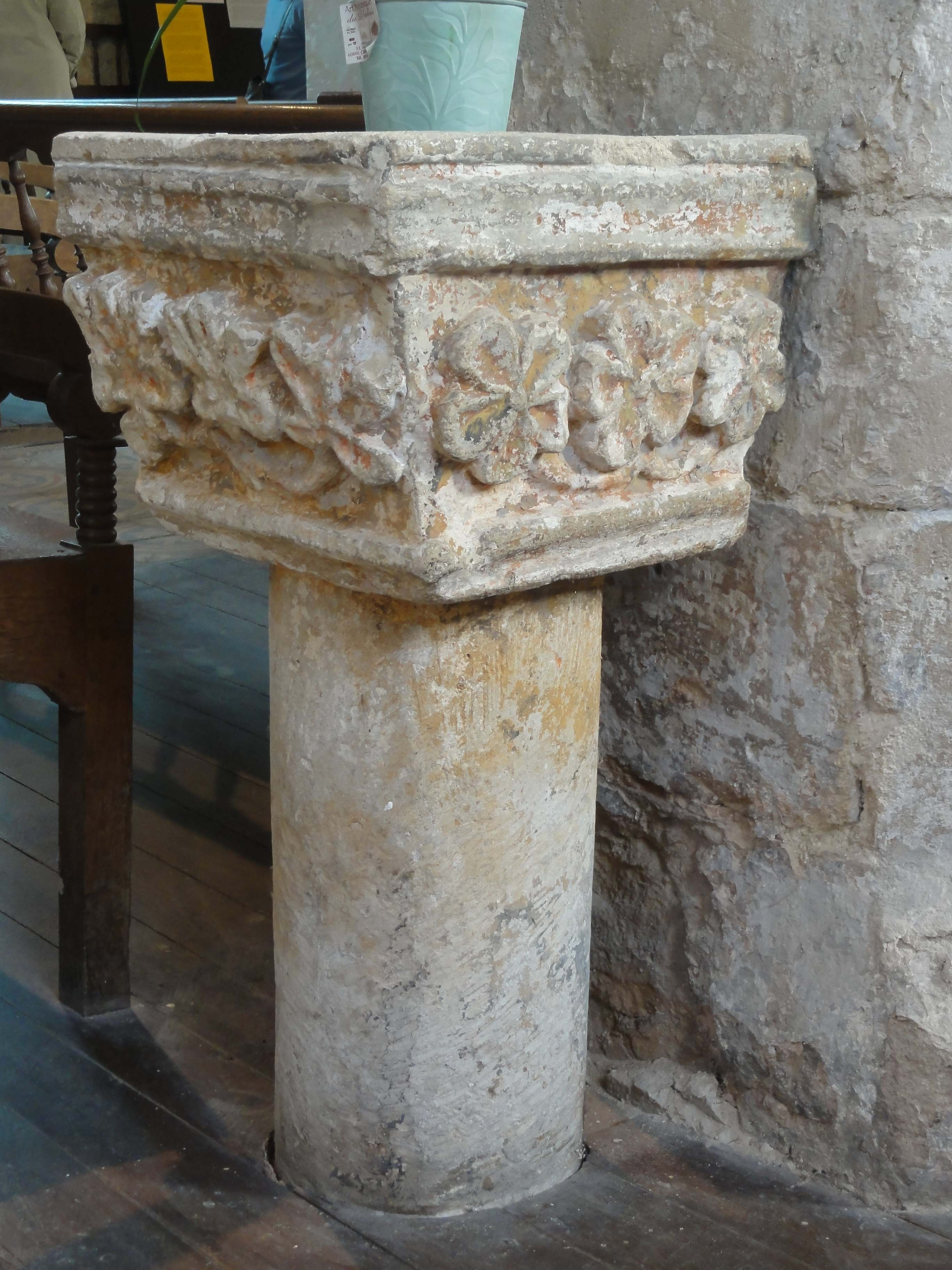
Bénitier.
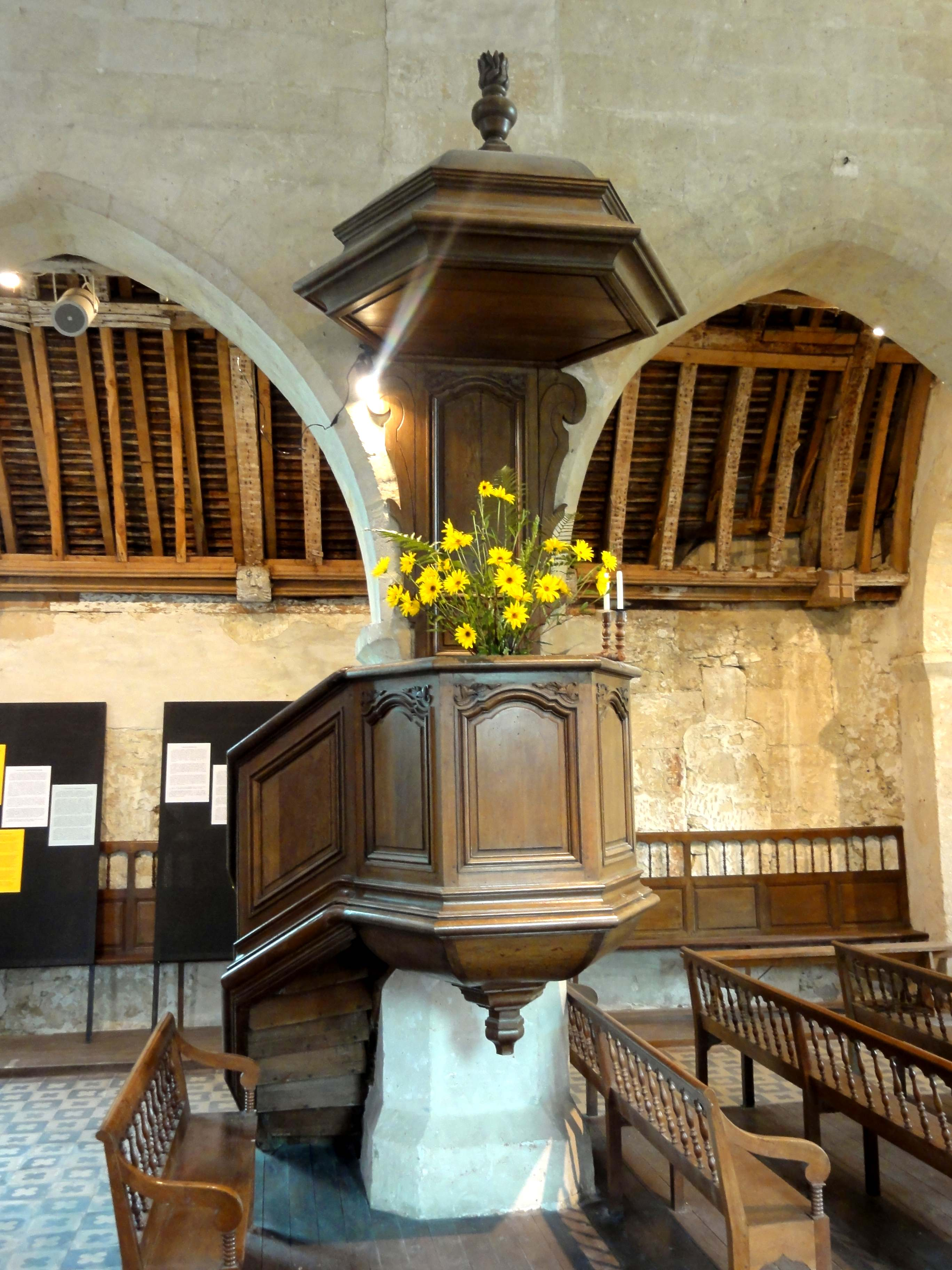
Chaire à prêcher.
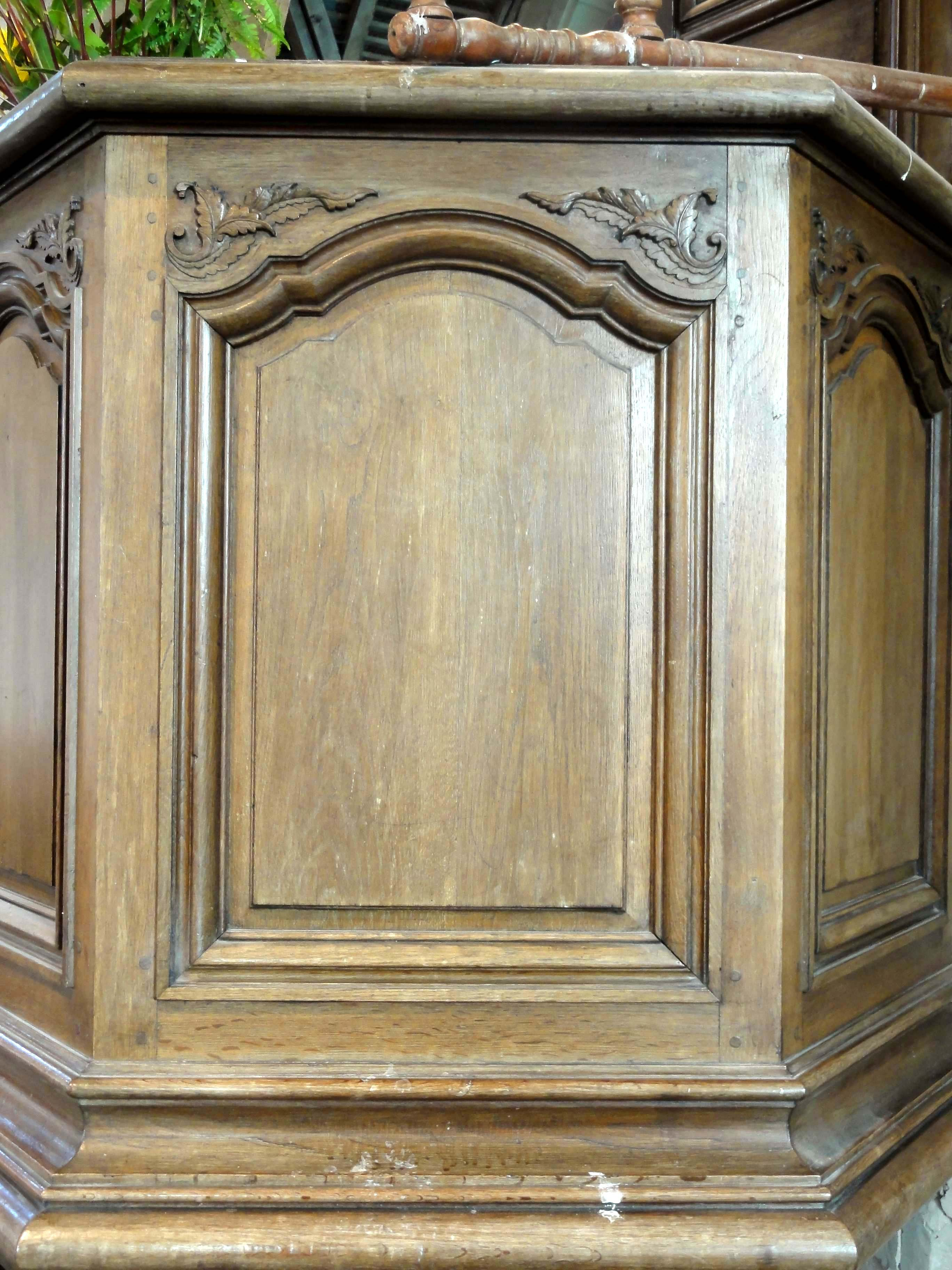
Idem, détail.
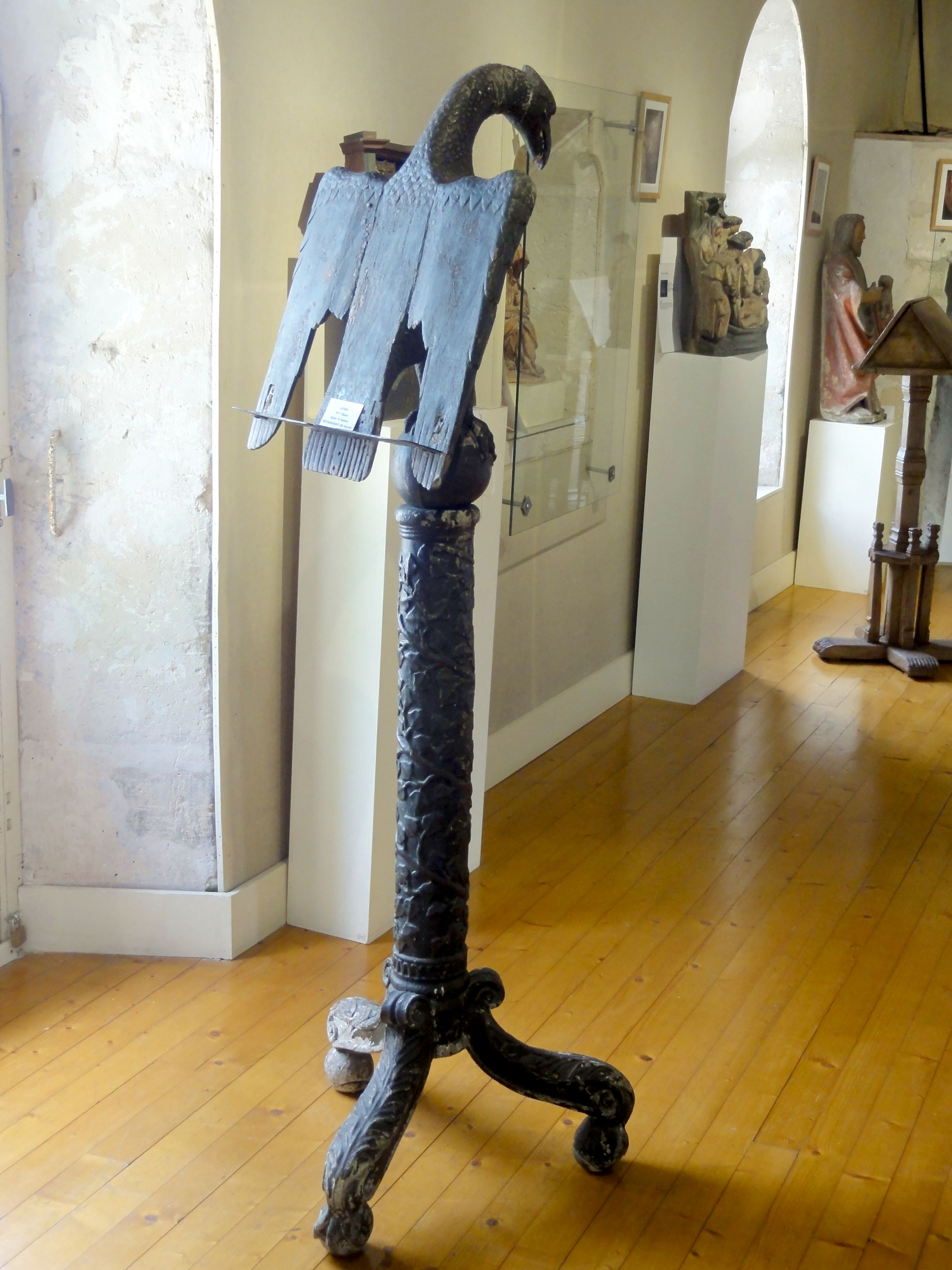
Aigle-lutrin.
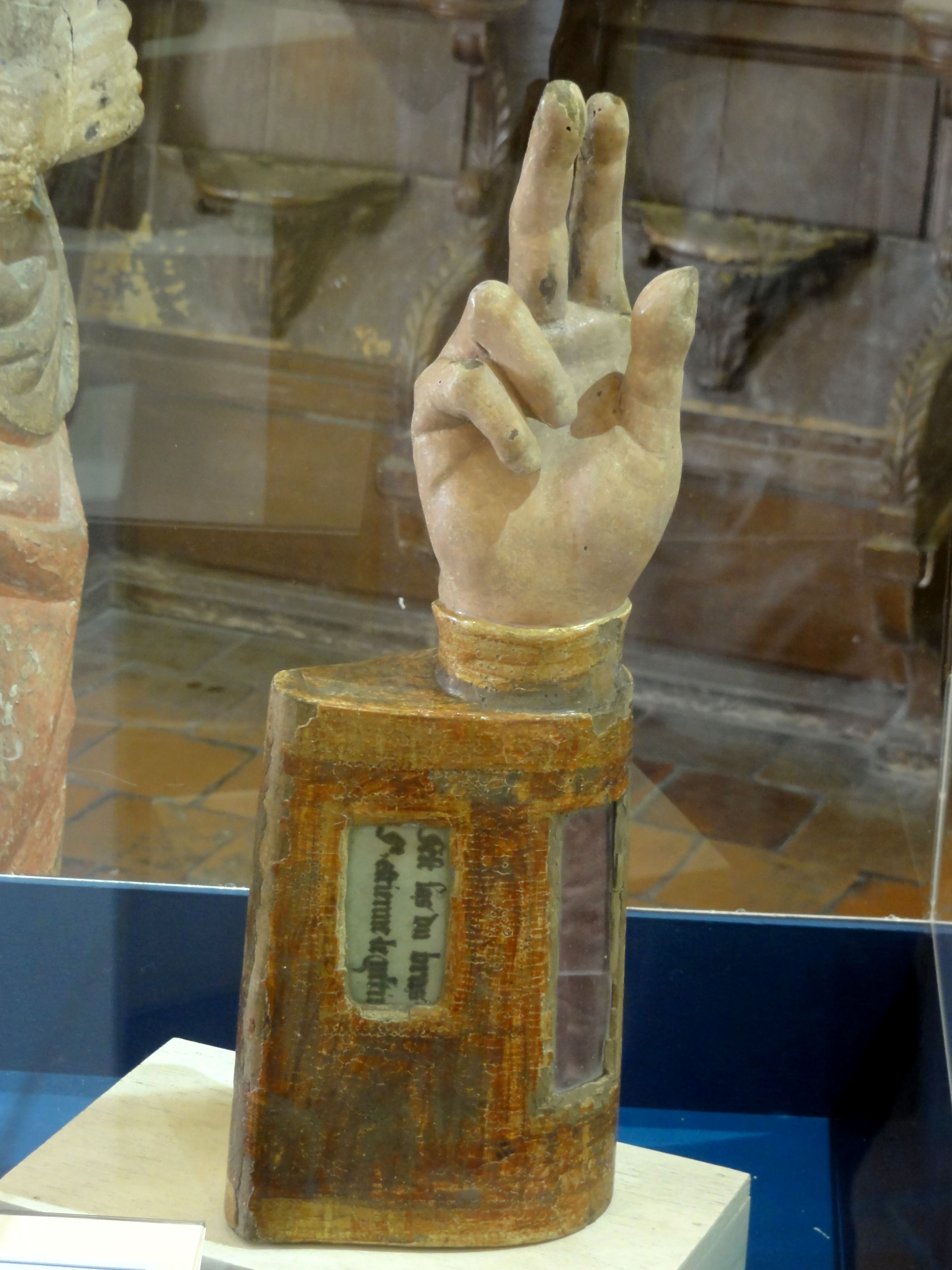
Bras-reliquaire.
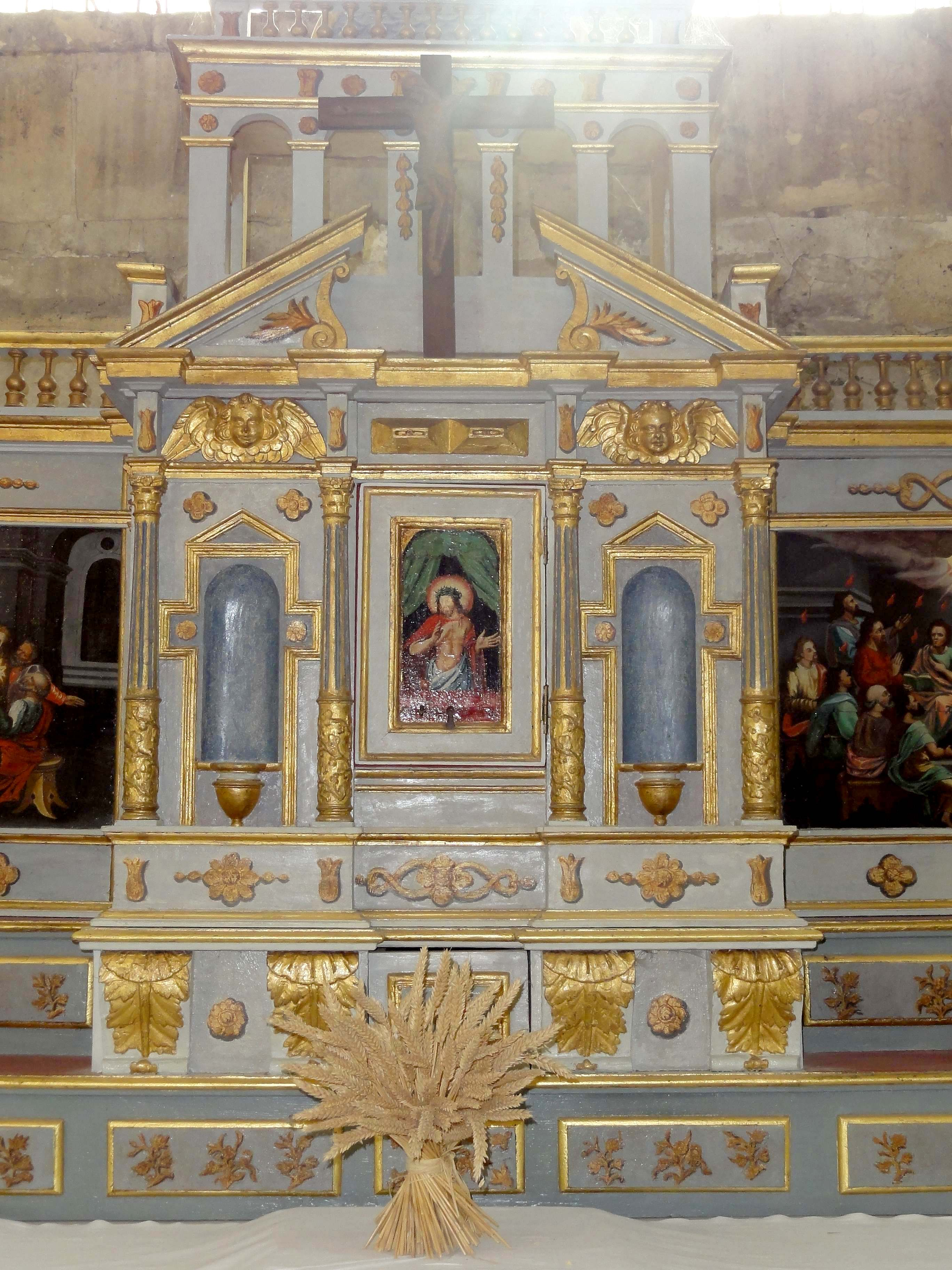
Tabernacle.

### Statues

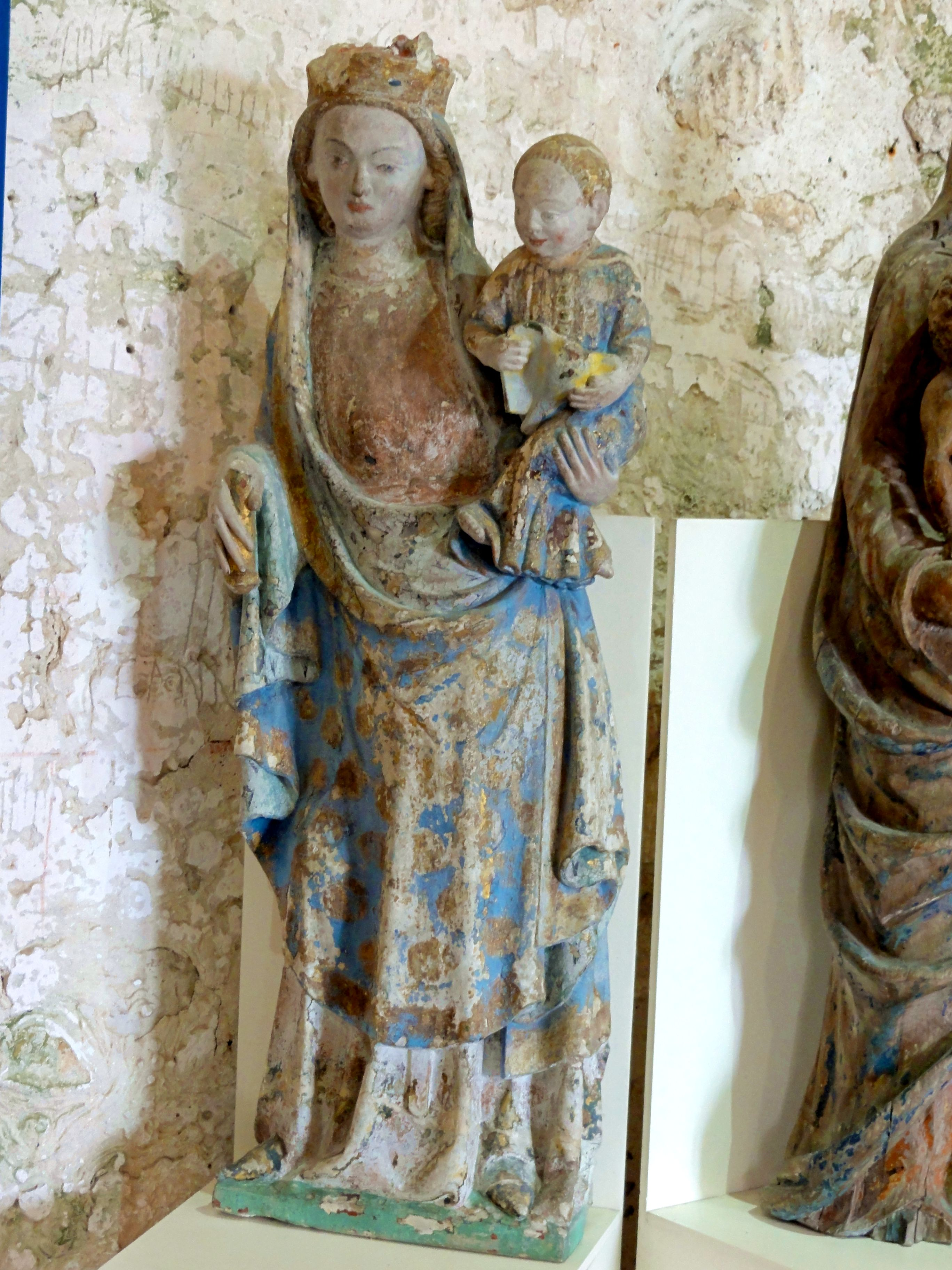
Vierge à l'Enfant.

- La statue de Saint Jean Baptiste, en bois polychrome, mesure 97 cm de hauteur, et date du XVIe siècle. Sa silhouette est un peu trapue, et elle se rattache à l'art populaire du Valois, mais est habilement sculptée, et paraît vivante. Le rendu de la texture de la robe de bure du précurseur est remarquable. L'œuvre est inscrite depuis janvier 1996, et exposée au musée de l'Archerie et du Valois[19].
- La statuette de saint Antoine le Grand (dit aussi saint Antoine ermite, ou saint Antoine d'Égypte), en pierre calcaire polychrome, mesure 49 cm de hauteur, et date du XVIe siècle. Elle a été repeinte, mais la polychromie ancienne refait surface par endroits. D'une physionomie encore plus trapue que la précédente, elle se rattache également à l'art populaire du Valois. La main gauche et plusieurs fragments du manteau manquent, et la tête du cochon montre des épaufrures. L'œuvre est classée depuis novembre 1996, et exposée au musée de l'Archerie et du Valois[20].
- La statue de saint Étienne diacre et martyr, en bois polychrome, mesure 74 cm de hauteur, et date du XVIe siècle. Elle est d'une facture réaliste. La main gauche et les phalanges d'extrémité de la main droite manquent. L'œuvre est inscrite depuis janvier 1996, et exposée au musée de l'Archerie et du Valois[21]. Une mauvaise copie de la statue est visible en l'église Saint-Sulpice. Ici, le martyr tient le livre par ses deux mains, qui montrent les mêmes mutilations que l'œuvre originale. L'on note que l'église possède aussi des reliques du même saint.
- La statue d'un saint non identifié, en bois polychrome, mesure 75 cm de hauteur, et date du XVIe siècle. L'homme est vêtu d'une robe simple, et d'un ample manteau jeté sur les épaules et ramené devant les jambes. Il porte une longue barbe, a la manche droite retroussée, et un long bâton noueux est représenté à sa gauche. Le bras gauche manque, mais la position du bâton derrière le moignon du bras ne permet pas d'envisager que le saint tenait le bâton par sa main gauche. Dans sa main droite, il tient un livre. L'accoutrement d'homme sauvage et le bâton noueux évoquent Christophe de Lycie, qui n'a toutefois pas le livre comme attribut. Manquerait aussi l'enfant installé sur ses épaules, qu'il fait traverser un cours d'eau (se révélant ultérieurement comme étant Jésus). L'œuvre est inscrite depuis septembre 1991, et exposée au musée de l'Archerie et du Valois[22].
- La statue de la Vierge à l'Enfant, en pierre calcaire polychrome, mesure 97 cm de hauteur, et date de la première moitié du XIVe siècle. Elle a été repeinte, mais la polychromie ancienne refait surface par endroits. Sainte Marie est couronnée, et l'Enfant Jésus joue avec une colombe, symbolisant le Saint Esprit. Le revers de la statue est seulement ébauché. La tête de l'Enfant Jésus et celle de sa mère ont été recollées à la base. Le visage de la Vierge donne l'impression d'avoir été refait assez maladroitement. Par ailleurs, la couronne avait été cachée sous une couronne plus grande, et le drapé de la robe a été épaissi lors d'une restauration ancienne, dont les apports ont été effacés dans la mesure du possible. Dans l'état actuel de l'œuvre, quelques morceaux de la couronne manquent, ainsi que le sceptre de la Vierge Marie et la tête de la colombe. L'œuvre est classée depuis janvier 1913, et exposée au musée de l'Archerie et du Valois[23].
- La statue de la Vierge de douleur, en bois polychrome, mesure environ un mètre de hauteur, et date du XVIe siècle. Elle devrait provenir d'une poutre de gloire, où le Christ en croix est accompagné généralement de la Vierge de douleur et de saint Jean. La statue est inscrite depuis janvier 1996, et conservée au musée de l'Archerie et du Valois, où elle n'est pas exposée[24] (sans illustration).
- Le groupe sculpté représentant une Pietà ou Vierge de Pitié, tenant Jésus mort dans ses bras, en bois polychrome, mesure 85 cm de hauteur, et date du XVIe siècle. L'œuvre est inscrite depuis janvier 1996, et exposée au musée de l'Archerie et du Valois[25].
- La statue de saint Sulpice en tenue épiscopale, en bois polychrome, devrait elle aussi dater du XVIe siècle. Elle se rattache à l'art populaire du Valois, et est d'une qualité inférieure aux autres statues de l'église : la posture est figée, le drapé est simplifié, et le corps du saint est aplati. Cette statue est ni inscrite, ni classée. C'est l'une des dernières statues anciennes qui sont toujours conservées en l'église, avec celle d'une religieuse non identifiée placée sur une console au revers de la façade et le Christ en croix de la nef.

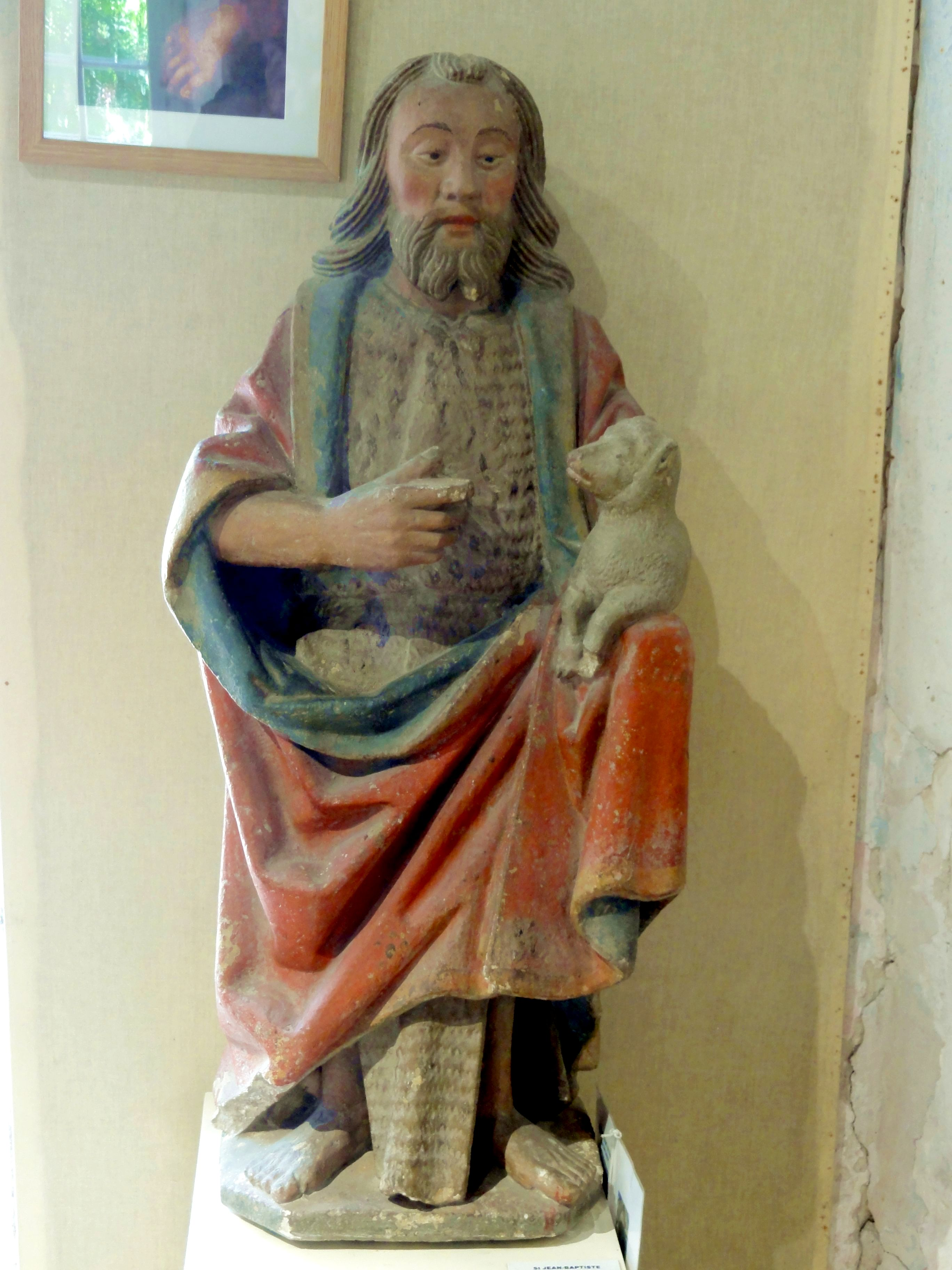
Saint Jean Baptiste.
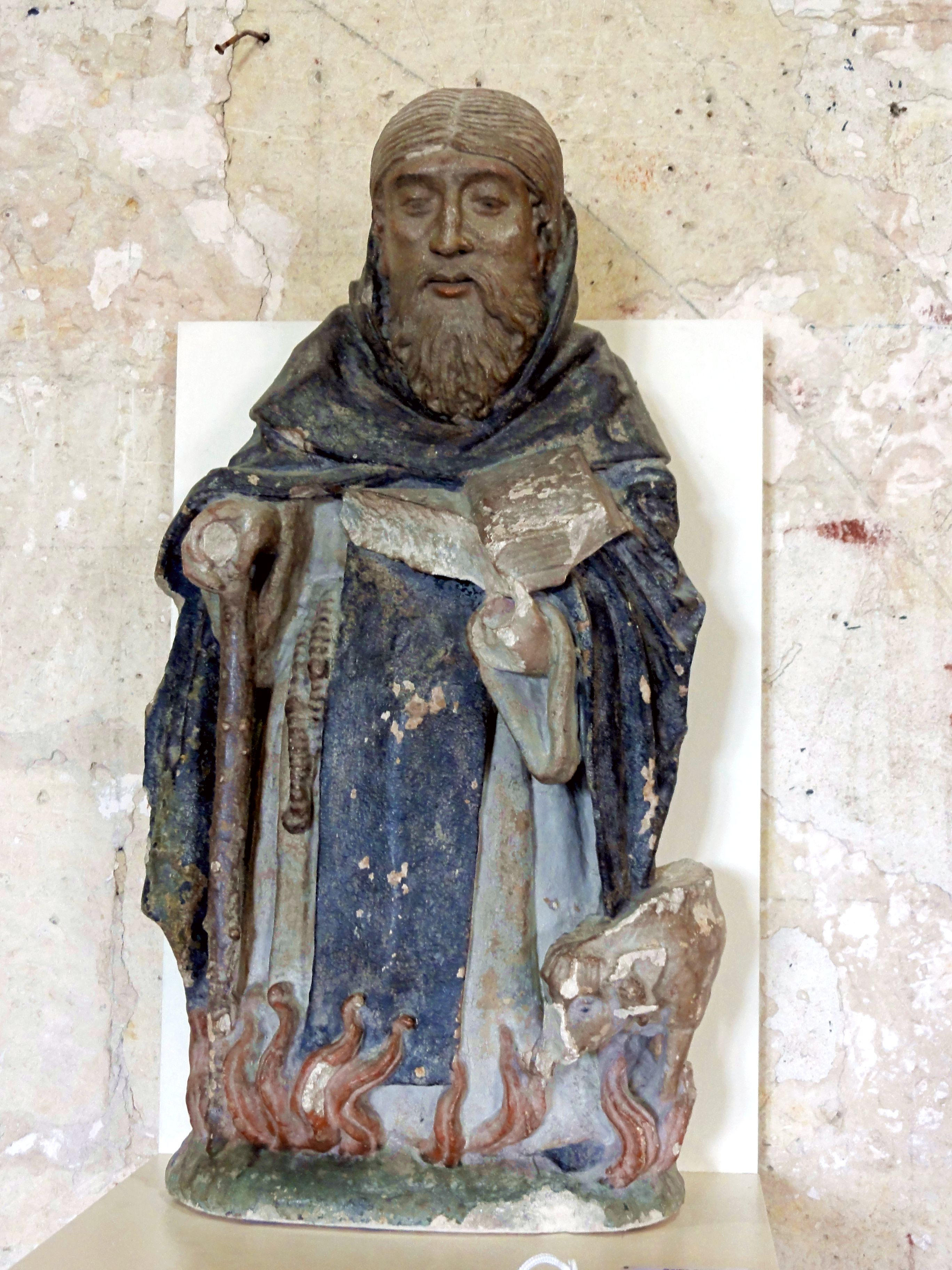
Saint Antoine le Grand.
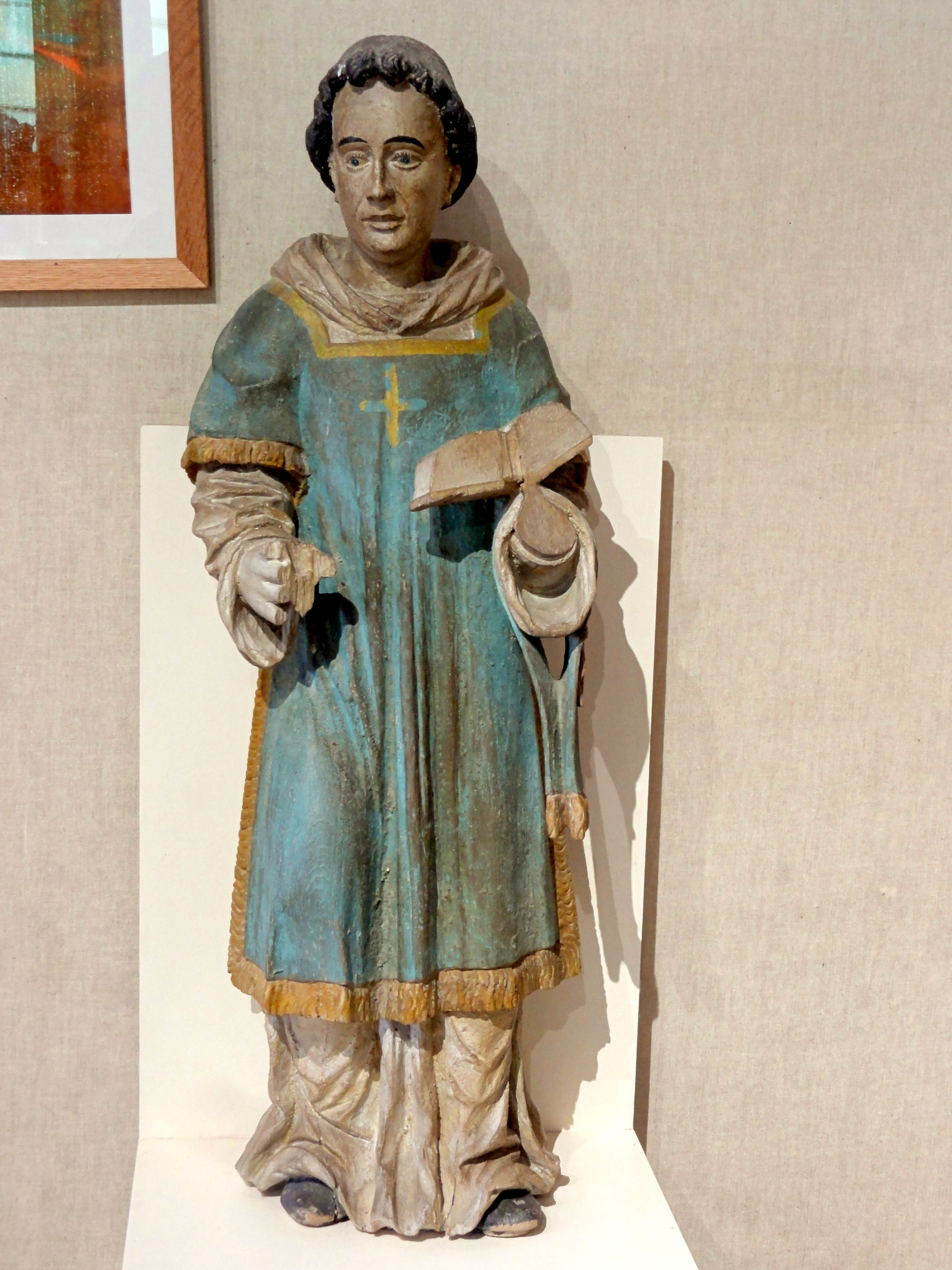
Saint Étienne.
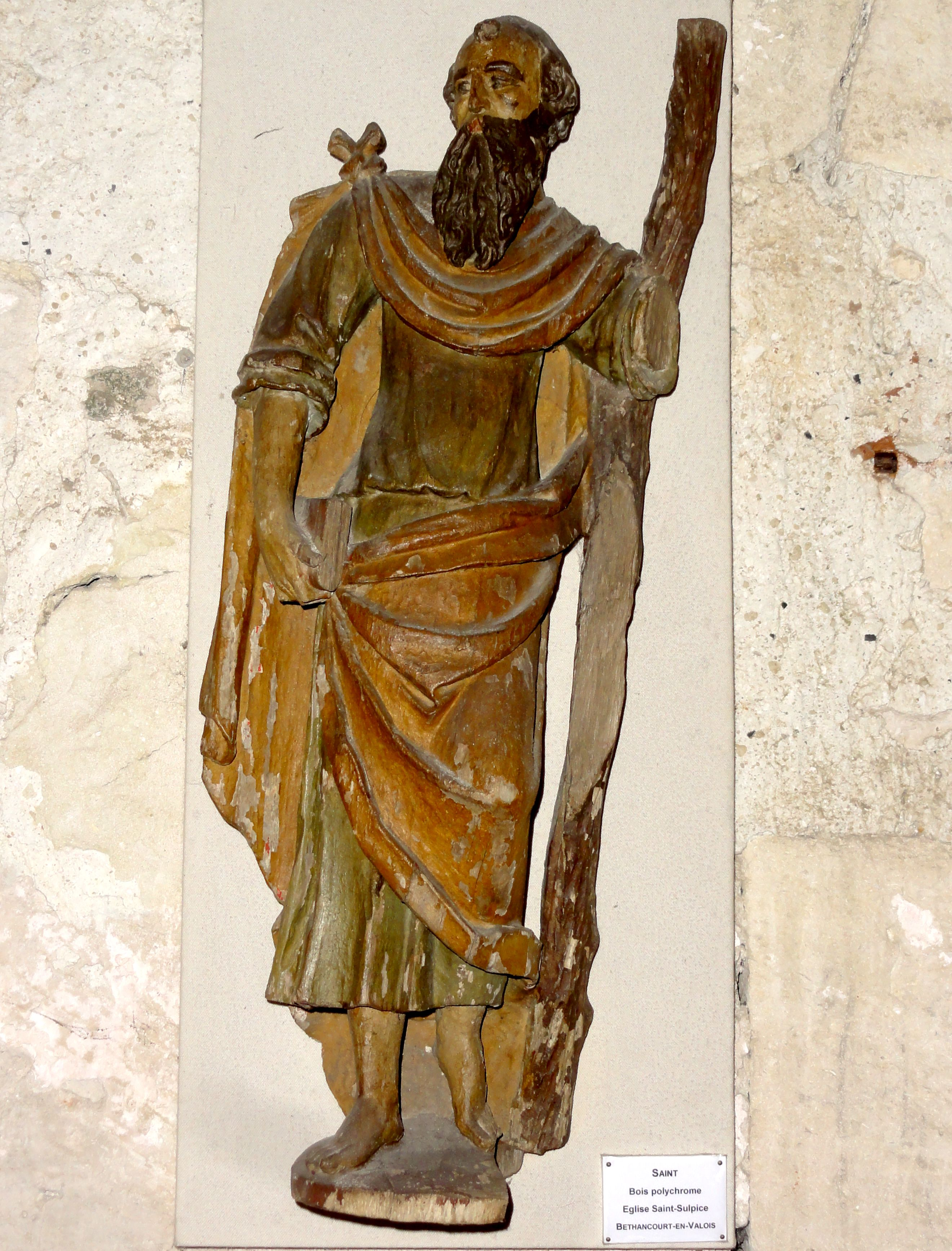
Saint non identifié.
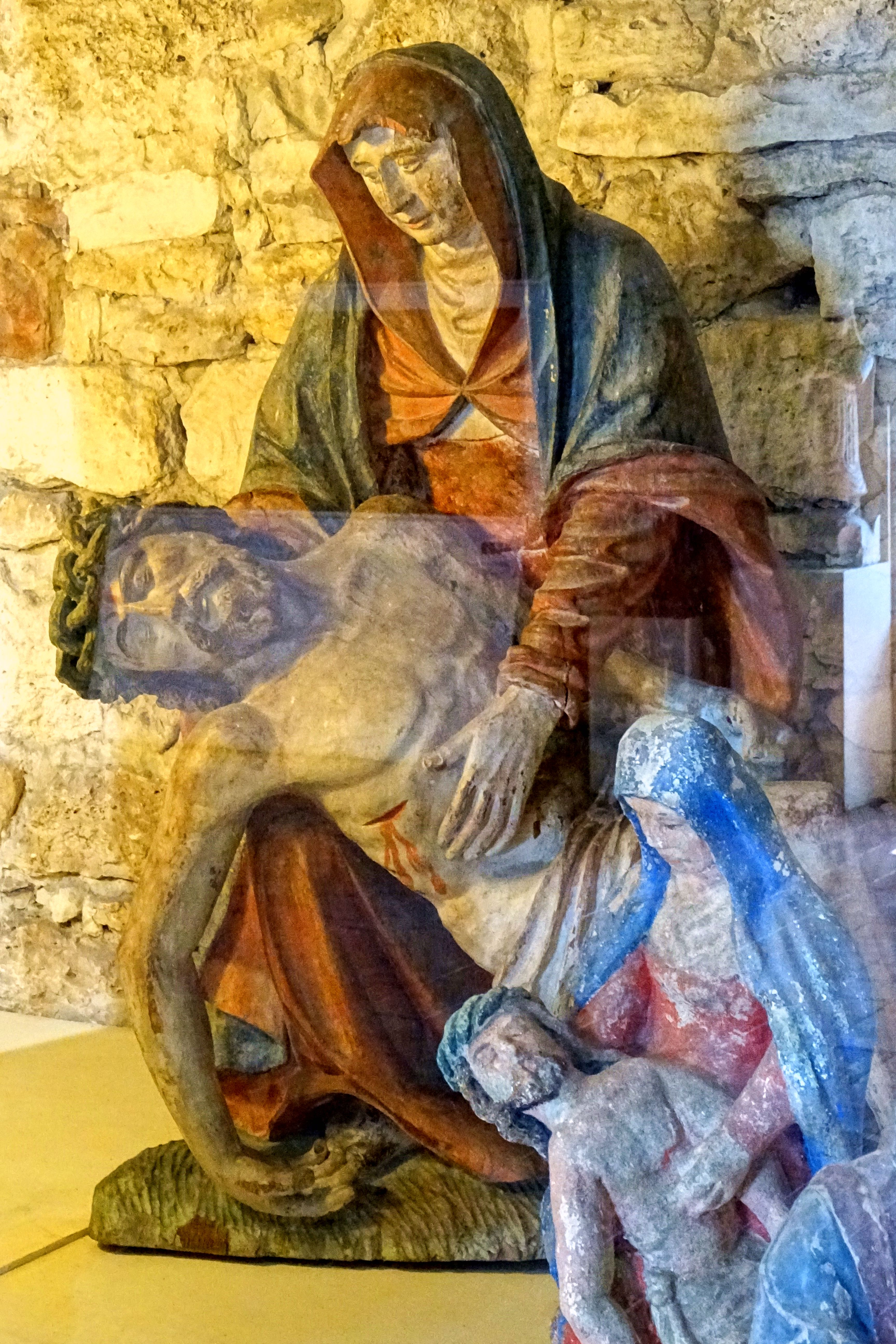
Vierge de Pitié.
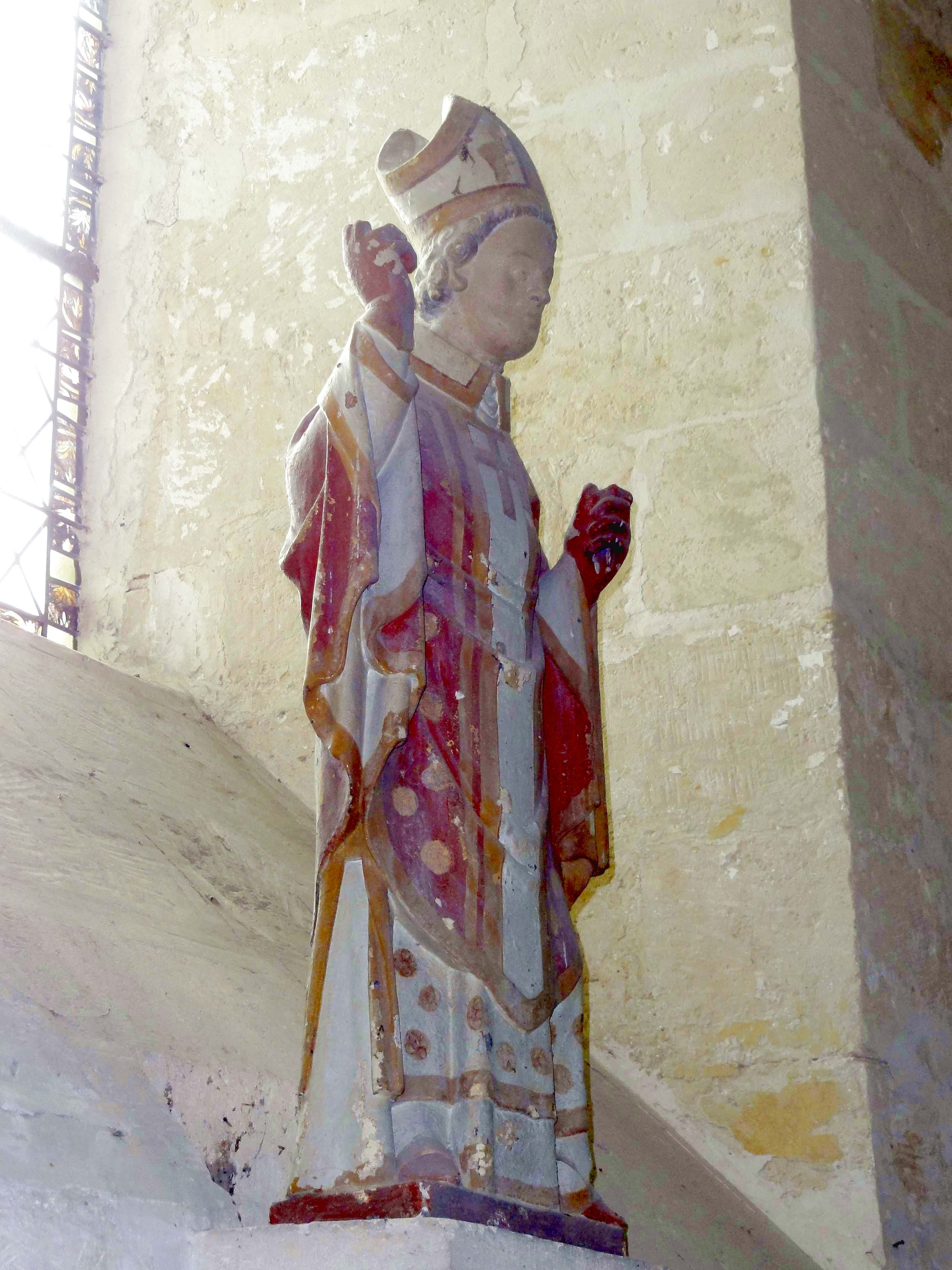
Saint Sulpice.

### Peinture

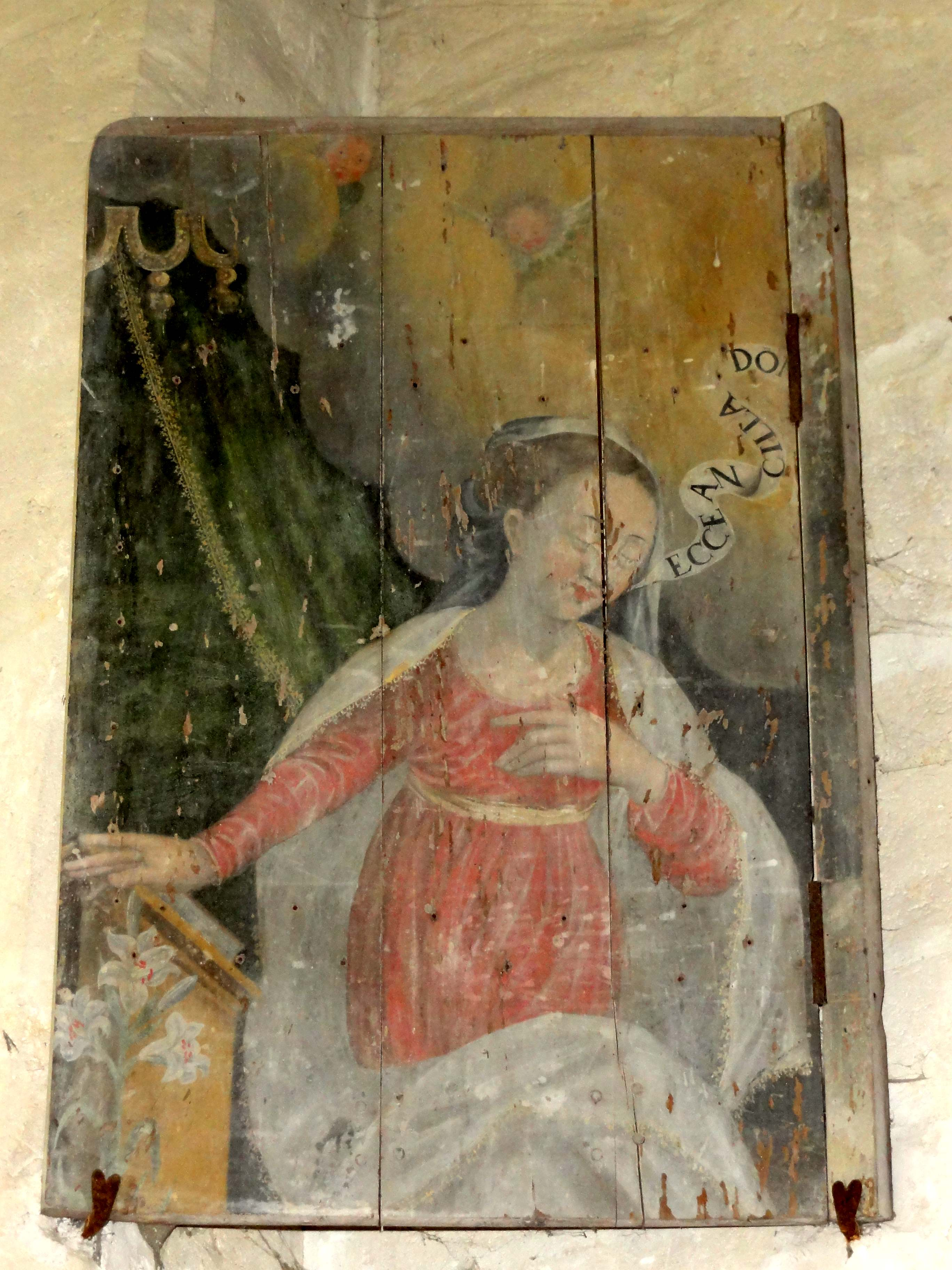
Vierge de l'Annonciation.

- La frise de la Passion du Christ est un fragment sous la forme d'une poutre de bois mesurant 241 cm de longueur, 43,5 cm de hauteur et 8 cm d'épaisseur. Le registre supérieur de la poutre (environ 40 % de sa hauteur) est couvert d'une frise sculptée et gravée, qui date probablement du XIIe siècle. Elle est rythmée par trois rosaces, dont deux rayonnantes, et une tournante, et s'organise sur deux rangs. Sur le rang supérieur, des feuilles de vigne, toutes identiques, sont surmontées d'une ligne brisée, dont les intervalles supérieurs sont décorés de deux triangles superposés. Sur le rang inférieur, c'est une tige de vigne qui ondule autour des grappes de raisin et des feuilles fortement stylisées. Elle est interceptée par quelques rouelles (comme sur certains chapiteaux romans et les stèles mérovingienne), et à droite, les pampres cèdent la place à des fleurs. Quant au registre inférieur de la poutre, il a été peint aux XIIIe et XIVe siècles. Les cinq scènes sont séparées par des colonnettes à chapiteaux. Ce sont, de gauche à droite, la Flagellation du Christ ; le Couronnement d'épines ; la Crucifixion ; la Mise au tombeau ; et l'Apparition à Madeleine ou le Christ aux Enfers (le dossier de protection se contredit sur ce point). La couche picturale s'écaille, et l'œuvre est menacée. Elle était accrochée au-dessus de la porte de la sacristie, mais a été déposée. Son classement remonte à décembre 1912[26] (sans illustration).
- Le volet de polyptyque représentant la Vierge de l'Annonciation, en bois peint, mesure environ 75 cm de hauteur et 45 cm de largeur, et date de la première moitié du XVIIe siècle. La partie inférieure manque apparemment. La Vierge semble donc représentée en gros plan. Pleine de grâce juvénile, les cheveux ouverts, elle a les yeux fermés, et incline légèrement la tête, la main gauche portée sur le cœur, et la main droite tendu vers le prie-Dieu qui entre habituellement dans la composition des Annonciations. Devant ce meuble, des fleurs de lys symbolisent sa pureté (et par extension, sa virginité). Marie est vêtue d'une robe rouge, et un voile transparent est jeté sur ses épaules, dont le tissu s'amasse au sol, devant elle. Un phylactère sort de la bouche, portant l'inscription en latin « Ecce ancilla do[mini] » (voici la servante du Seigneur). L'arrière-plan est formé par un baldaquin, en haut à gauche, et des nuées dont ressortent deux têtes d'angelots, en haut à droite. Ce panneau est inscrit depuis septembre 1991[27].
- Les trois panneaux peints représentant saint Sébastien avant son martyre, attaché nu à un arbre (plutôt que le Christ aux outrages) ; un saint évêque (peut-être saint Sulpice) ; et saint Pierre, tenant une clé surdimensionnée et accompagné d'un coq (plutôt qu'un saint personnage non identifié) ; mesurent 140 cm de hauteur et 120 cm de largeur avec le cadre, et datent de 1645. Cette date se lit sur le cartouche en bas du cadre du tableau de saint Sébastien. Au même endroit, les deux autres cadres affichent les initiales S.S. et S.E. Seul le tableau de saint Sébastien, accroché près des fonts baptismaux, est bien conservé. Les deux autres flanquent le chevet, et sont à moitié effacés. Les cadres ne sont pas sculptés, mais seulement peints, avec des rinceaux végétaux de goût baroque, qui sont identiques sur les trois panneaux. Sauf sur le tableau de saint Sébastien, s'y ajoute un rang de volutes, et les bordures sont découpées le long des motifs. L'ensemble des trois panneaux est inscrit depuis septembre 1991[28].
- Également au domaine de la peinture appartiennent les deux panneaux peints des ailes latérales du tabernacle du maître-autel, représentant la Cène et la Pentecôté (voir ci-dessus).

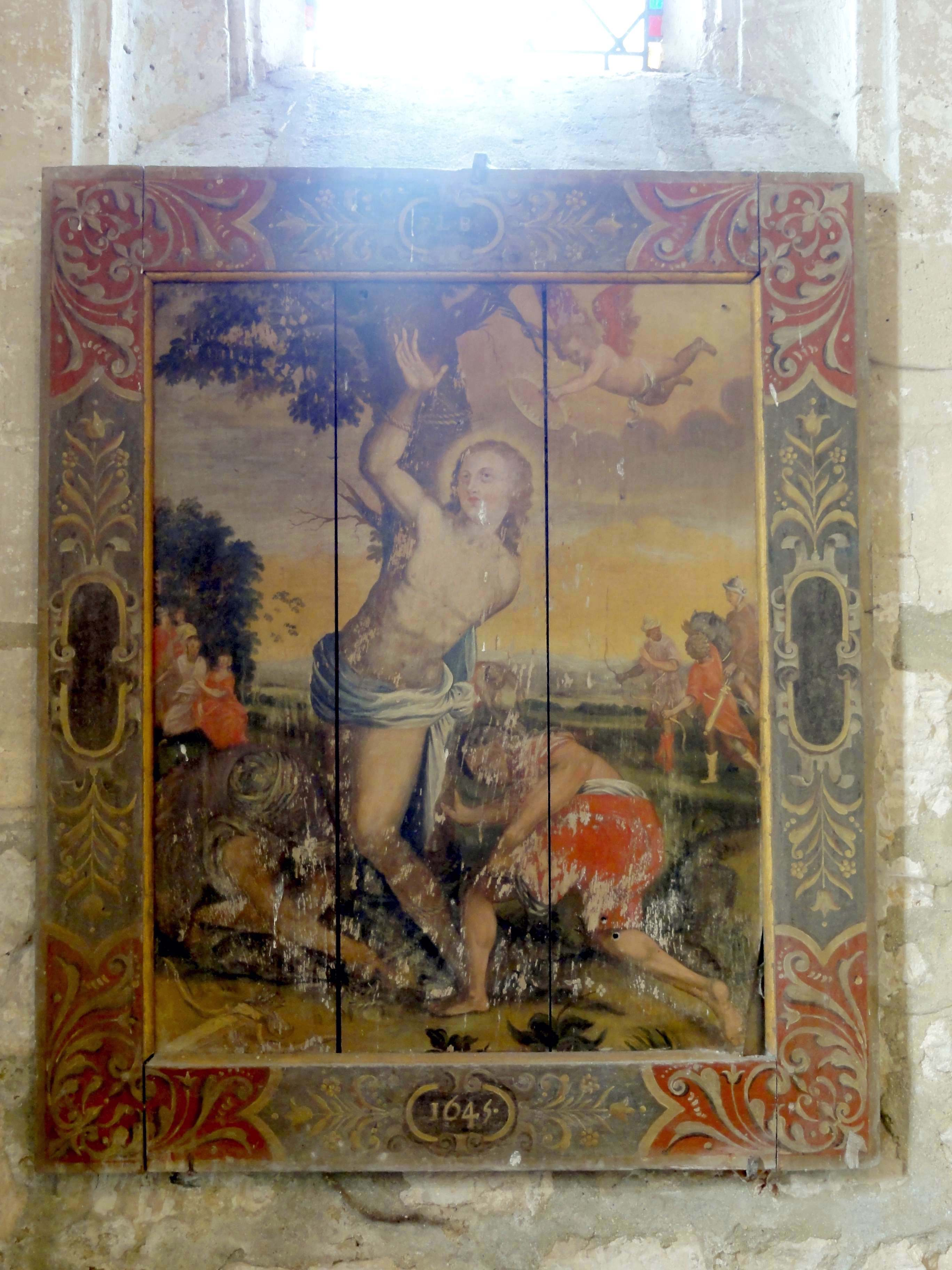
Martyre de saint Sébastien.
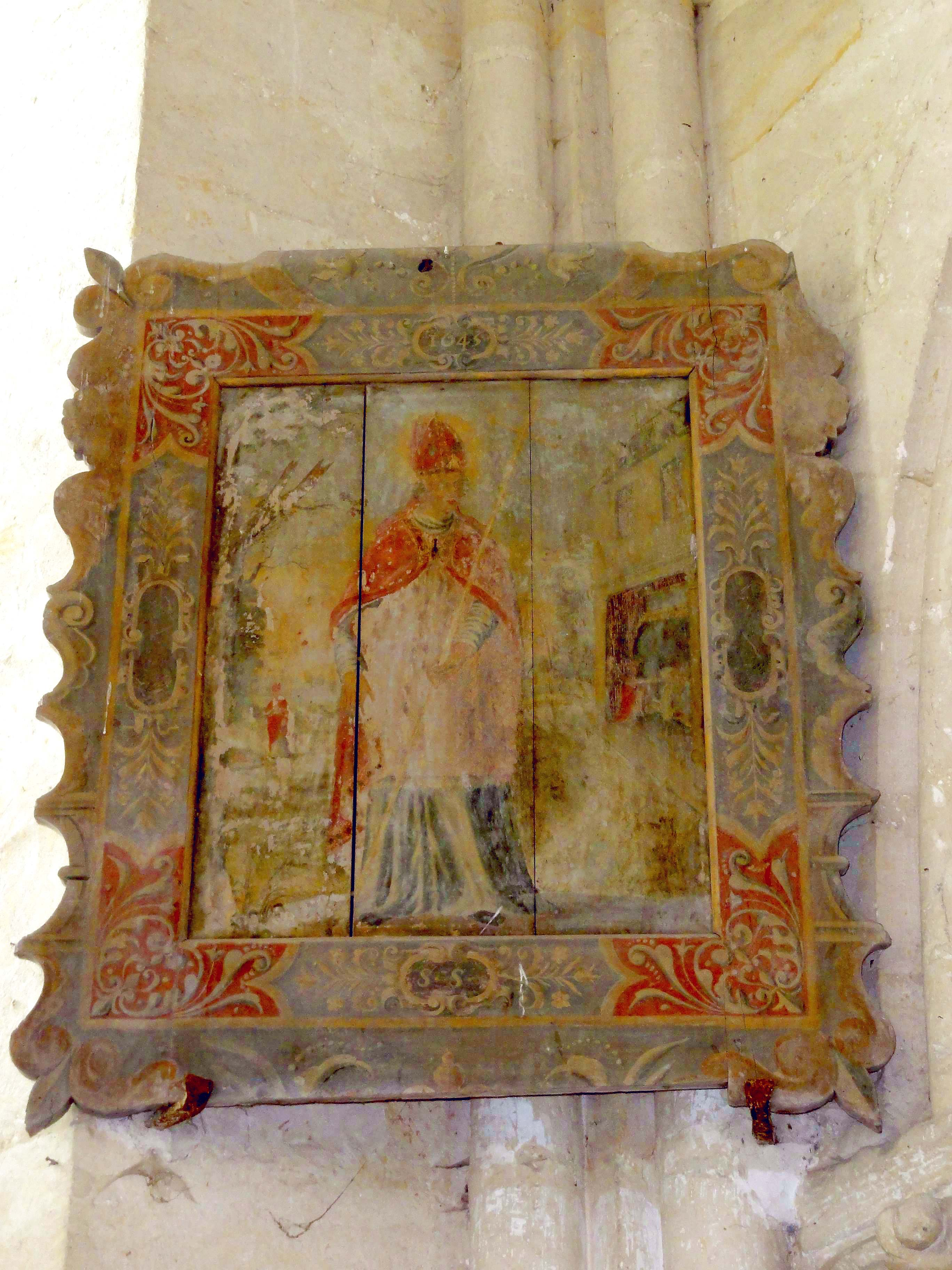
Saint évêque (St Sulpice).
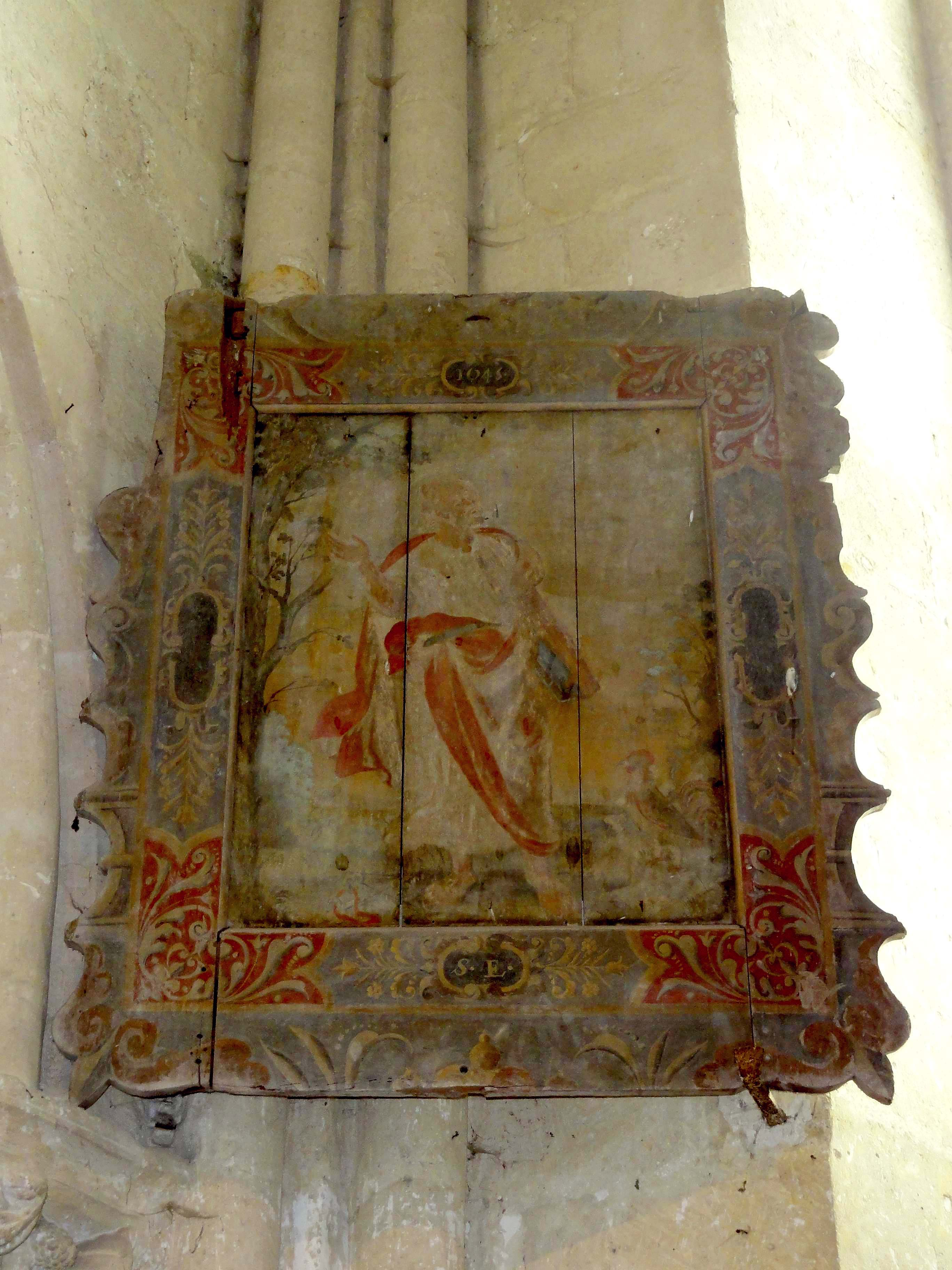
Saint Pierre.

### Vitraux

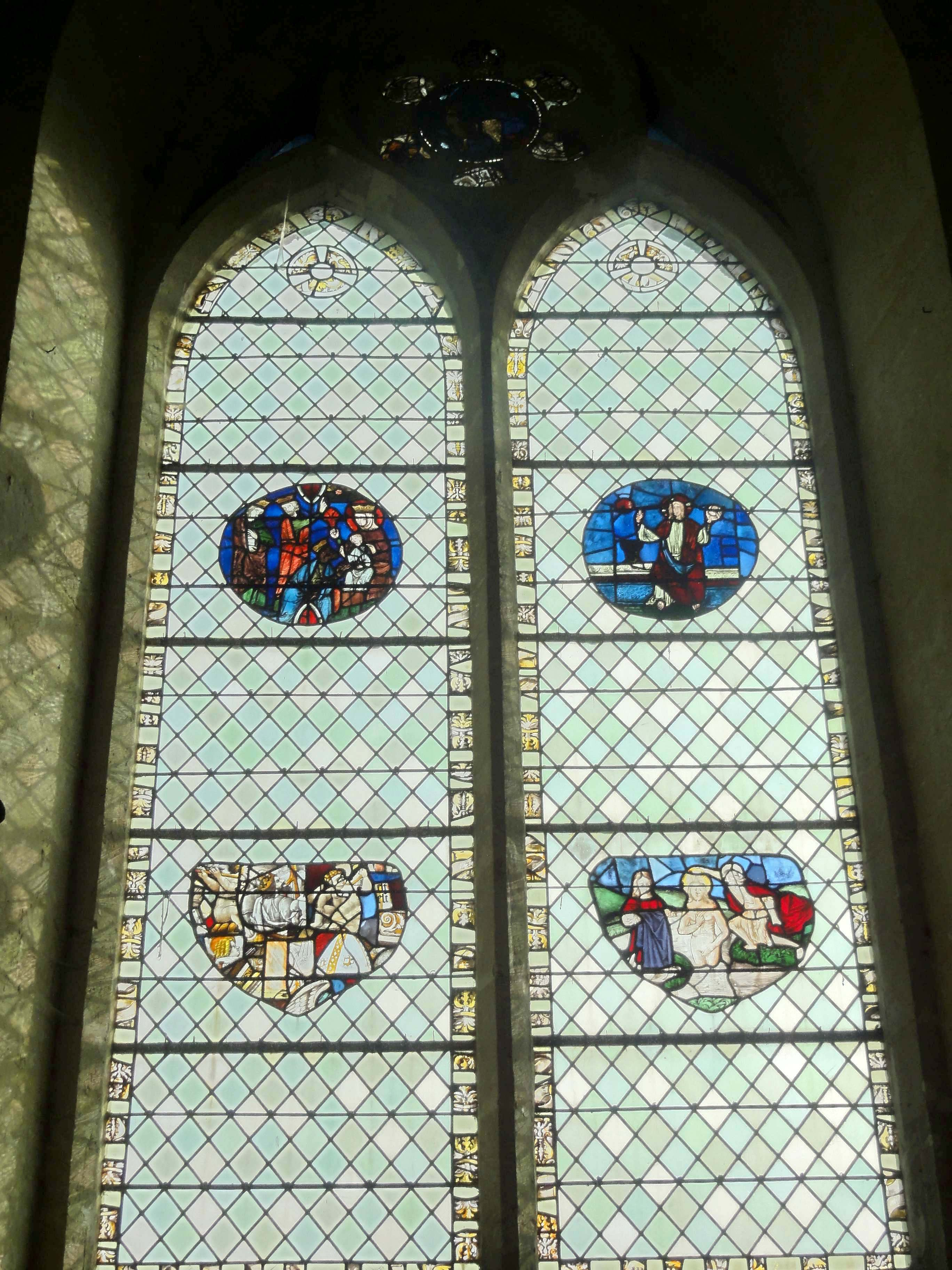
Verrière d'axe du chevet.

La verrière d'axe du chevet (baie no 0) regroupe trois médaillons subsistant de ses vitraux d'origine, du XIIIe siècle, et un fragment cohérent ainsi qu'un groupe de fragments hétéroclites du XVIe siècle. Les bordures des deux lancettes comportent des fragments de feuillages et candélabres du XVIe siècle. L'ensemble de vitraux de la verrière est classé depuis janvier 1913.
- L'hexalobe au tympan mesure 60 cm de diamètre. Le médaillon en son centre date du XIIIe siècle. Il représente l'agneau mystique et un étendard, le tout entouré d'un quadrilobe. Les six lobes autour sont apparemment remplis de fragments divers plus tardifs.
- Les deux autres médaillons du XIIIe siècle se situent en haut des lancettes, et mesurent environ 50 cm de largeur et 40 cm de hauteur. Ils représentent un Christ bénissant et l'Adoration des Mages.
- La scène représenté par le fragment du XVIe siècle visible en bas de la lancette de droite est le baptême du Christ par saint Jean-Baptiste dans le Jourdain, qui reste ici sur la terre ferme, à droite. À gauche, l'on aperçoit un troisième personnage, une femme.
- C'est en bas de la lancette de gauche que des fragments d'anges musiciens et des bordures du XVIe siècle, peintes en grisaille et jaune d'argent, ont été regroupés. Au centre, l'on voit le roi David jouant à la harpe. Il y a aussi la tête aux cheveux blonds bouclés d'un jeune homme grassouillet ; une main ; une aile ; un bouclier ou écusson ; et quelques lettres d'une inscription.

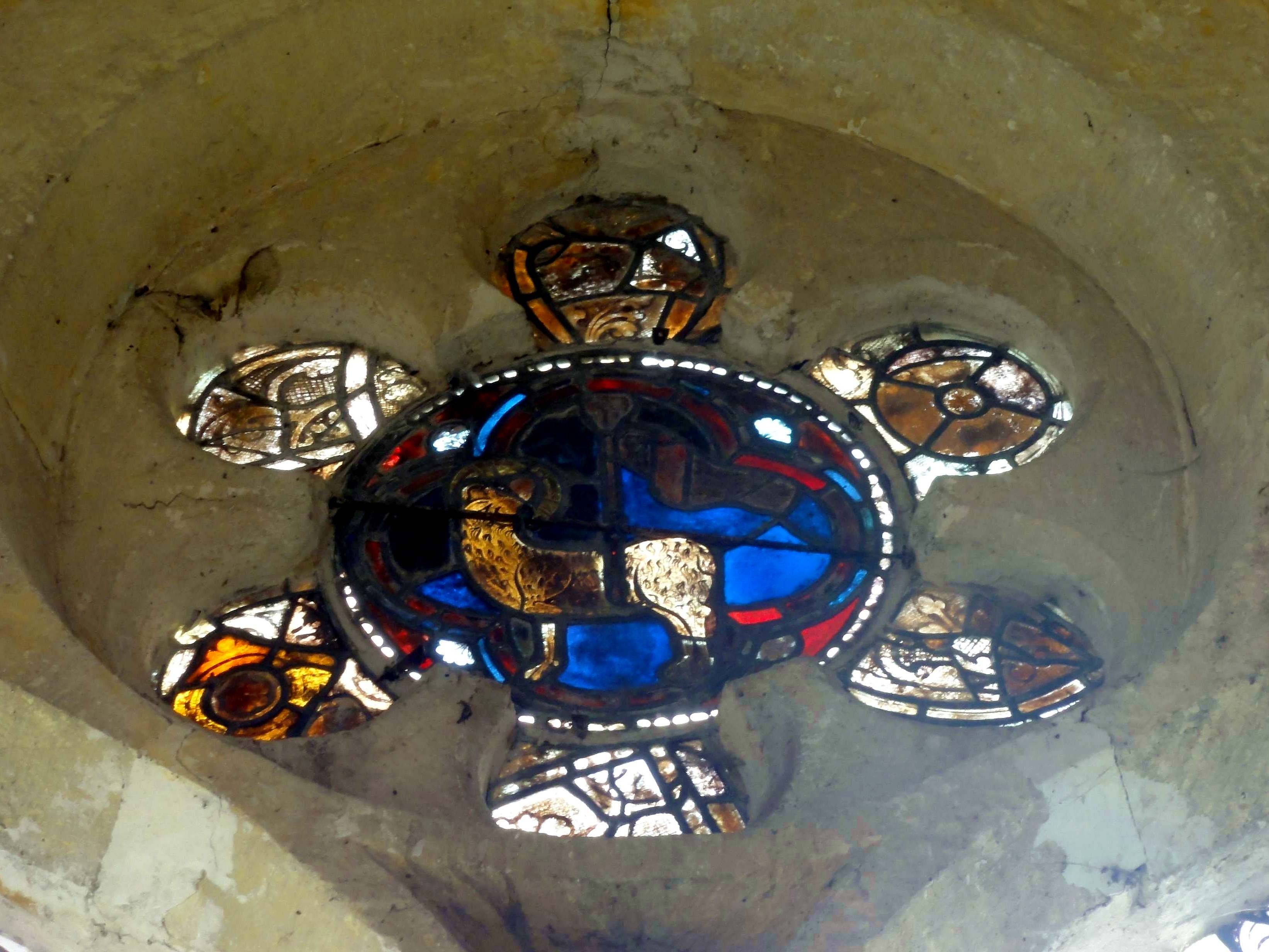
Agneau mystique.
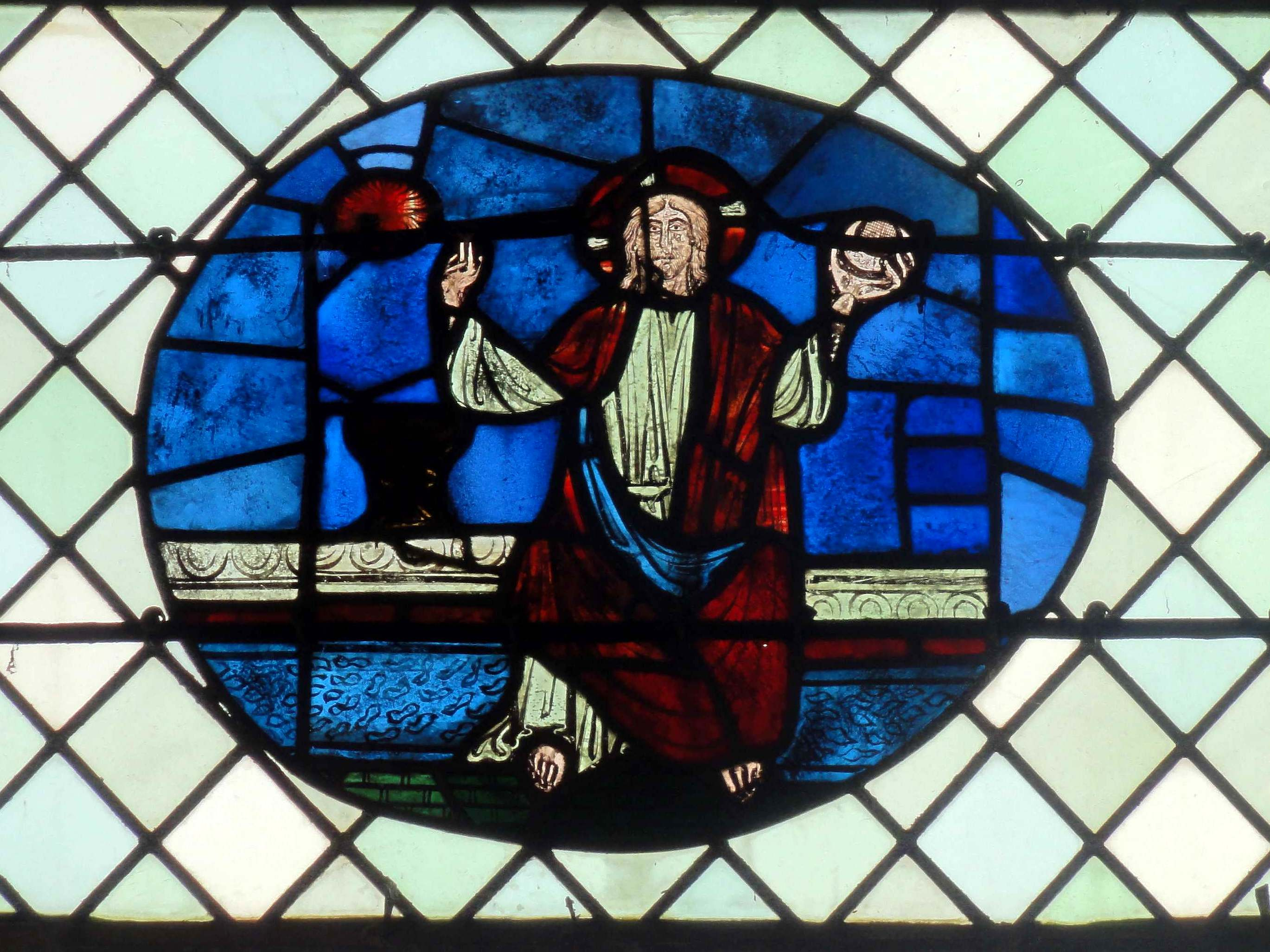
Christ bénissant.
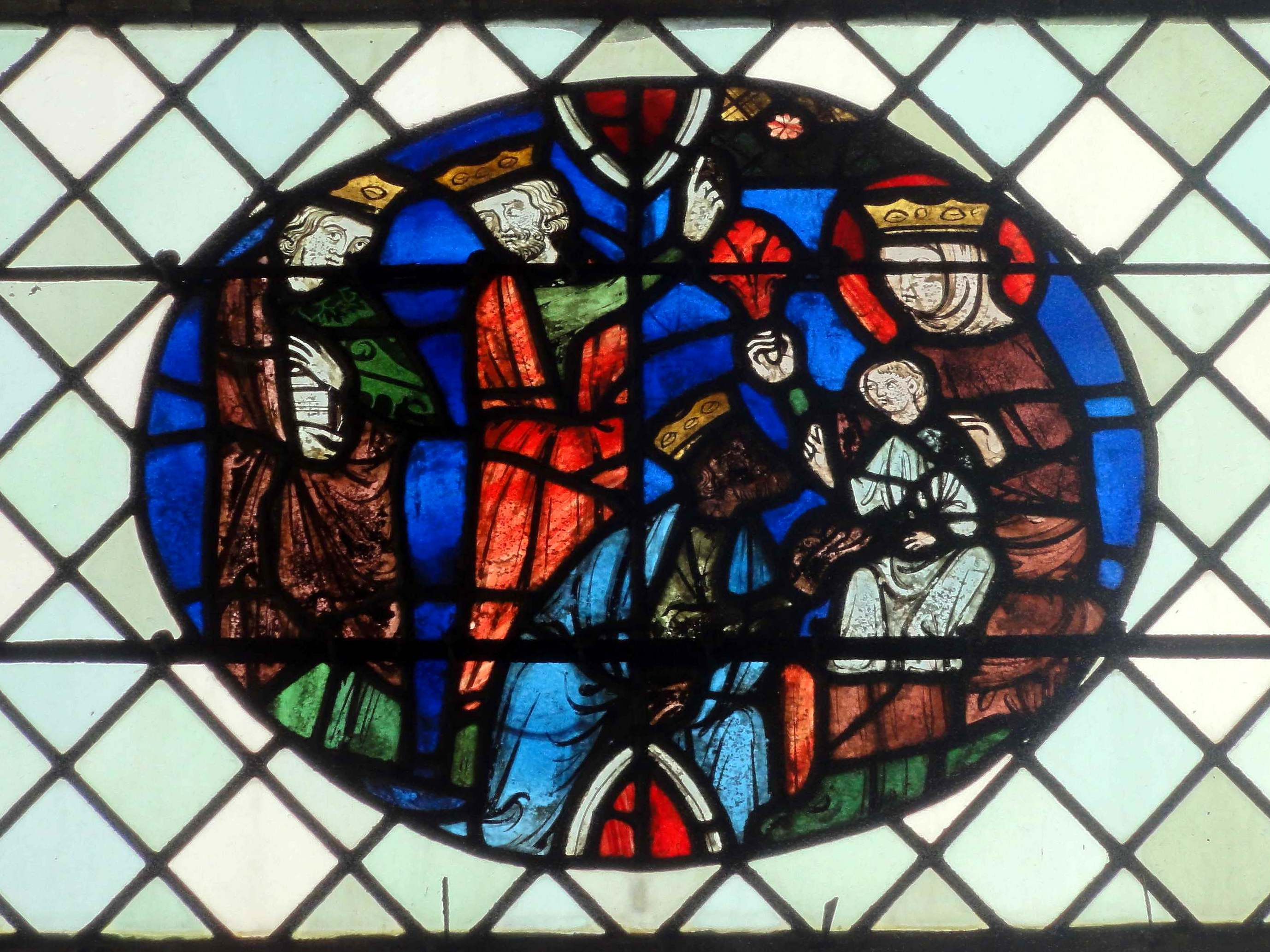
Adoration des mages.
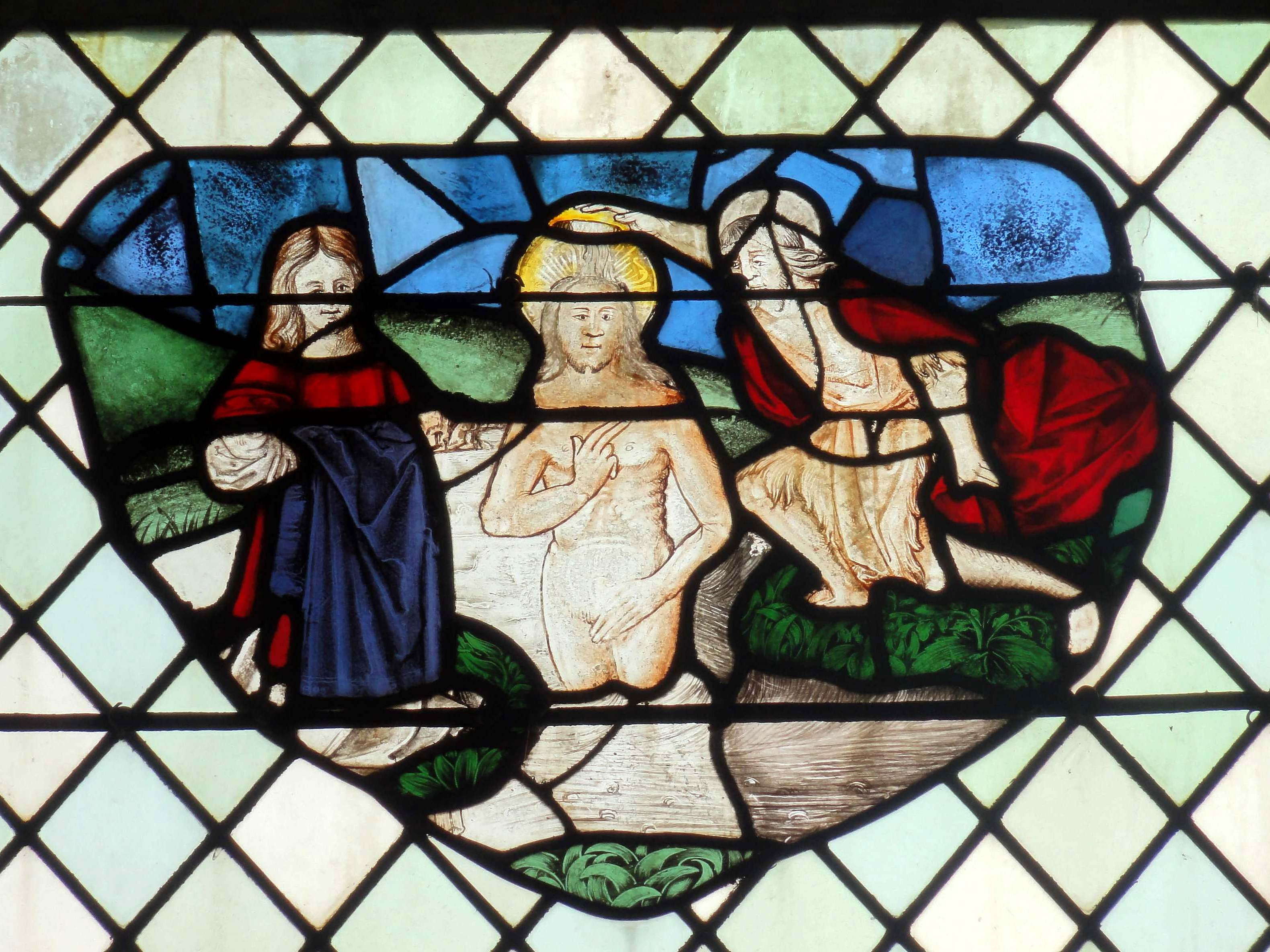
Baptême du Christ.
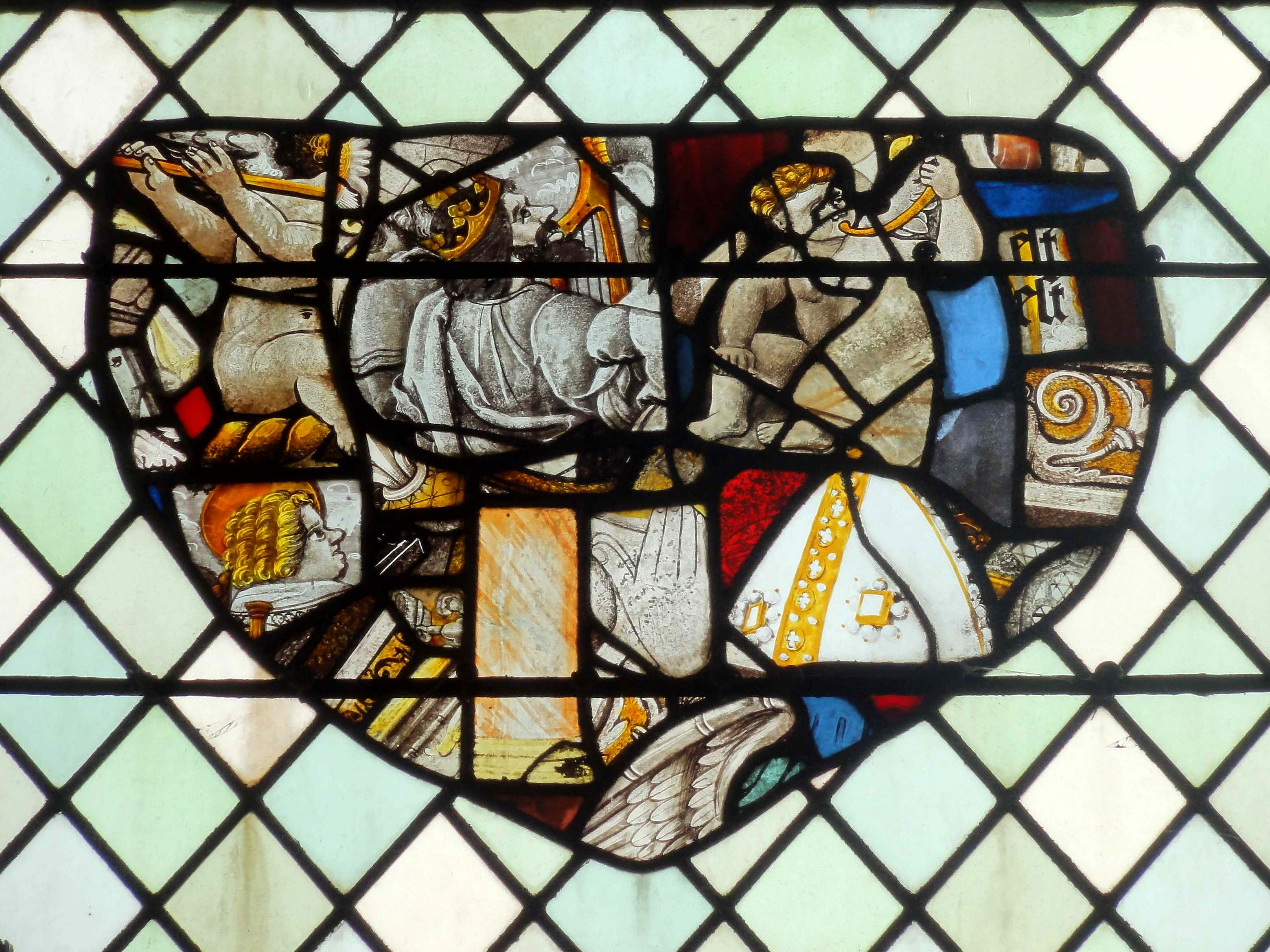
Divers fragments.

### Plaques funéraires

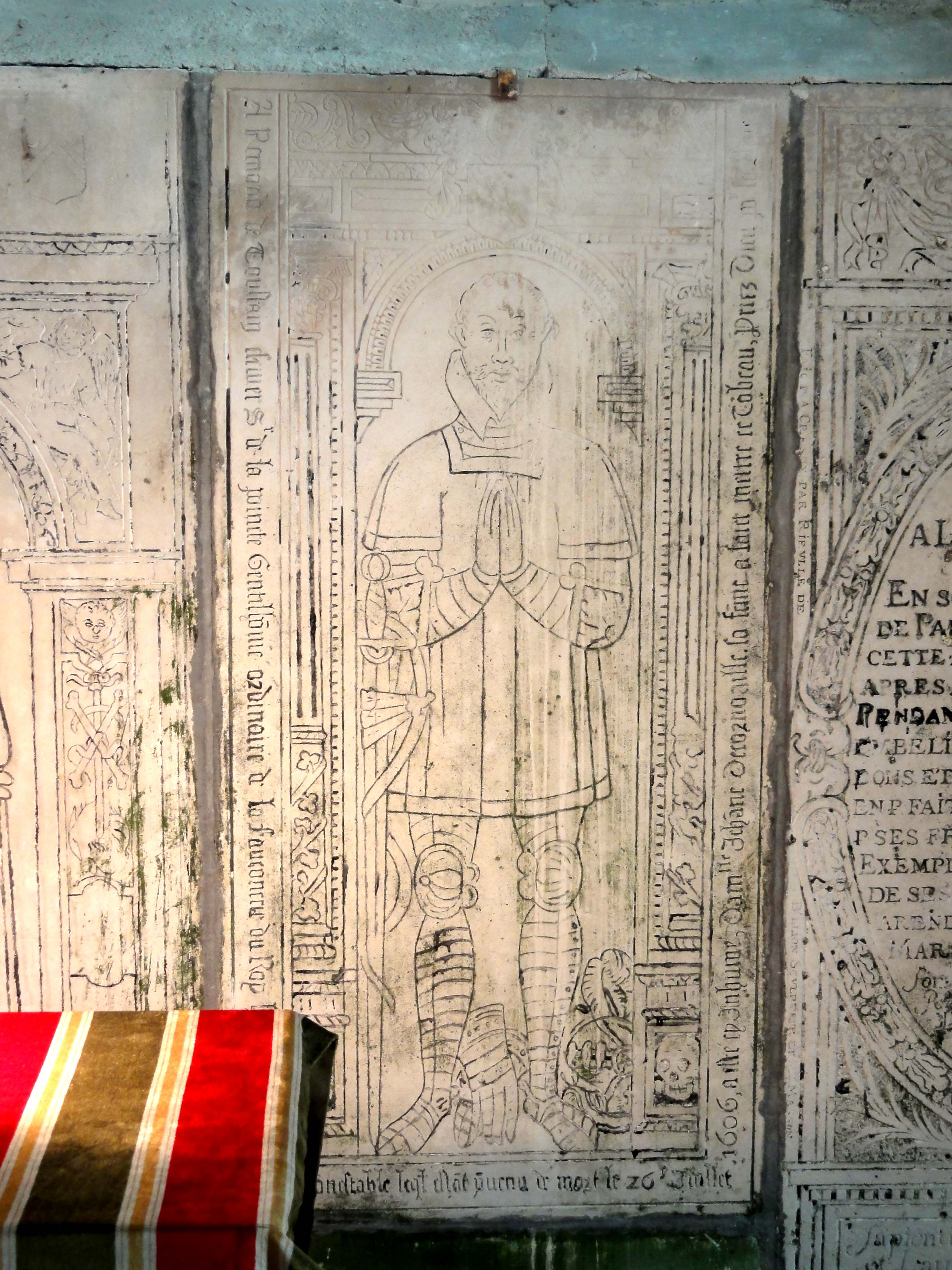
Dalle funéraire gravée de Raymond de Toustain.

- La dalle funéraire à effigie gravée de Jehanne de Cornouailles, morte en 1611, mesure 204 cm de hauteur et 99 cm de largeur. Elle est redressée contre le mur du collatéral nord du chœur, à gauche de la suivante. La défunte est représentée sous un arc triomphal, en pied et de face, les mains rejointes pour la prière, vêtue d'une coiffe, d'un col large et d'une ample jupe plissée. L'épitaphe est regroupé en bas de la dalle, et partiellement effacée : « à la mémoire de […] et […] dem[oise]lle Jehanne de Cornovailles vevve en premières noces de défvnt Jehan Martin vivant escvyer s[ei]g[neu]r de […] l'an 1611 ». L'épitaphe de la dalle funéraire mentionnée ci-dessous montre que Jehanne de Cornouailles avait épousé Raymond de Toustain en secondes noces, et érigé son monument funéraire. Le classement de la dalle en pierre calcaire remonte à 1913[30].
- La dalle funéraire à effigie gravée de Raymond de Toustain, mort le 26 juillet 1606, mesure 172 cm de hauteur et 84 cm de largeur. Elle est redressée contre le mur du collatéral nord du chœur, à droite de la précédente. Le défunt est représenté sous un arc triomphal armorié muni de chapiteaux corinthiens, en pied et de face, avec une barbe taillée en pointe, les mains rejointes pour la prière, vêtu d'une armure, dont un gant et le heaume sont placés à ses pieds. Les armes de Raymond de Toustain se blasonnent ainsi :  de… à la branche posée en bande. L'épitaphe porté sur le pourtour de la dalle est le suivant : « Remond de Toustain escvier s[eigneu]r de la pointe gentilhom[m]e ordinaire de la favconnerie du Roy hom[m]e d'armes de mo[n]seig[neu]r / le connétable leq[ue]l esta[…] de mort le 26 jvillet / 1606 a été inhvmé dam[oise]elle de Cornouaille sa fe[m]me a fait constre ce tombeau priez dieu po[u]r so[n] âme ». Le classement de cette autre dalle en pierre calcaire remonte également à 1913[31].
- La dalle funéraire de Pierre Hervy, mort le 10 mars 1673, n'est pas classée ou inscrite aux monuments historiques, quoique bien conservée, et plus grande que les deux précédentes. Son épitaphe est gravé dans un médaillon allongé, qui occupe la plus grande partie de la dalle. Ses termes sont les suivants : « A LA PLVS GRANDE GLOIRE DE DIEV ET A LA MEMOIRE DE DEFVNCT MRE EN SON VIVANT ME ESARTS EN LVDITE DE PARIS PBRE PREDICATEUR ET CVRE DE CETTE PAROISSE NATIF DE NOYON LEQVEL APRES AVOIR APPLIQVE TOUS SES SOINS PENDANT 35 ANNEES POUR REPARER ET EMBELIR CETTE EGLISE A LAQLE IL A FAICT PLVS[IEURS] DONS ET FONDATIONS. MAINTENIR SES OVAILL[ES] EN P[AIX] FAITE CONCORDP ET CHARITE AVOIR COMEATV P[…] SES FREQUENTES PREDICATIONS ET REPRIME […] EXEMPLES TOVS LES VICES ENFINER[…] DE SES PAROISENS ET DE TOVS SES CONFR[ERE]S ARENDV SON AME A DIEV LE 19E IO[UR] DE MARS 1673 AAGE DE 69 ANS / Son Corps Repose Ici en attendant la Résurrection de la Chaire […] L'Espérance d'une gloir[…] Priez Dieu […] ». Le pourtour est gravé de motifs décoratifs à la manière d'un cadre. En haut, un médaillon portant l'inscription en latin Ecce nunc in pulvere dormiam figure au milieu d'un autre registre, sans lien avec le cadre autour de l'épitaphe, et de même, il y a un registre inférieur tout en bas, qui comporte un complément d'épitaphe en latin, partiellement effacé.

L'église possède deux autres dalles funéraires à effigies gravées, qui appartiennent à des femmes. Elles sont pour moitié effacées. L'on relève en outre quatre plaques de fondation, qui sont toutes bien conservées. L'une parmi elles est en marbre noir, et appartient à Pierre Hervy, dont la dalle funéraire est signalée ci-dessus.

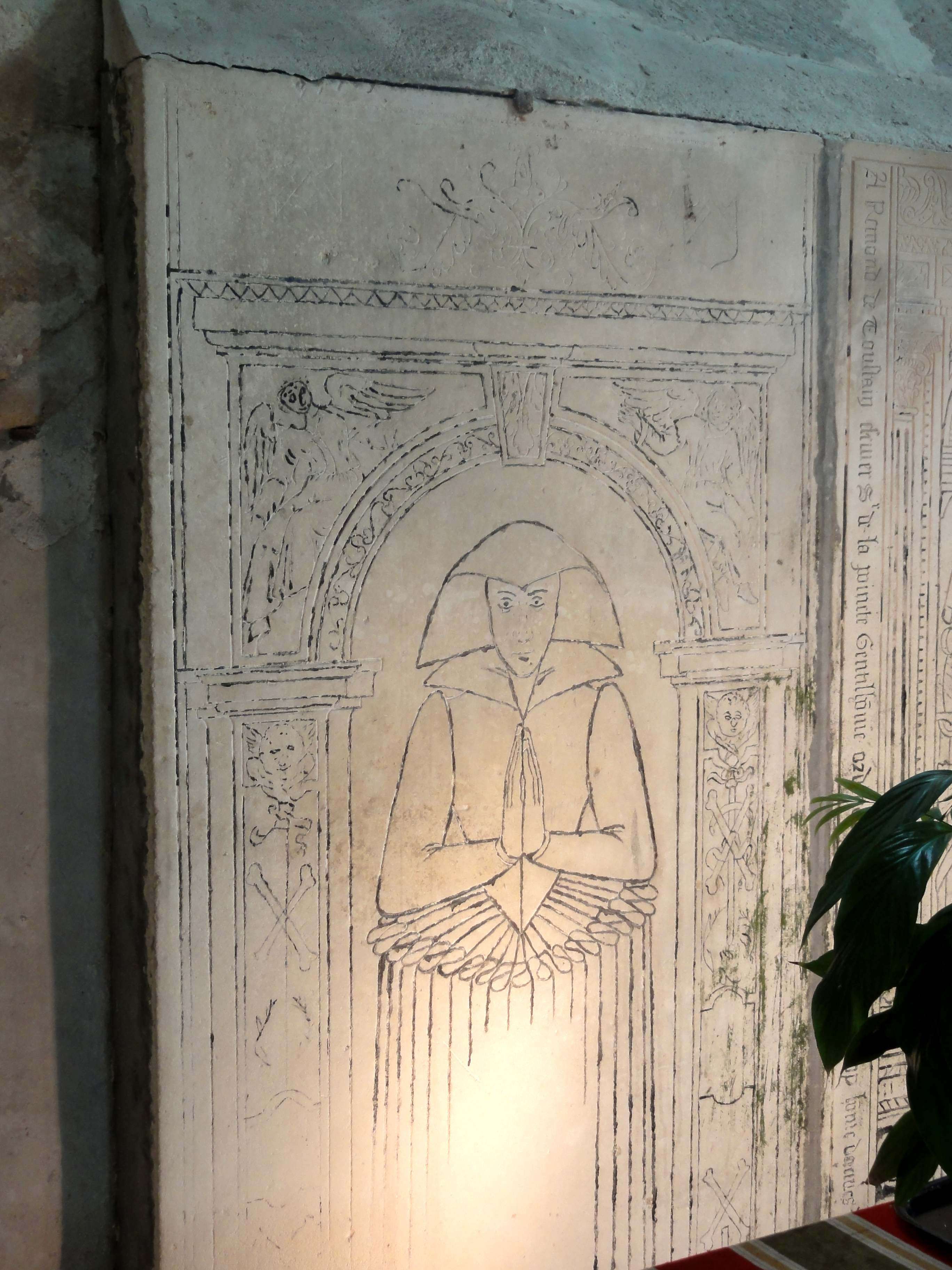
Dalle funéraire de Jehanne de Cornouailles.
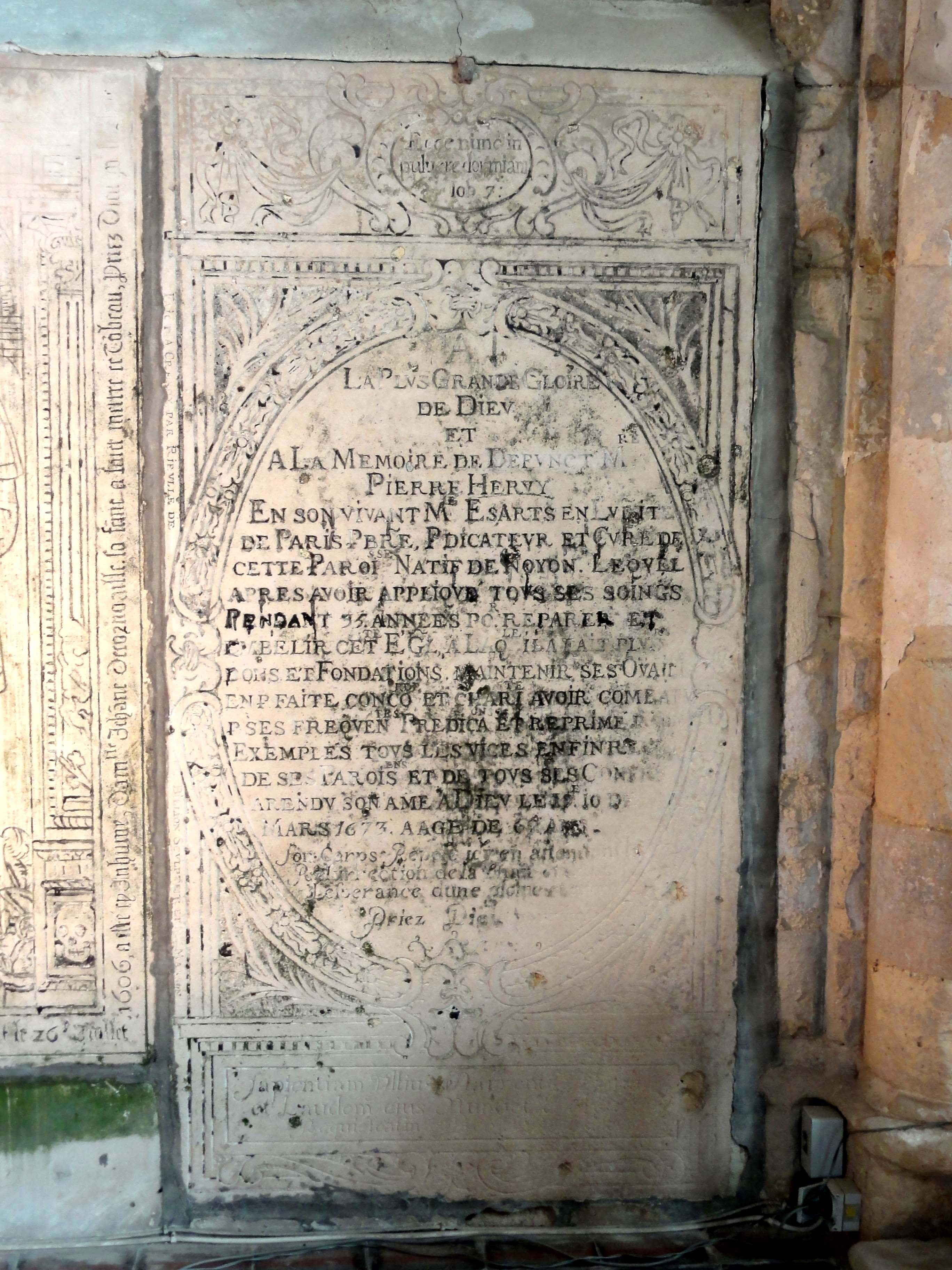
Dalle funéraire de Pierre Hervy.
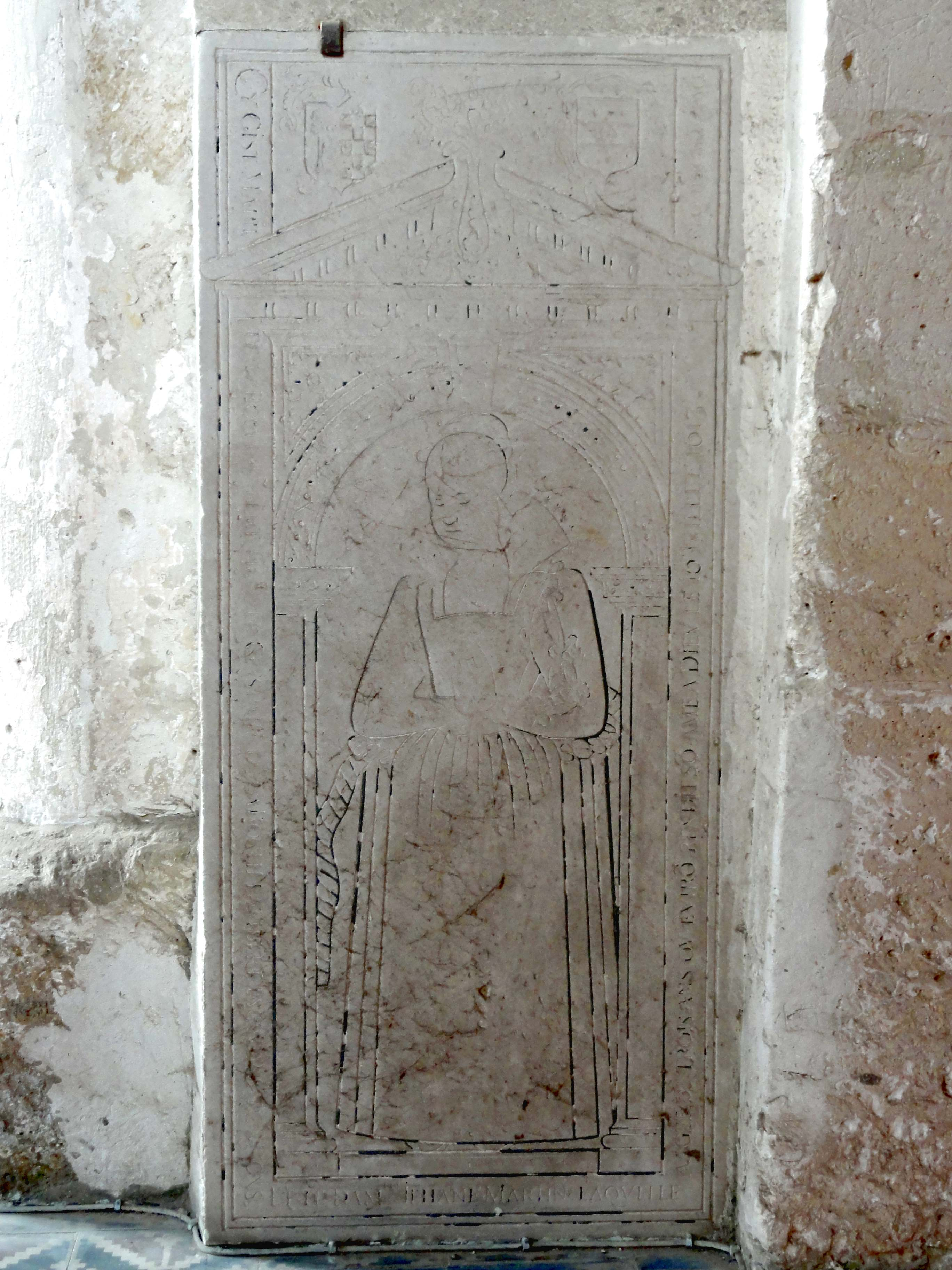
Dalle funéraire à effigie gravée d'une femme.
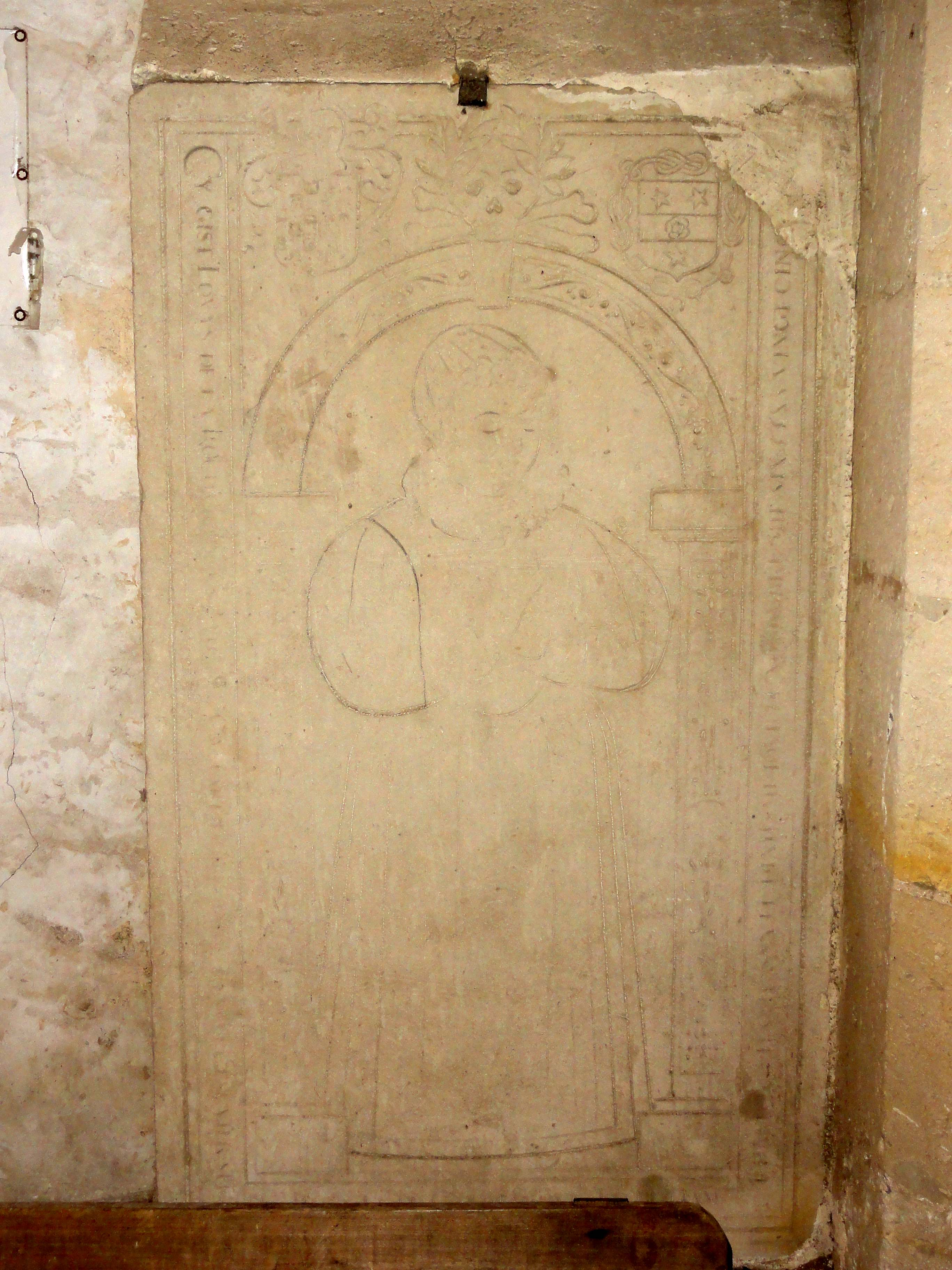
Dalle funéraire à effigie gravée d'une femme.
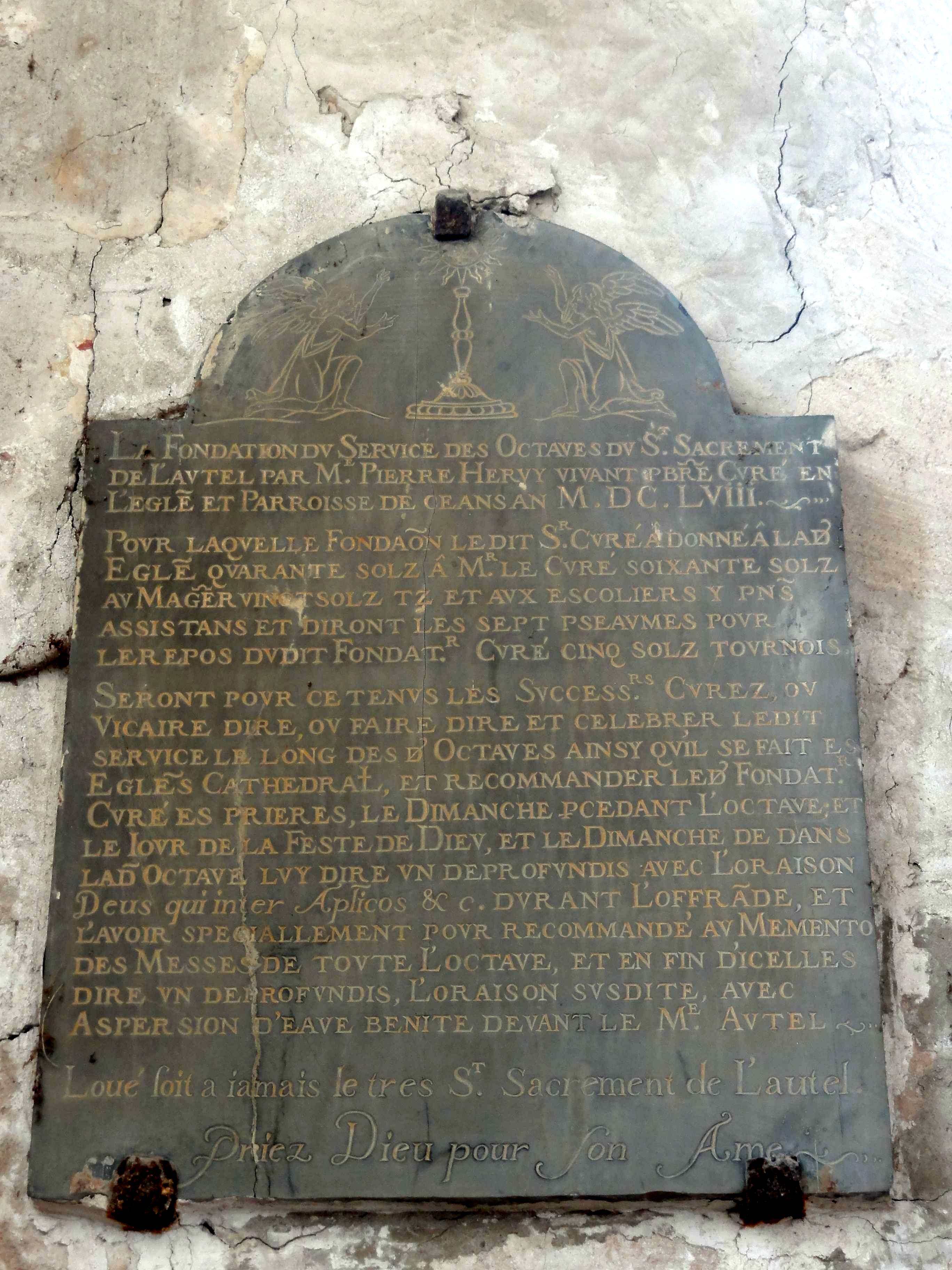
Plaque de fondation de Pierre Hervy.
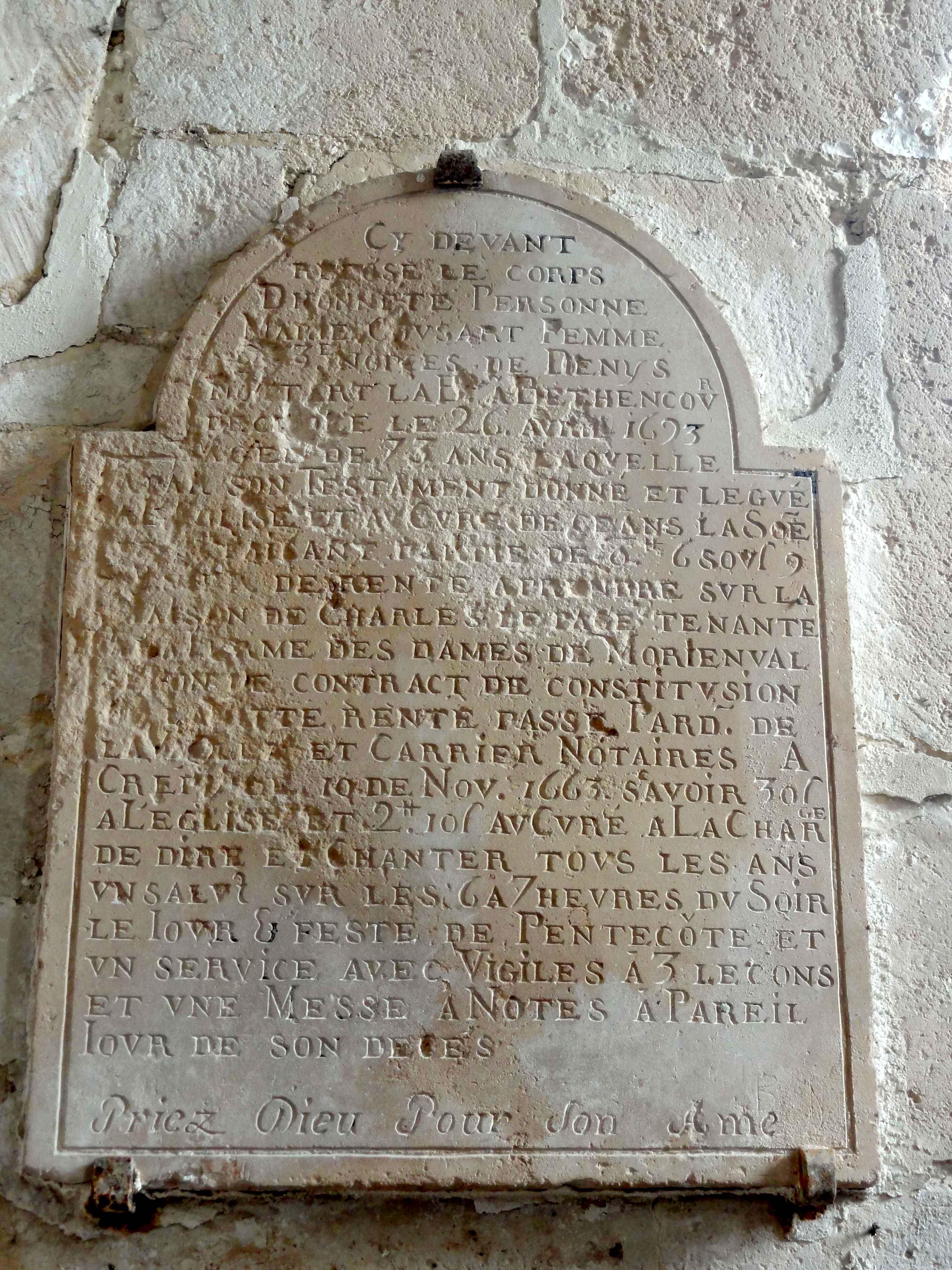
Plaque de fondation de Marie Cuisart.